# Salon de l'automobile de Francfort
Pour les articles homonymes, voir IAA.
Le Salon de l'automobile de Francfort (Internationale Automobil-Ausstellung, ou IAA) est le plus grand salon automobile au monde (en superficie) jusqu'en 2019. Il était organisé par le Verband der Automobilindustrie (VDA), l'union de l'industrie automobile allemande, et planifié par l'Organisation internationale des constructeurs automobiles (OICA) de 1951 à 2019, tous les deux ans (les années impaires) à Francfort-sur-le-Main en Allemagne, en alternance avec le Mondial de l'automobile de Paris (le plus grand en fréquentation). L'édition 2019 fut la dernière de ce salon à se dérouler à Francfort, le salon étant déplacé au Salon de l'automobile de Munich à partir de 2021.

## Histoire
Le premier salon de l'automobile d'Allemagne a été organisé le 30 septembre 1897 à l'Hôtel Bristol sur l'avenue Unter den Linden de Berlin. Il y avait huit véhicules moteurs, dont quatre fabriqués par Benz & Cie et un de l'industrie Daimler-Motoren-Gesellschaft. La deuxième édition, avec treize véhicules, a eu lieu le 24 mai 1898 sur un terrain d'exposition près de la gare de Lehrte. La première « Automobil-Ausstellung » (« exposition automobile ») organisée par le Verein Deutscher Motorfahrzeug-Industrieller eut lieu du 14 au 25 mai 1902 à la gare de Berlin Friedrichstraße. 
Avec l'essor de l'automobile, l'événement devient peu à peu régulier et a lieu au moins une fois par an, généralement à Berlin. Il y en a deux par an de 1905 à 1907, à la suite de l'augmentation de la production automobile. Puis le salon est arrêté à cause de la Première Guerre mondiale. Il revient en 1921, avec 67 constructeurs et 90 automobiles, avec pour devise le « confort ».
Le salon n'a lieu à Francfort que depuis 1951.
En 1971, il est annulé pour des raisons économiques en raison du coût croissant de l'exposition et de la situation de l'industrie automobile allemande de l'époque.
En janvier 2020, la VDA annonce la fin de l'organisation du salon dans la ville de Francfort, l'édition 2021 devant se dérouler soit à Berlin, Hambourg ou Munich. En mars 2020, la VDA confirme le déplacement du salon à Munich pour l'édition 2021.

### Fréquentation
Comme tous les salons internationaux, la fréquentation est en baisse avec une chute à 560 000 visiteurs en 2019,,.

## Éditions

### 1951

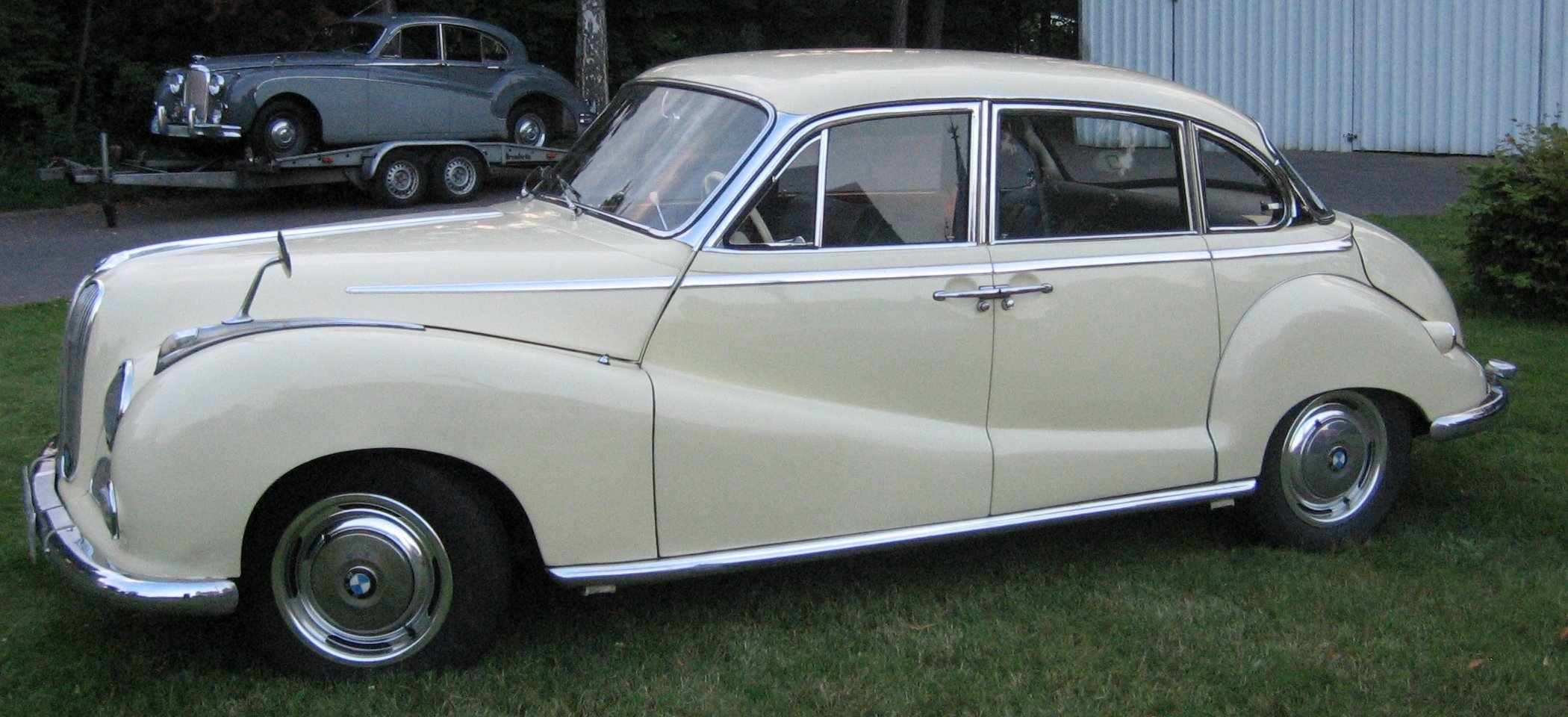
BMW 501 Barockengel.

Le salon 1951 voit apparaître entre autres la BMW 501, un prototype du constructeur Marathon (de), la Mercedes-Benz 220 et le moteur M186 3 litres de Mercedes-Benz.

### 1955
BMW présente la BMW 503 ainsi qu'un prototype, la BMW 505, qui ne dépassera pas le stade de la production.

### 1957

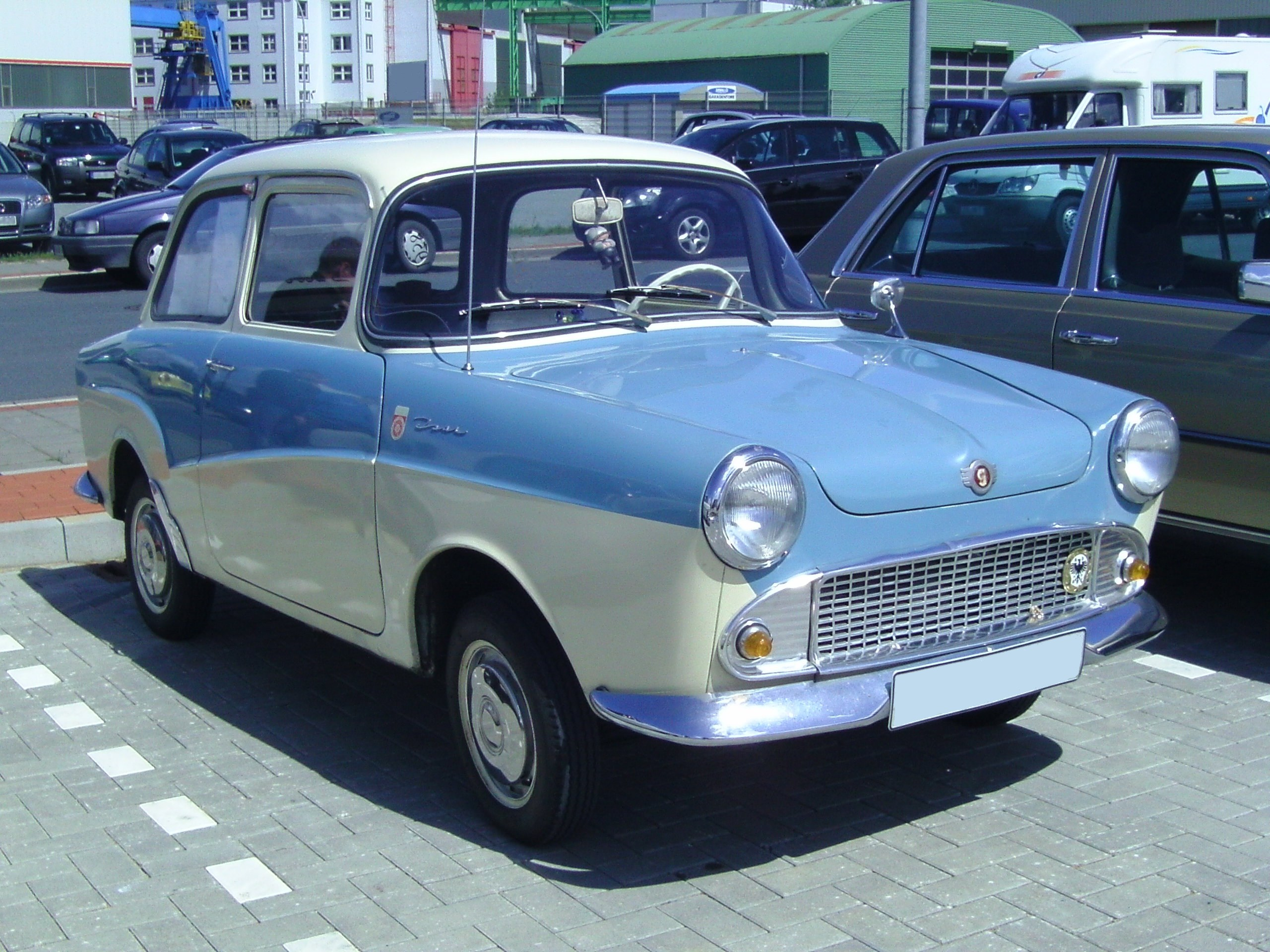
Goggomobil, dite aussi Glas Isar.

Auto Union présente sa DKW Junior, propulsée par un moteur à deux temps. Le constructeur Glas présente la Goggomobil T600, et NSU présente la Prinz I.

### 1959
Sont présentés les modèles BMW 700, une petite cylindrée de 30 chevaux, la Borgward P100 et la Mercedes-Benz W111, une Heckflosse.

### 1961
La BMW 1500 est présentée au salon de l'automobile de Francfort, inaugurant un renouvellement de la gamme BMW, ainsi que la BMW 3200 CS. Paraissent également la Glas 1004 et la NSU Prinz 4. Renault y présente pour la première fois au public la Renault 4 (présentée au réseau Renault en mars, et à la presse en août).

### 1963

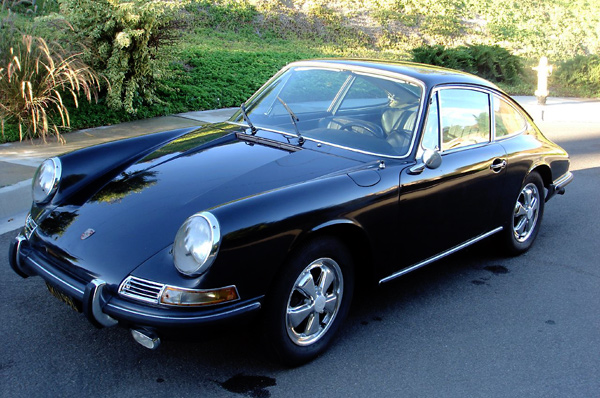
Porsche 911 S, modèle 1967.

La Porsche 911 (901) est présentée au salon de 1963, succédant à la Porsche 356, un modèle à succès qui a connu une longue carrière mais qui, à la fin des années 1950, est confronté à la concurrence.

### 1965
Le salon 1965 voit plusieurs nouveautés : l'Alfa Romeo 2600, un modèle de luxe du constructeur italien, la Glas 1700 et la Glas V8, un puissant coupé équipé d'un moteur V8 à deux arbres à cames en tête, la Mercedes-Benz W108/W109, la NSU Typ 110 (en) (basée sur la Prinz 100), et l'Opel Kadett B qui sera produite à plus de deux millions et demi d'exemplaires.

### 1969

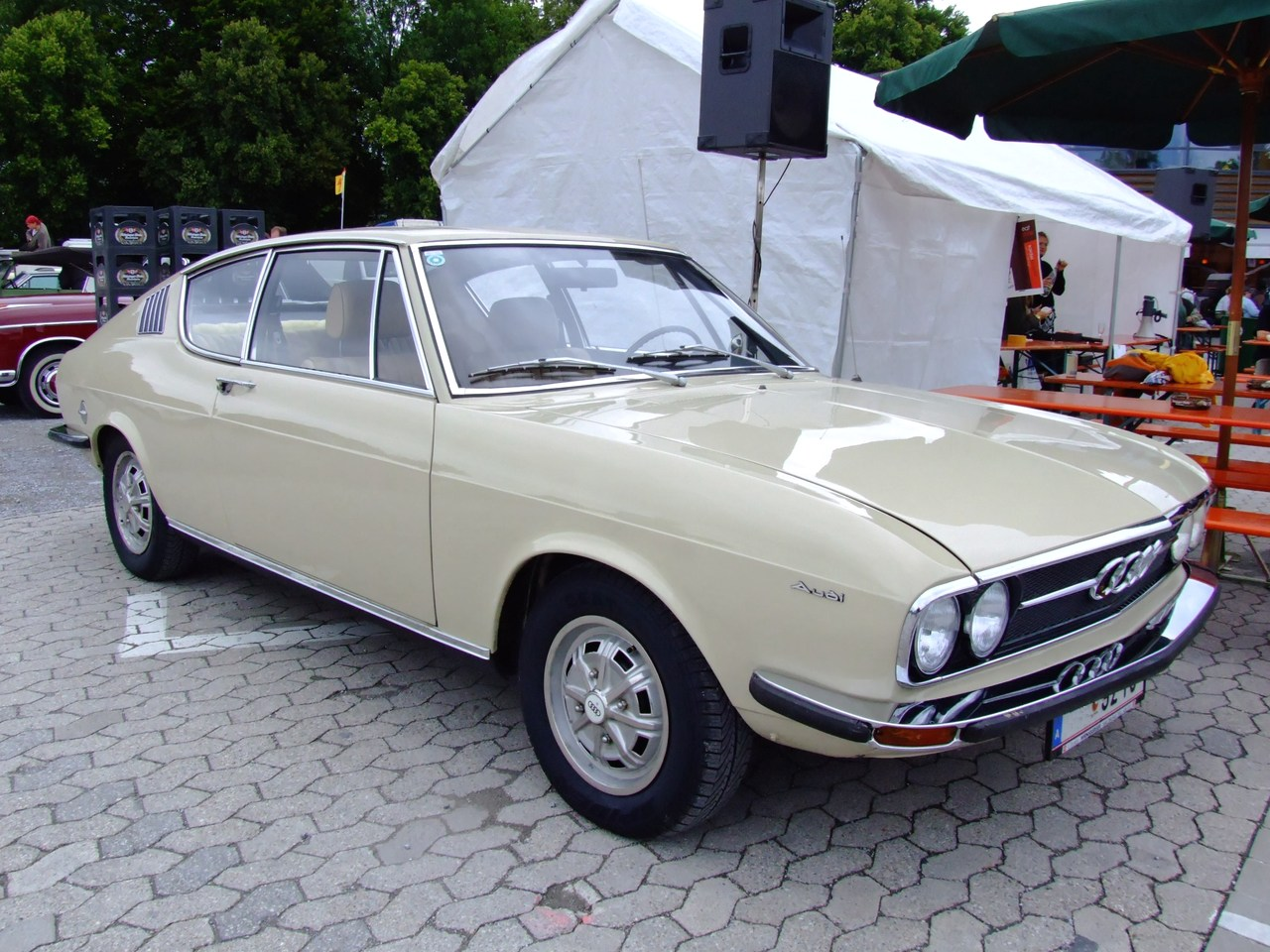
Audi 100 coupé S.

Audi présente un coupé, l'Audi 100 Coupé S équipé d'un 4 cylindres développant 115 chevaux et d'une boite automatique à 3 rapports. Opel présente un prototype, le prototype Style CD, co-produit avec Bitter sur une base d'Opel Diplomat A. La Porsche 914 fait son entrée, un roadster 2 places issu d'une collaboration Volkswagen-Porsche.

### 1973
BMW présente la BMW 2002 turbo, une puissante sportive dépassant les 200 km/h. Le constructeur Bitter sort la Bitter CD, une voiture de sport équipée d'un V8 de 230 chevaux.

### 1977
En 1977 sont présentées la Ferrari 308 GTS, une version de la Ferrari 308 GTB dotée d'un toit escamotable, la Ford Granada Mark II, et l'Opel Rekord E.

### 1979

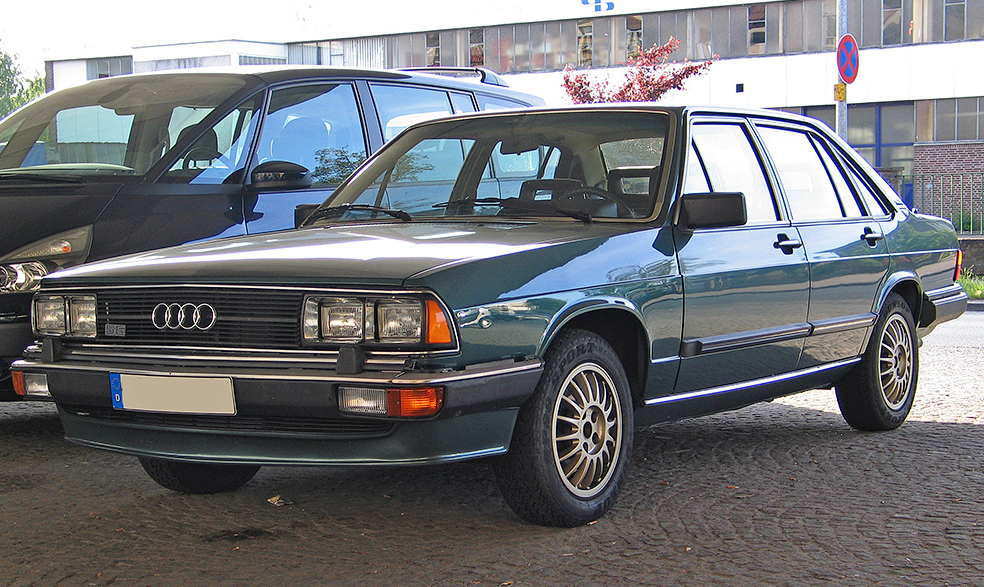
Audi 200 5E.

Le Salon de 1979 se tient à une période difficile pour l'industrie automobile, caractérisée par des limitations de vitesse et des économies d'énergie, la plupart des pays d'Europe occidentale connaissant un début de récession. À cette époque également, la conception des véhicules évolue considérablement, et la demande croît pour des voitures à hayon et à traction avant, et des voitures plus petites.
Sont présentés à l'édition de 1979 les modèles suivants :
- l'Alfa 6, une berline haut de gamme d'Alfa Romeo ;
- l'Audi 200, conçue sur la base de l'Audi 100 et destinée au marché des berlines haut de gamme ;
- la BMW 7 E23 dotée d'un six cylindres en ligne ;
- la Citroën GSA ;
- la Fiat Ritmo cabriolet ;
- la Ford Taunus TC3 ;
- la Lancia Delta ;
- la Mercedes-Benz W126, un modèle de la classe S ;
- la Mitsubishi Lancer EX ;
- la Renault 5 ;
- la Simca-Talbot 1510 ;
- la Volkswagen Jetta ;
- la Volvo 345.

### 1981
Parmi les modèles présentés au salon de 1981, on peut citer l'Audi 100 TDI équipée d'un turbodiesel de 120 chevaux, un prototype d'Audi 200 automatique, une Bitter SC cabriolet, l'Opel Ascona C, la Porsche 944, et le prototype Volkswagen Auto 2000 (en).

### 1983

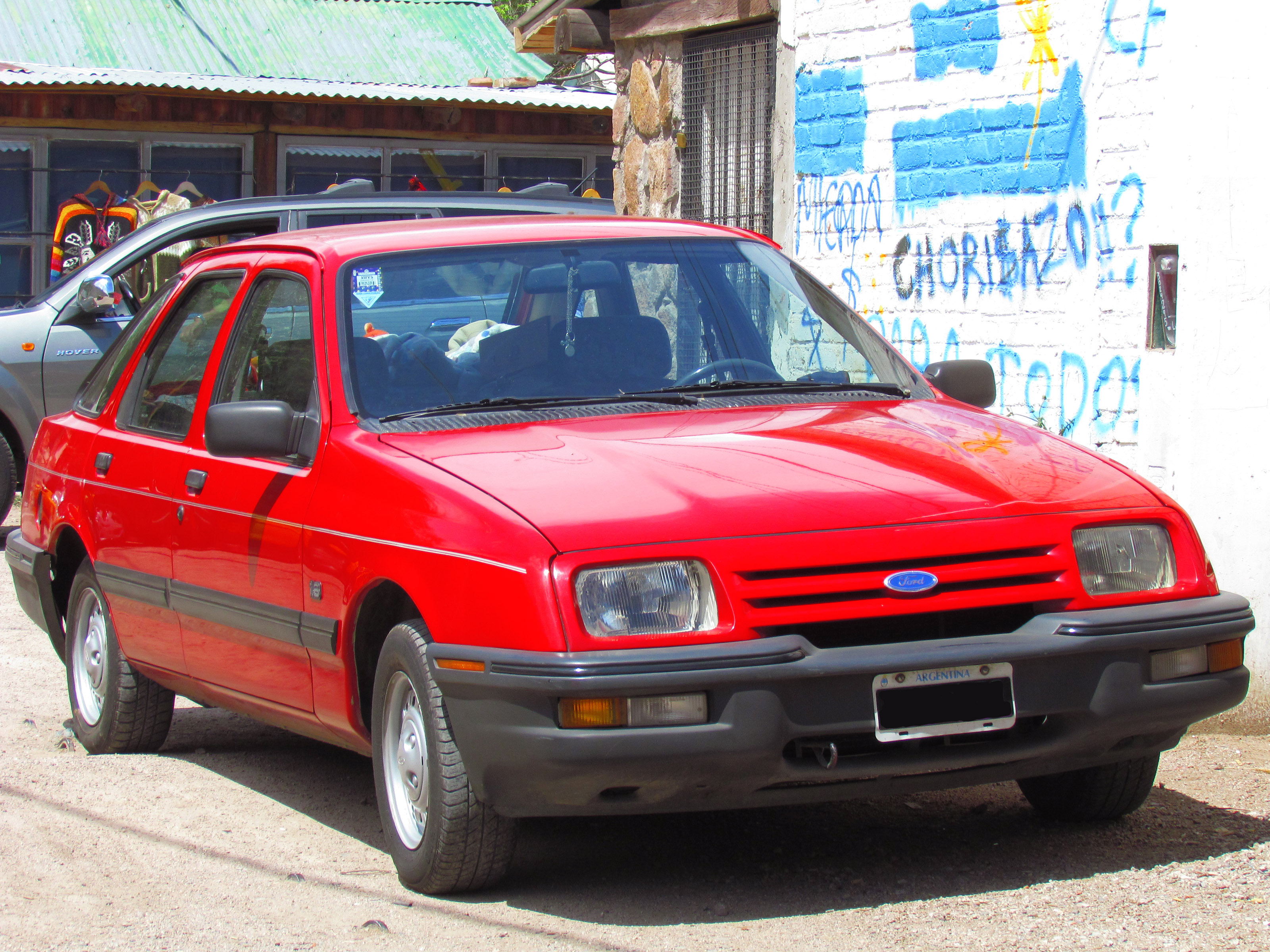
Une Ford Sierra 1.6 GL.

L'année 1983 voit un redémarrage des ventes de véhicules neufs en Europe de l'ouest, et la sortie de plusieurs modèles destinés à connaître une large diffusion, dont l'Austin Maestro, la Fiat Uno, la Nissan Micra, la Peugeot 205 et la Renault 11. L'Opel Corsa (lancée en Espagne en septembre 1982) est exportée au Royaume-Uni à partir d'avril 1983 et vendue sous le nom de Vauxhall Nova.
Le salon présente entre autres :
La Porsche 959
- l'Alfa Romeo 33 ;
- la BMW Série 6 E24 ;
- la Fiat Regata ;
- la Ford Sierra ;
- la Mercedes-Benz 190 qui sera l'un des modèles Mercedes-Benz les plus appréciés ;
- l'Opel Junior, un prototype de petite voiture.

### 1985
En 1985, parmi les modèles exposés se trouvent la BMW M3, version sportive de la BMW Série 3, munie d'un quatre-cylindres à 16 soupapes, la Ferrari 328 et la Ferrari Mondial, et la Mercedes-Benz Classe E.

### 1987

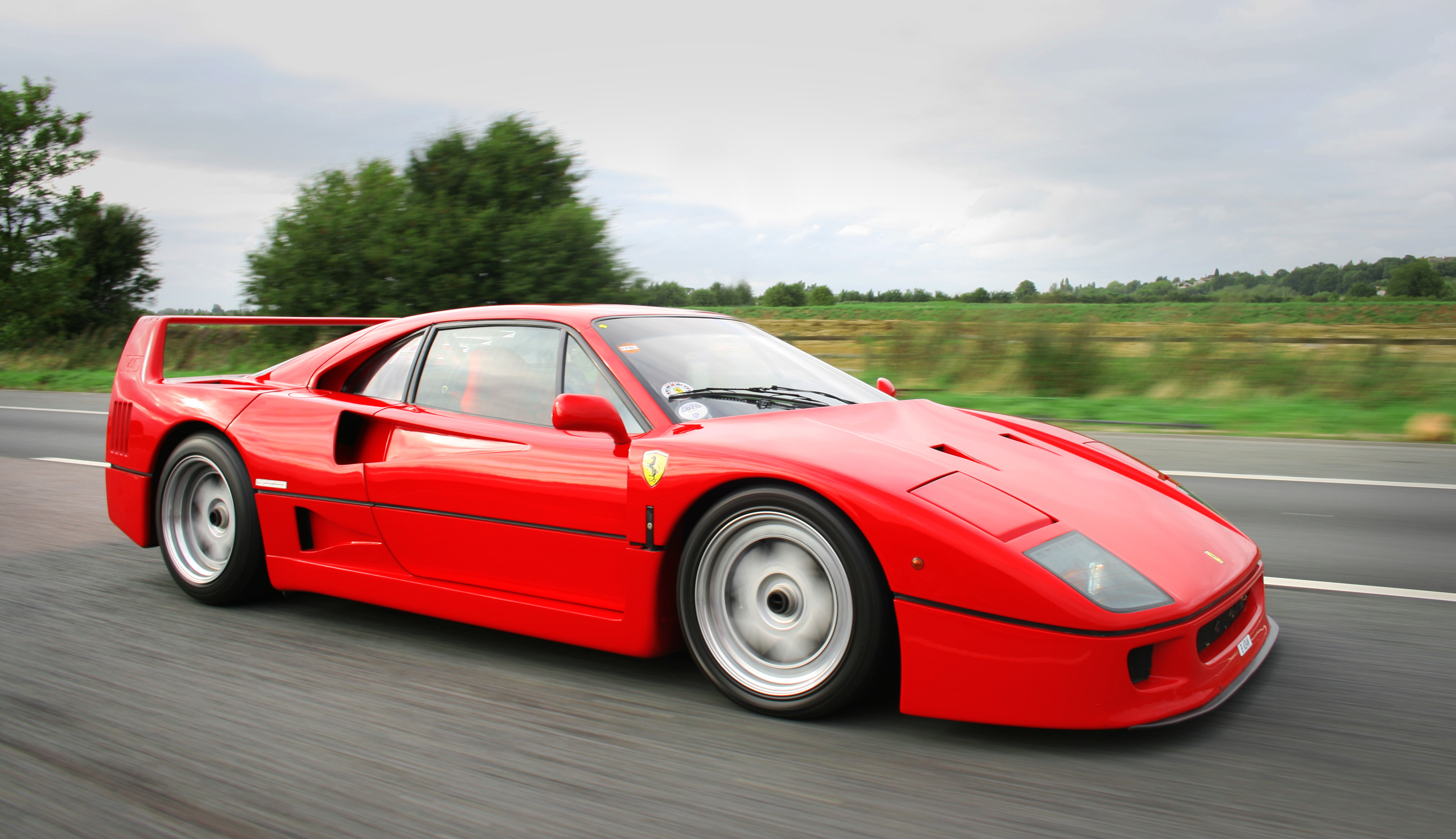
Ferrari F40

Alfa Romeo présente l'Alfa Romeo 164, destinée à être produite pendant presque dix ans. Le salon 1987 est aussi la date de présentation de la supercar GT Ferrari F40, à l'époque la voiture de série la plus rapide jamais conçue. Ford présente un prototype de Ford Aerostar, la Ford HFX Aerostar Ghia, et Lamborghini présente son prototype Lamborghini Portofino (en).

### 1989
L'édition 1989 voit l'arrivée de :
- l'Alfa Romeo SZ/RZ, une série limitée de coupé sport disposant d'un V8 ou d'un V12 ;
- la BMW E 31, un coupé grand tourisme ;
- une version restylée de la Fiat Uno ;
- le Land Rover Discovery, un tout-terrain à prix plus abordable que les Land Rover précédents, et destiné à conquérir une clientèle des classes moyennes face aux tout-terrain japonais ;
- la Peugeot 605, le haut de gamme de Peugeot d'alors ;
- la Rolls-Royce Corniche III ;
- la Rolls-Royce Silver Spirit Mark II et sa variante la Silver Spur Mark II ;
- le concept-car Seat Proto T ;
- le concept-car Toyota 4500GT.

### 1995
En septembre 1995 sont présentées :
- la BMW Série 5 E 39 ;
- la Citroën Xantia ;

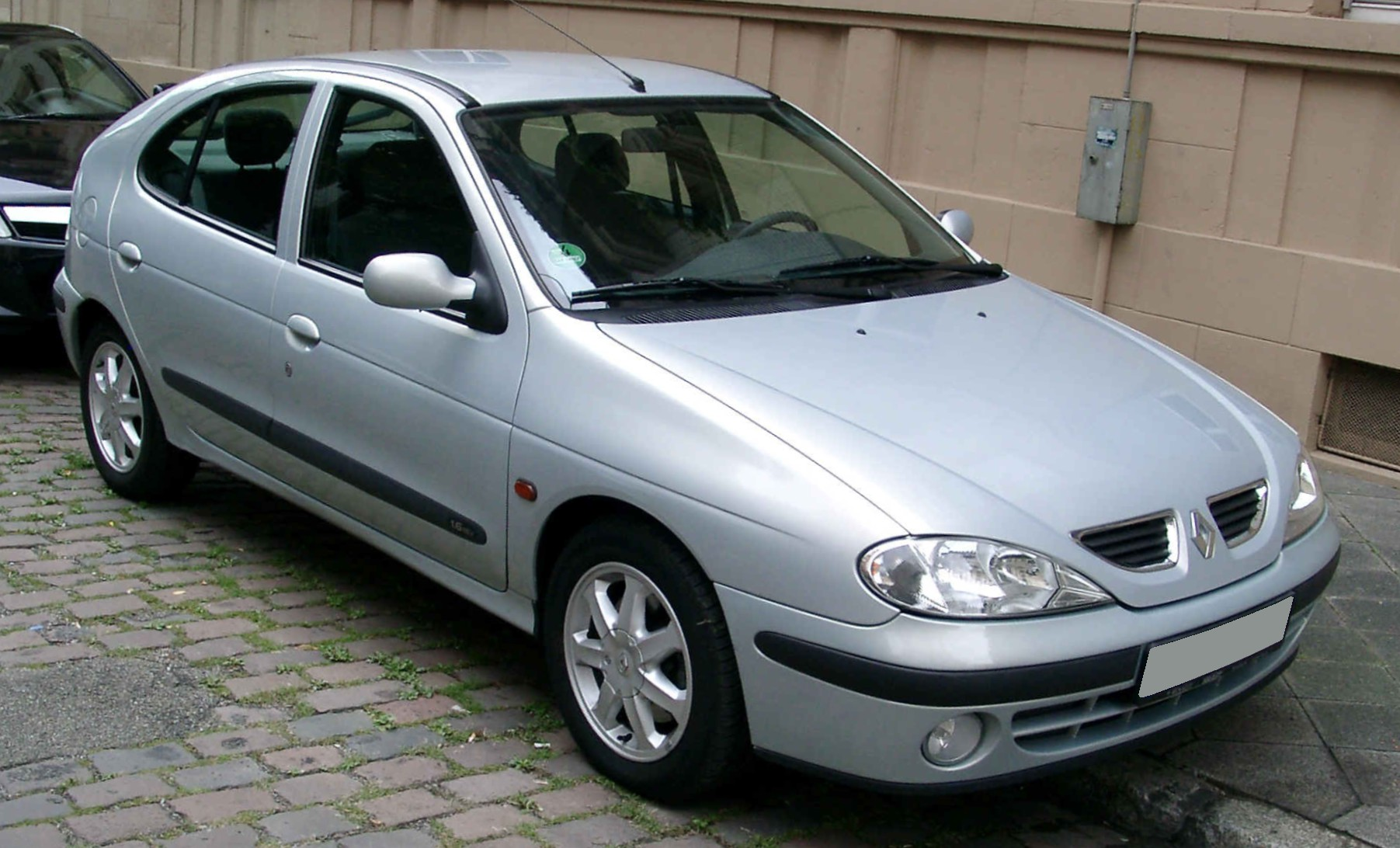
Une Renault Mégane I.

- la Lada 110, voiture familiale du constructeur russe Avtovaz ;
- la Mercedes-Benz Classe E (Type 210) ;
- la Mitsubishi Carisma ;
- l'Opel Vectra ;
- la Peugeot 406 ;
- la Renault Mégane ;
- la Seat Córdoba ;
- une nouvelle version du fourgon Toyota HiAce ;
- la Volvo S40.

Ainsi que des concept-cars de l'Audi TT, de la Peugeot 406 et de la Toyota Prius, véhicule hybride électrique.

### 1997
Le salon 1997 voit apparaître :

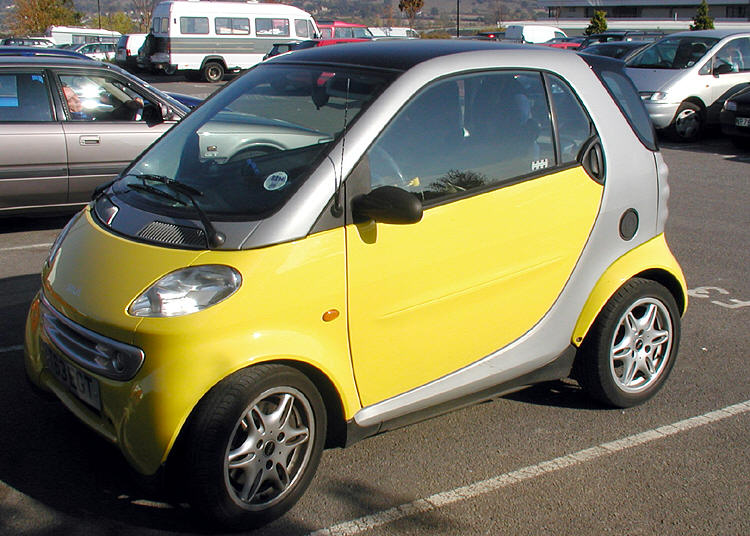
Smart Fortwo.

- l'Alfa Romeo 156 qui sera voiture de l'année 1998 ;
- le scooter BMW C1 ;
- le roadster BMW Z3 ;
- le Land Rover Freelander ;
- la Mazda 626 ;
- la Mercedes-Benz Classe A Type 168
- la nouvelle version du 4x4 Nissan Patrol ;
- l'Opel Astra qui remplace l'Opel Kadett ;
- la Porsche 911 Carrera (996) ;
- la Rover 200 ;
- la Smart Fortwo ;
- la Volkswagen Golf IV ;
- la Volvo V70.

Et divers prototypes : un prototype de la future Audi A2, un prototype de la future Mini, un concept-car annonçant l'Opel Zafira, un concept-car du Peugeot 806, et un cabriolet Proton Satria.

### 1999

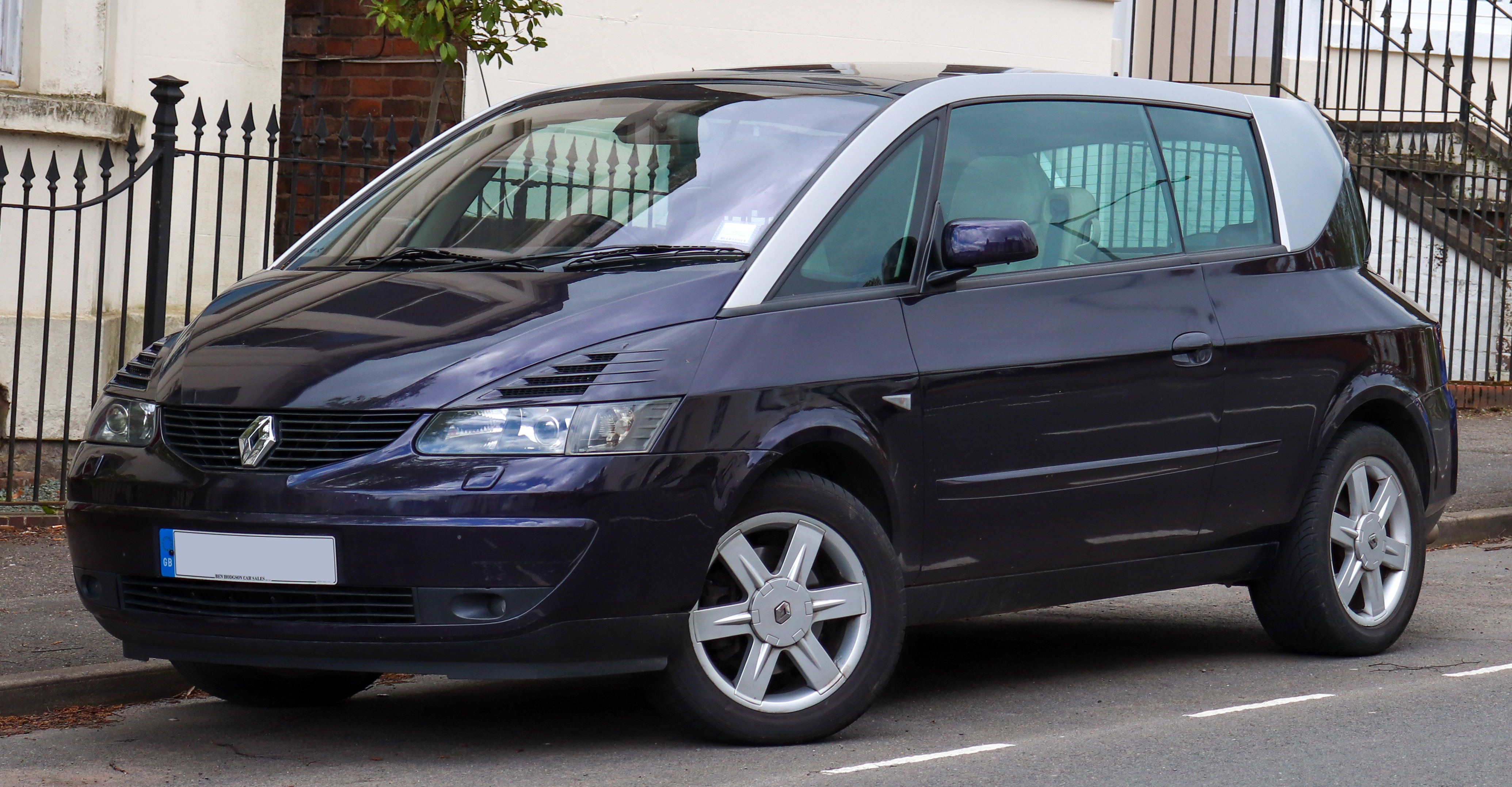
Renault Avantime Privilege 3.0

Ouvert le 16 septembre, le salon comprend 1 200 exposants venus de 44 pays.
- l'Audi A2 ;
- la BMW 328 break ;
- le BMW X5 (E53) ;
- la BMW M3 ;
- le roadster BMW Z8 ;
- un restylage de la Citroën Saxo ;
- la Fiat Punto I, variante ;
- un restylage de la Ford Fiesta ;
- la Honda Insight ;
- la Hyundai Accent ;
- la Nissan Almera ;
- l'Opel Speedster, sportive 2 places ;
- la Peugeot 607 ;
- la Renault Avantime ;
- la Saab 9-3 et la Saab 9-5, versions Aero ;
- la Seat León ;
- la Škoda Fabia ;
- la Volkswagen Polo ;

Plusieurs concept-cars sont présentés à cette occasion : la Citroën C6 Lignage, un modèle luxueux qui amènera en 2005 la Citroën C6 ; l'Omega V8.com, le Chrysler Java et le Volkswagen Concept D (en).

### 2001
L'édition 2001 voit apparaître :
- les Audi A4 break et cabriolet ;
- un restylage de la BMW Série 3 ;
- la BMW Série 7 E65 ;
- la Cadillac CTS ;
- la Citroën C3 ;
- la Honda Jazz ;
- la Lamborghini Murciélago ;
- la Mercedes-Benz Classe SL ;
- le Mercedes-Benz Vaneo, basé sur la première Classe A ;
- les Peugeot 206 et Peugeot 207 SW[15] ;
- l'Opel Combo ;
- un restylage de la Saab 9-5 ;
- la Škoda Superb ;
- la supercar Spyker C8 ;
- la Toyota Corolla E120 ;
- la Volkswagen Polo IV ;
- la Volvo S60.

### 2007
- Dacia Sandero
- Renault Kangoo
- Peugeot 308
- Peugeot 308 RC Z
- Kia Kee Concept[16]
- Mitsubishi cX Concept[17]

### 2011

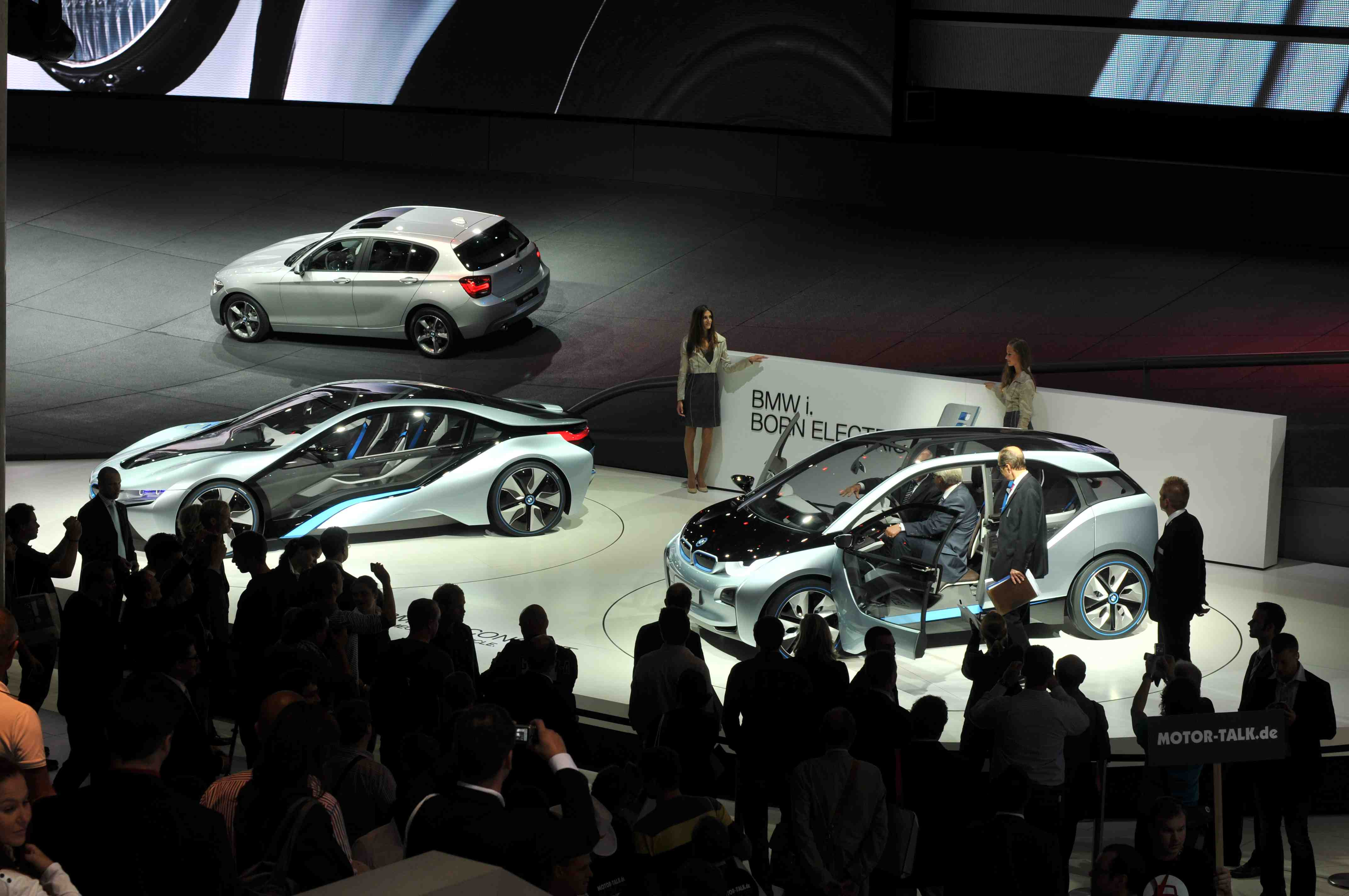
Une exposition de véhicules au salon de Francfort en septembre 2011.

Nouveautés
- Land Rover DC 100[18]
- Land Rover DC 100 Sport

Concept cars
- Chang'An Sense
- Fisker Surf
- Kia GT Concept[19]
- Ford Evos
- Maserati Kubang
- Renault Frendzy
- Subaru BRZ Prologue
- Volkswagen Bulli Concept

### 2013

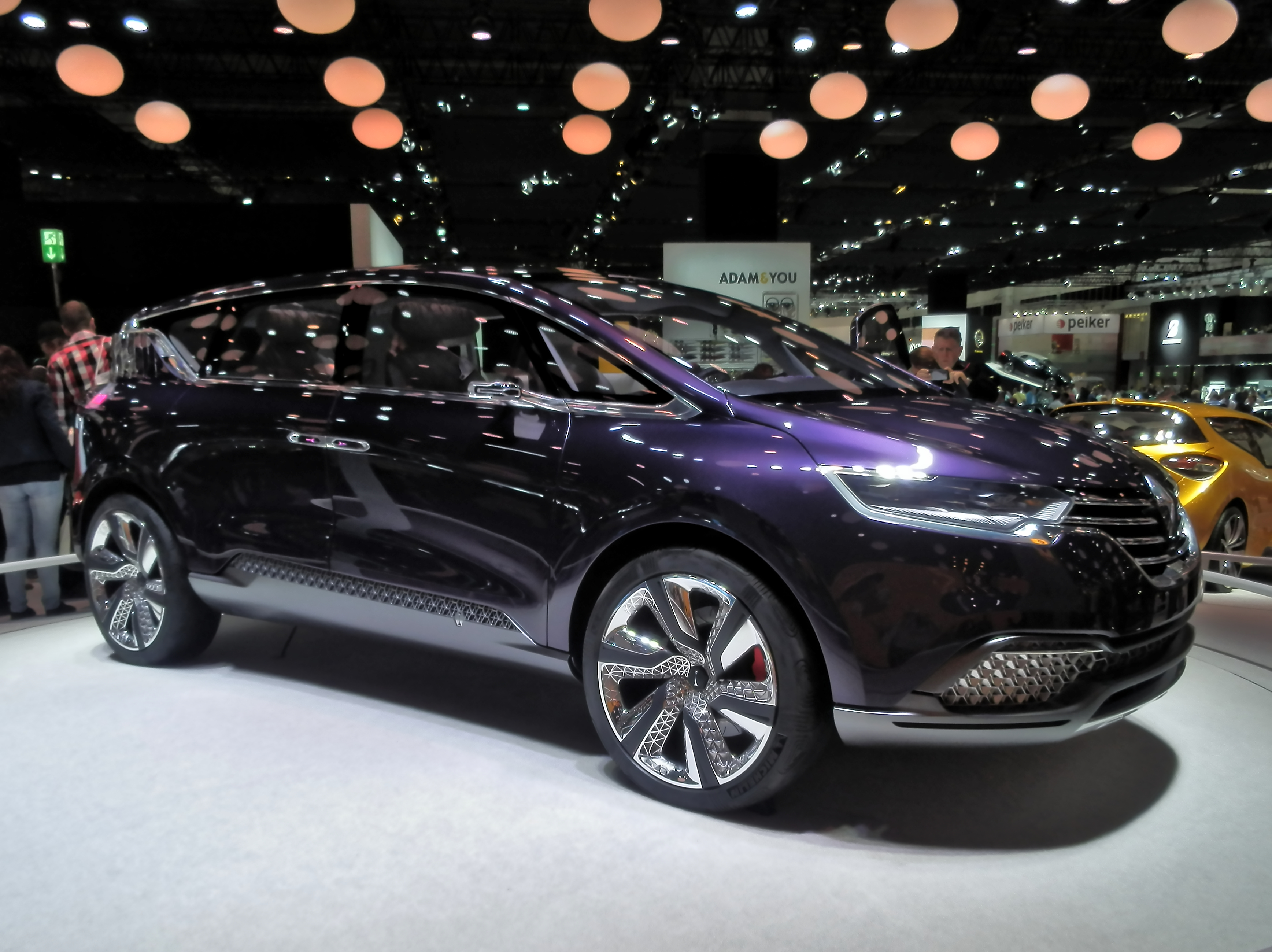
La Renault Initiale Paris, IAA 2013.

#### Nouveautés
- Peugeot 308
- Renault Initiale Paris Concept
- Citroën C4 Grand Picasso
- Citroën C-Cactus Concept.

#### Concept cars
- Jaguar C-X17 Concept
- Kia Niro Concept
- Opel Monza Concept

### 2015

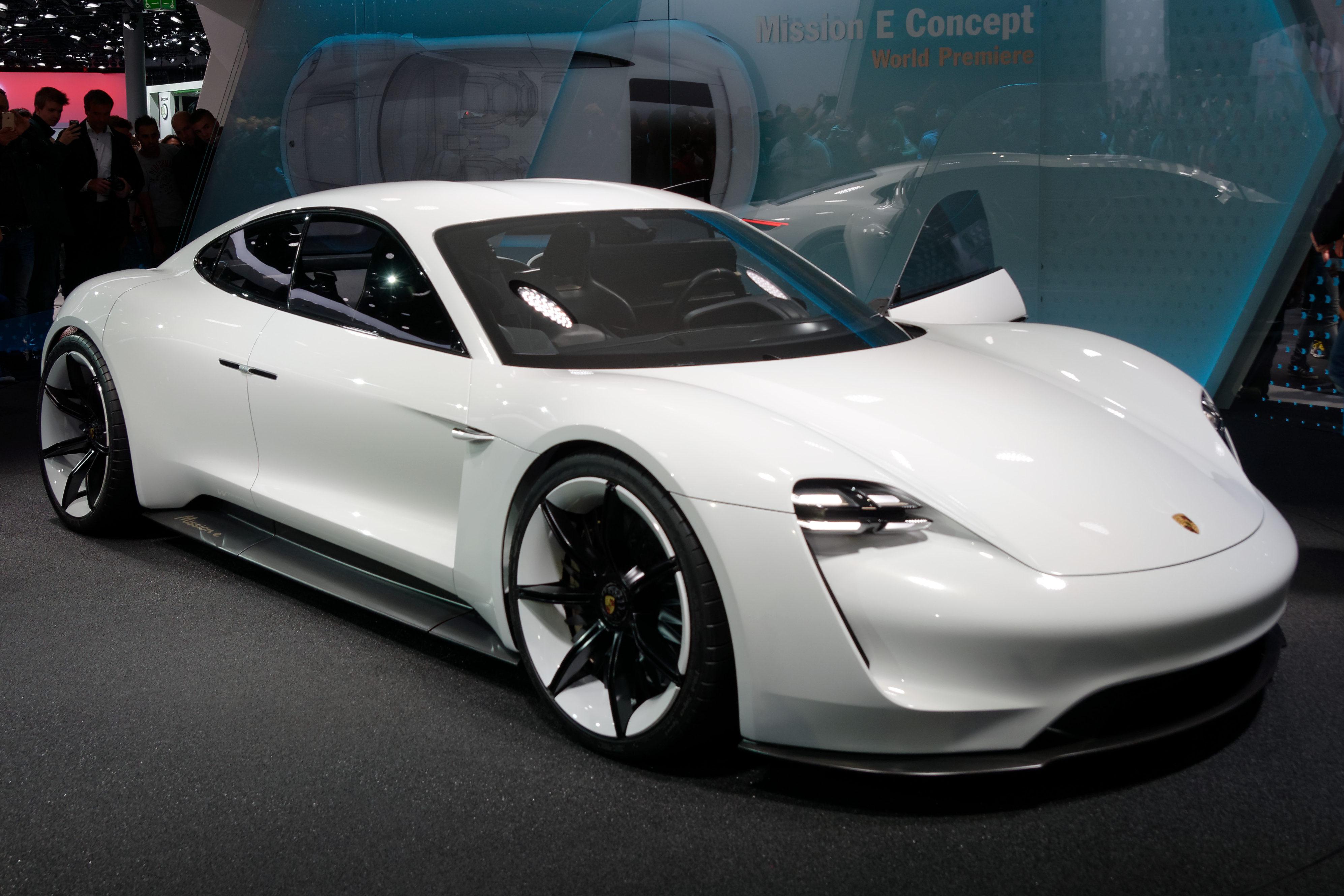
Le concept Porsche Mission E, électrique.

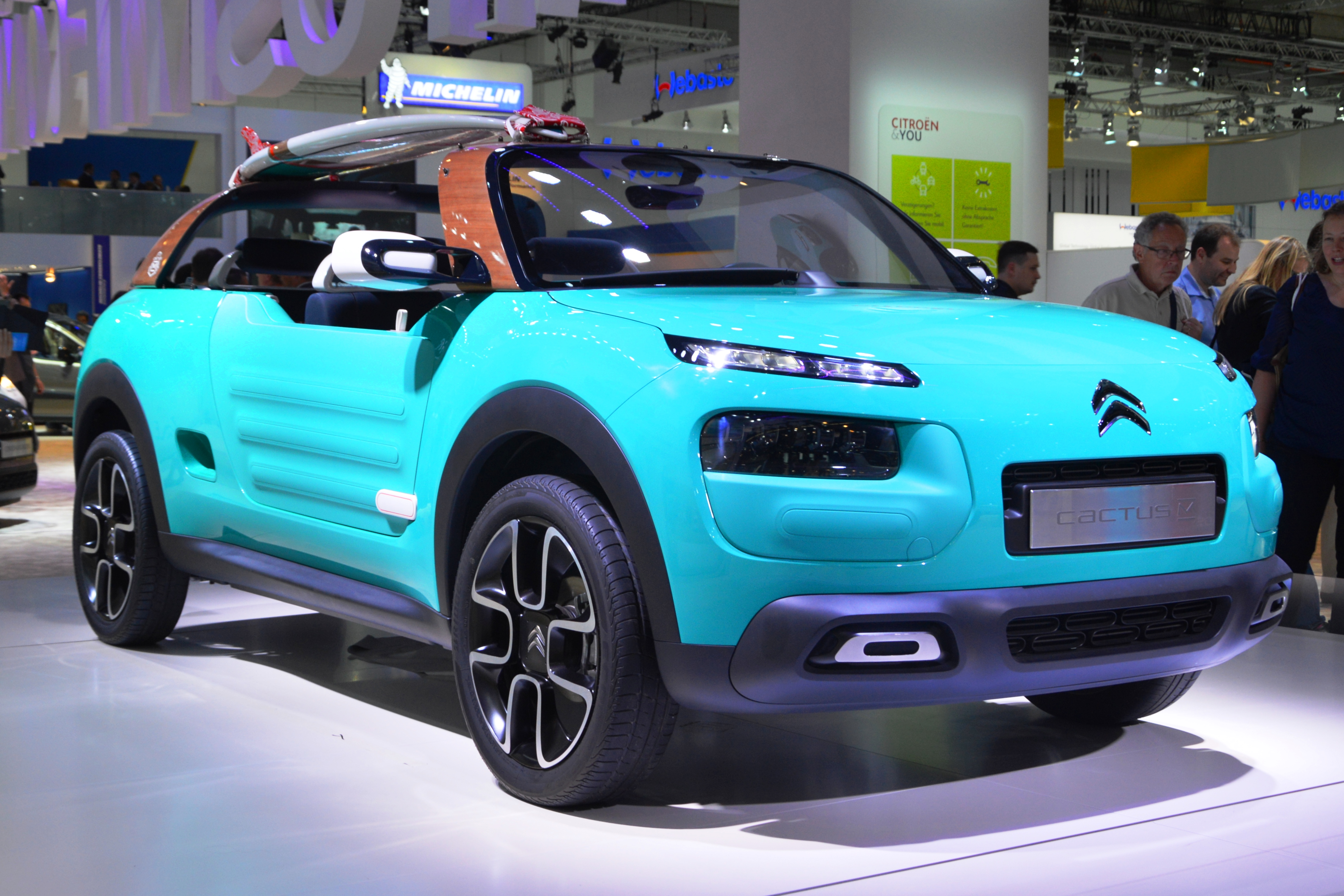
Le Citroën Cactus M Concept, hommage à la Méhari.

L'édition 2015 a lieu du 17 au 27 septembre 2015.
Liste des véhicules présentés, que ce soit nouveaux modèles, modèles actuels améliorant leurs finitions, moteurs et habitacles, versions restylées ou concept-cars :

#### Nouveautés
- Alfa Romeo Giulia
- Alpina B3 Biturbo
- Alpina D3 Biturbo
- Audi A4 B9
- Audi R8 V10 RWS
- Audi S8 Plus
- Audi SQ5 Plus
- Bentley Bentayga
- BMW X1
- BMW Série 2 eDrive Active Tourer
- BMW Série 3 F12 Phase 2
- BMW Série 7
- Brabus 600 (Mercedes-AMG GT préparée)
- Bugatti Vision Gran Turismo
- Citroën C1 II
- Citroën C5 II
- DS 4 Crossback
- Ferrari 488 Spider
- Fiat 500 (2015)
- Ford Galaxy
- Infiniti Q30
- Jaguar F-Pace
- Jaguar XF
- Mercedes Classe V AMG Line
- Mercedes Classe GLC
- Mercedes Classe C Coupé 205
- Opel Astra K
- Peugeot 308 GTi
- Peugeot 308 R Hybrid
- Porsche 911 (991 Phase 2)
- Renault Talisman Berline/Estate
- Renault Mégane IV
- Rolls-Royce Dawn
- Smart Fortwo III Cabriolet
- Suzuki Baleno II
- Tesla Model S P 90D
- Volkswagen Tiguan II
- Volkswagen Golf R SW

#### Restylages
- Dacia Duster phase 3
- DS4 restylée (Citroën DS4 devient DS 4)
- Mercedes-Benz Classe A
- Mitsubishi Outlander III phase 2
- Volkswagen Amarok

#### Concept-cars
- Audi e-tron quattro concept
- Borgward Isabella Concept
- Citroën C4 Cactus M Concept
- Citroën AirCross Concept
- DS 4 Crossback Concept
- Honda Project 2&4
- Nissan Gripz Concept
- Porsche Mission E
- Peugeot Fractal

### 2017

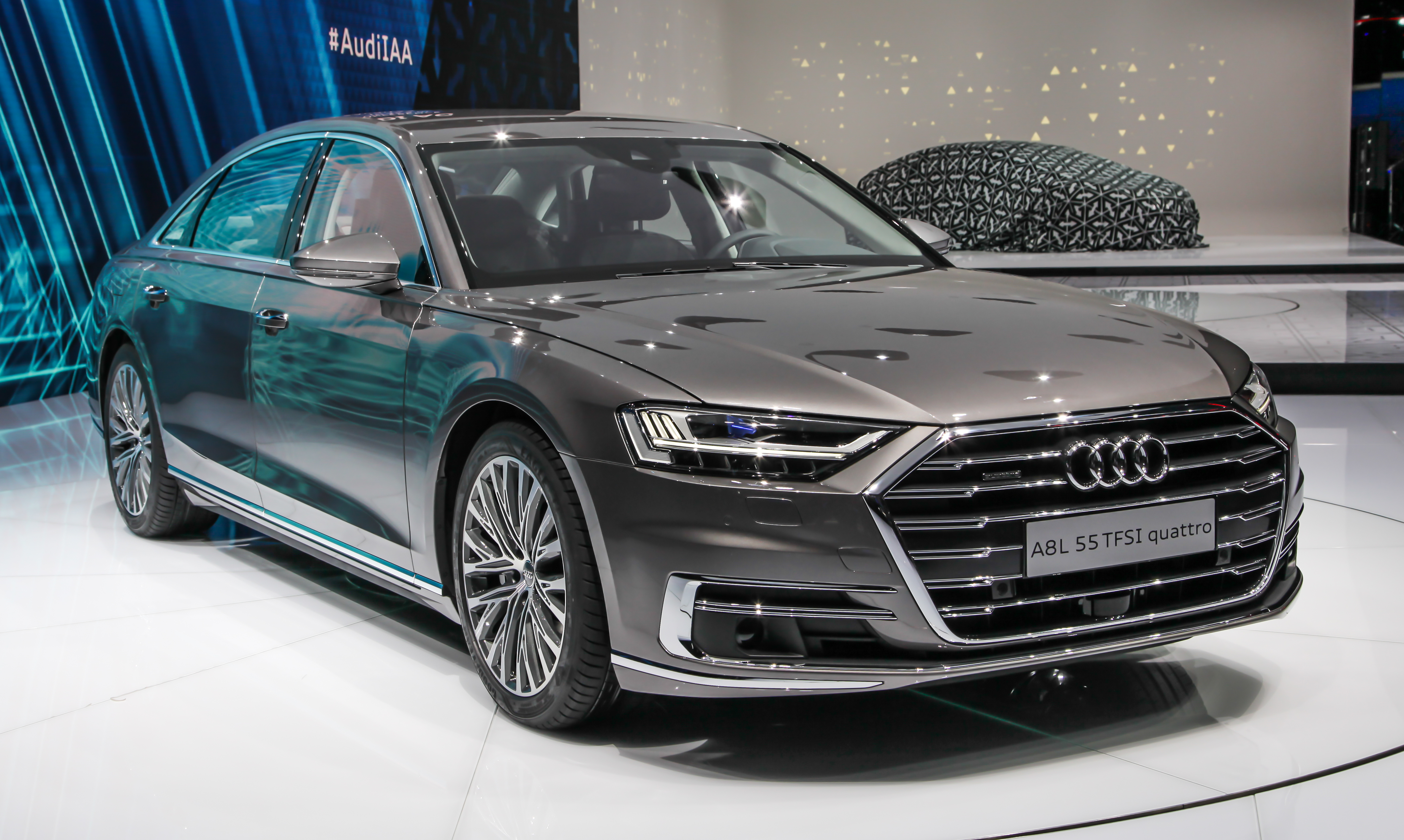
Audi A8 D5.

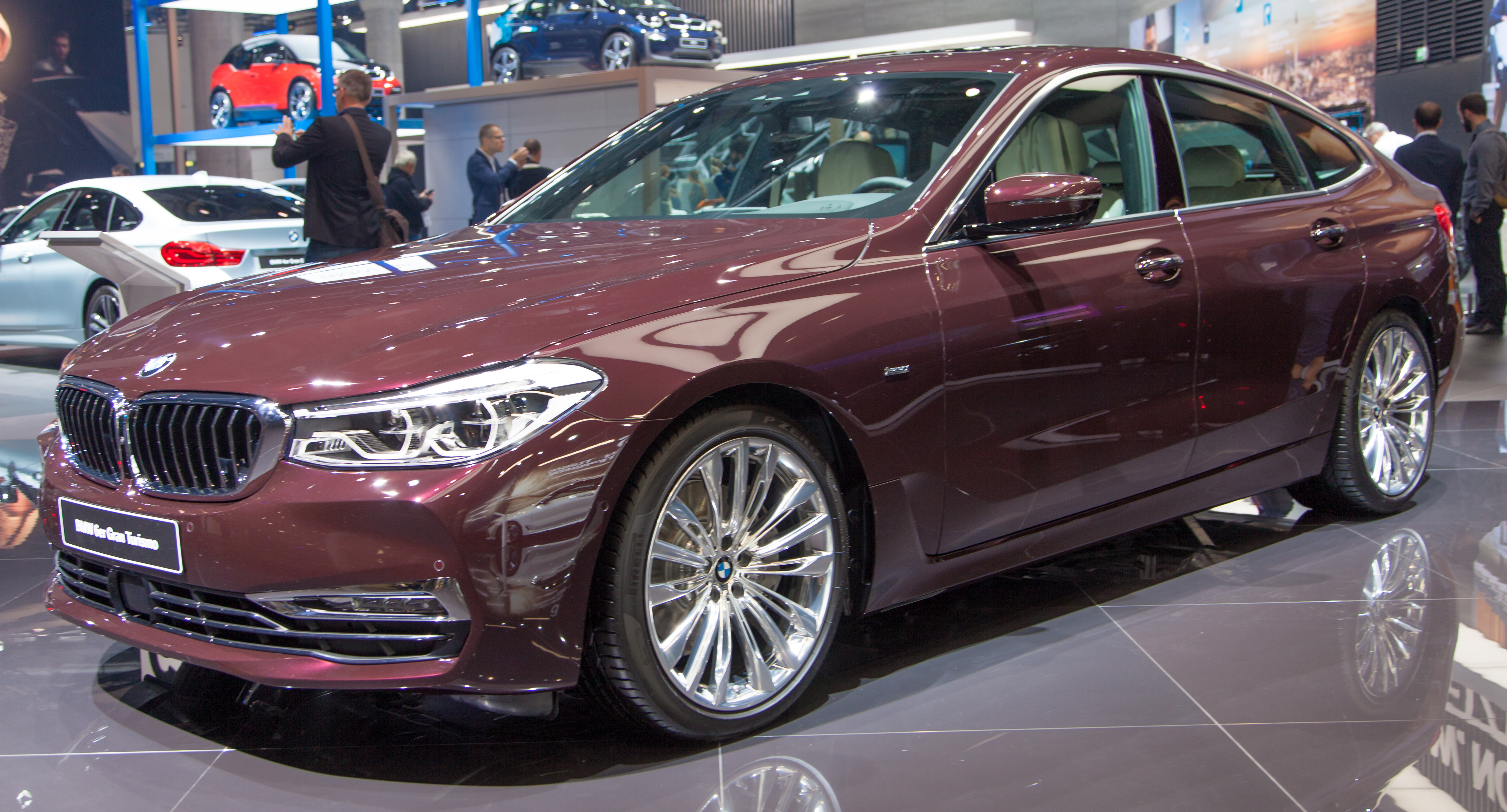
BMW Série 6 Gran Turismo.

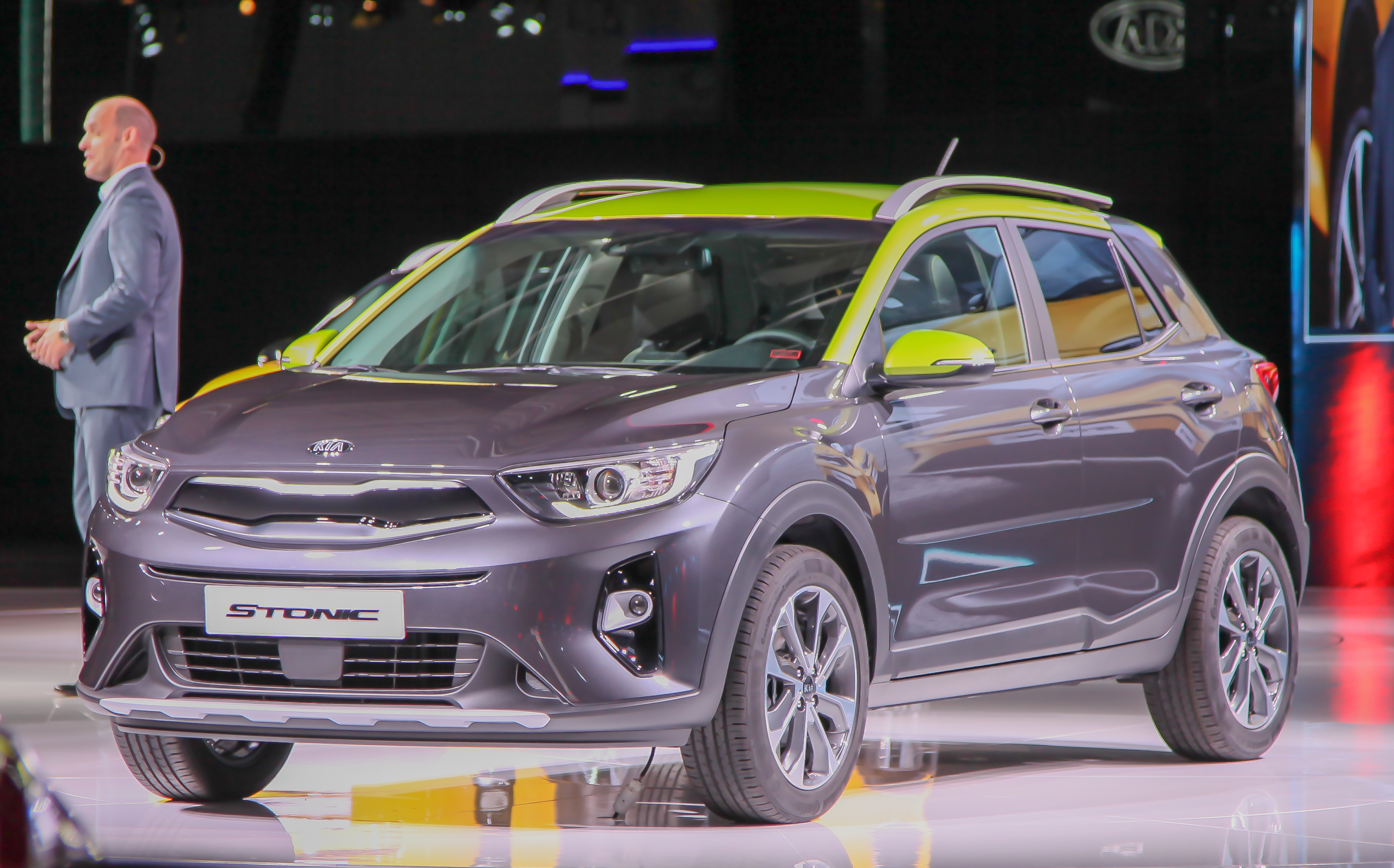
Kia Stonic.

Le salon a eu lieu du 14 au 24 septembre 2017.
Cette 67e édition marque une étape où de nombreux constructeurs ont choisi de ne pas faire le déplacement pour l'exposition. Depuis le Mondial de l'automobile de Paris 2016, où Lamborghini, Bentley, Rolls-Royce, Volvo, Mazda, Ford ou encore Alpine avaient choisi de ne pas avoir de stand d'exposition, il en est de même pour Aston Martin, Peugeot, DS Automobiles (réservant les honneurs à Opel (groupe PSA) leader sur le marché marché allemand), Mitsubishi, FCA (Fiat, Alfa Roméo, Abarth, Jeep), Nissan, Infiniti et Volvo de ne pas rejoindre Francfort, et de se réserver pour des événements promotionnels pour leur marque respective.
La fréquentation a baissé de 13 % par rapport à l'édition 2015, avec 120 000 visiteurs de moins pour un total de 810 000. Francfort suit Paris, où la fréquentation du Mondial de l'automobile de Paris 2016 a subi une baisse de 14 % des entrées.

#### Nouveautés
- Alpina D5 S
- Audi A8 IV (D5)
- Bentley Continental GT II
- BMW i8 Spyder
- BMW Série 6 Gran Turismo
- BMW X3 III
- Bugatti Chiron 0-400-0[23]
- Citroën C3 Aircross
- Dacia Duster II[24]
- Ferrari Portofino[25]
- Honda CR-V V
- Honda CR-V hybride[26]
- Hyundai i30 Fastback
- Hyundai i30 N
- Hyundai Kona
- Jaguar E-Pace
- Kia Niro PhEV
- Kia Picanto X-Line
- Kia Stonic
- Lamborghini Aventador S Roadster
- Land Rover Discovery SVX
- Lexus NX 300h
- Mercedes-Benz Classe X
- Mercedes GLC F-Cell[27]
- Mercedes-AMG Project One
- Opel Grandland X
- Porsche 911 GT2 RS
- Porsche Cayenne III
- Renault Alaskan
- Renault Mégane RS
- Rolls Royce Phantom VIII
- Seat Arona
- Seat Leon Cupra R
- Škoda Karoq
- SsangYong Rexton
- Subaru Impreza V
- Volkswagen Tiguan Allspace
- Volkswagen T-Roc[28]
- Volvo XC40

#### Restylages
- BMW i3
- Ford Mustang VI[29]
- Honda Jazz
- Kia Sorento[30]
- Lexus NX[31]
- Maserati Ghibli[32]
- Maserati GranTurismo
- Maserati GranCabrio

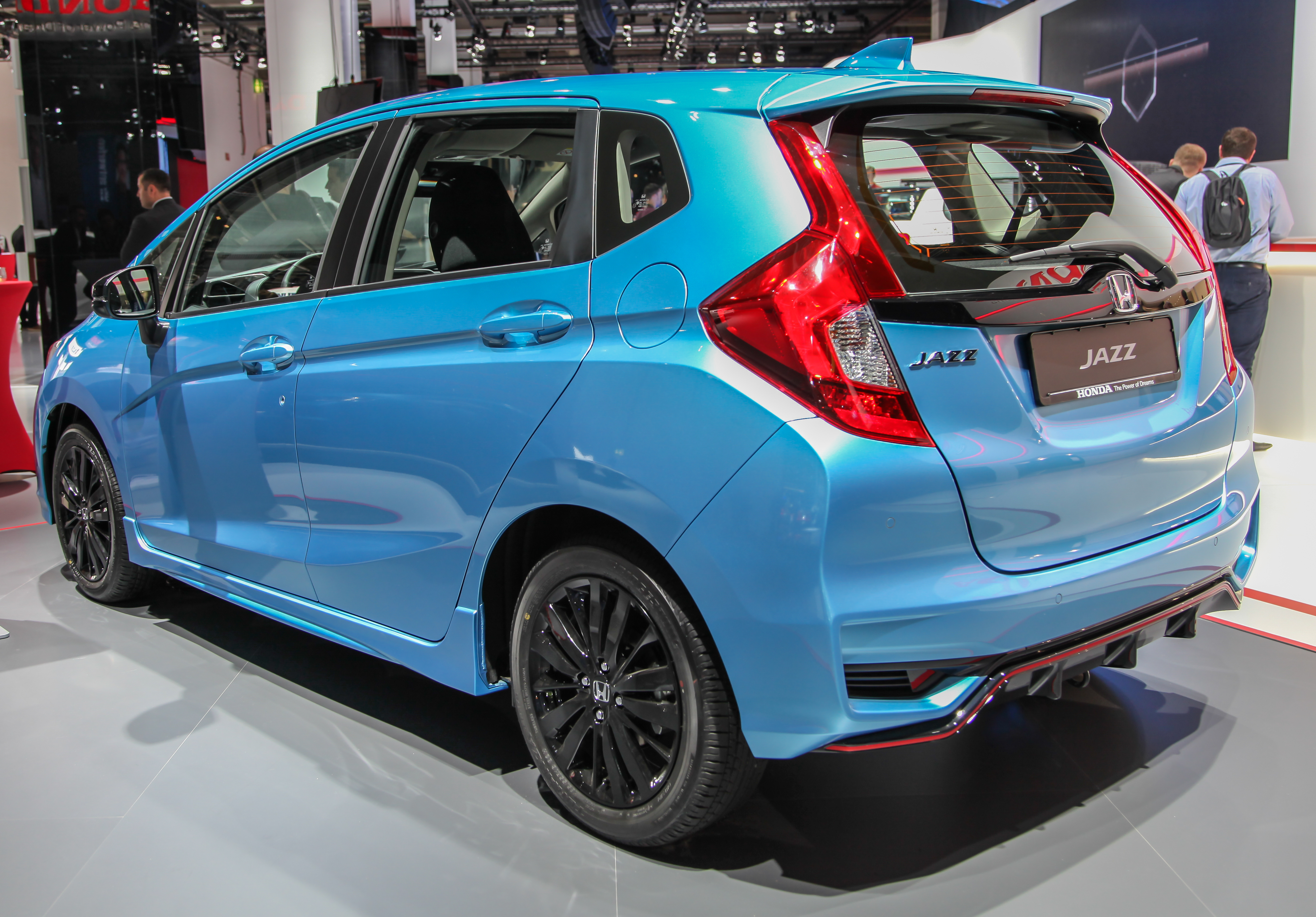
Honda Jazz.

- Mercedes Classe S Coupé & Cabriolet[33]
- Toyota Land Cruiser
- Volkswagen Golf Sportsvan[34]

#### Concept-cars
- Aspark Owl[35]
- Audi Aicon Concept

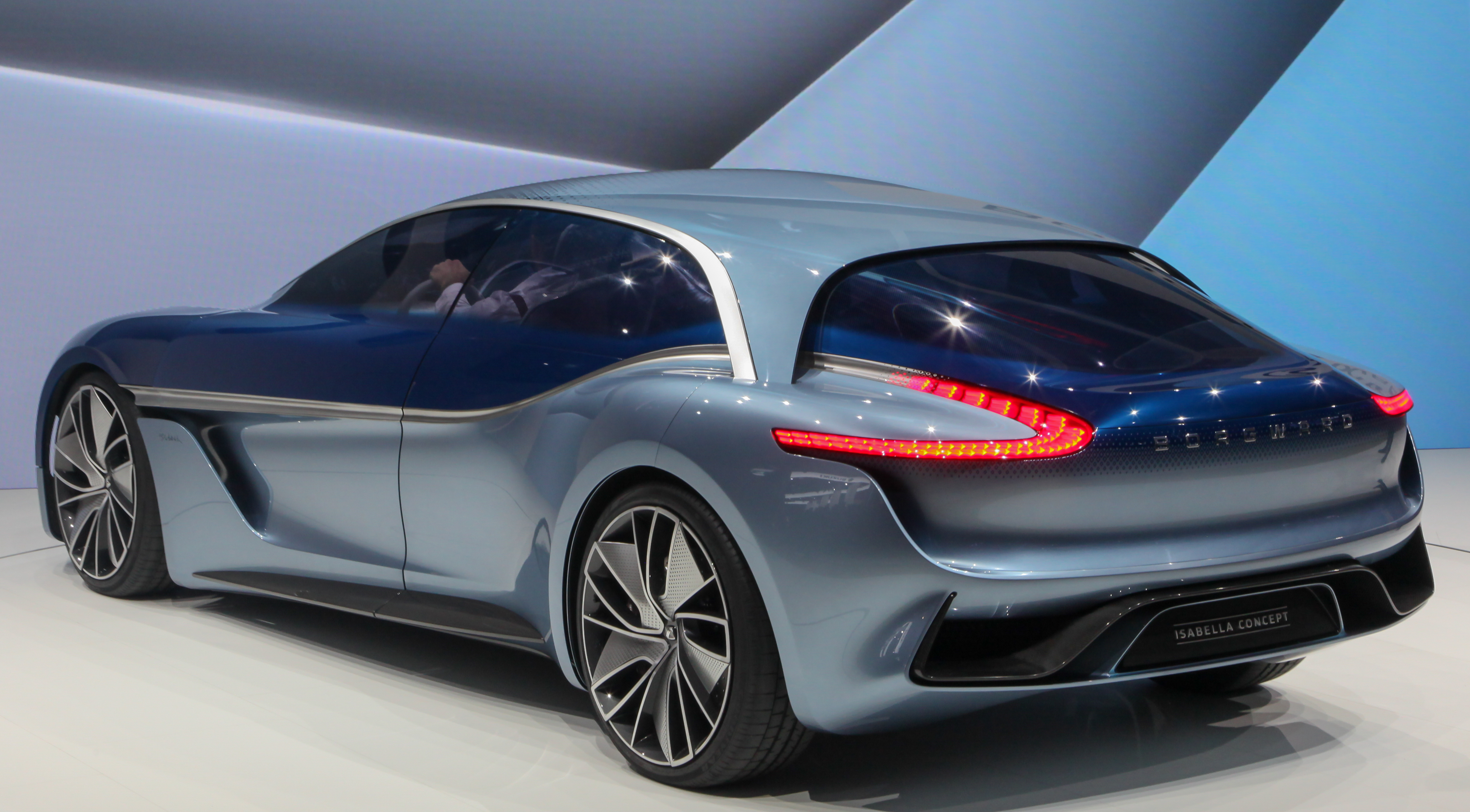
Borgward Isabella Concept.

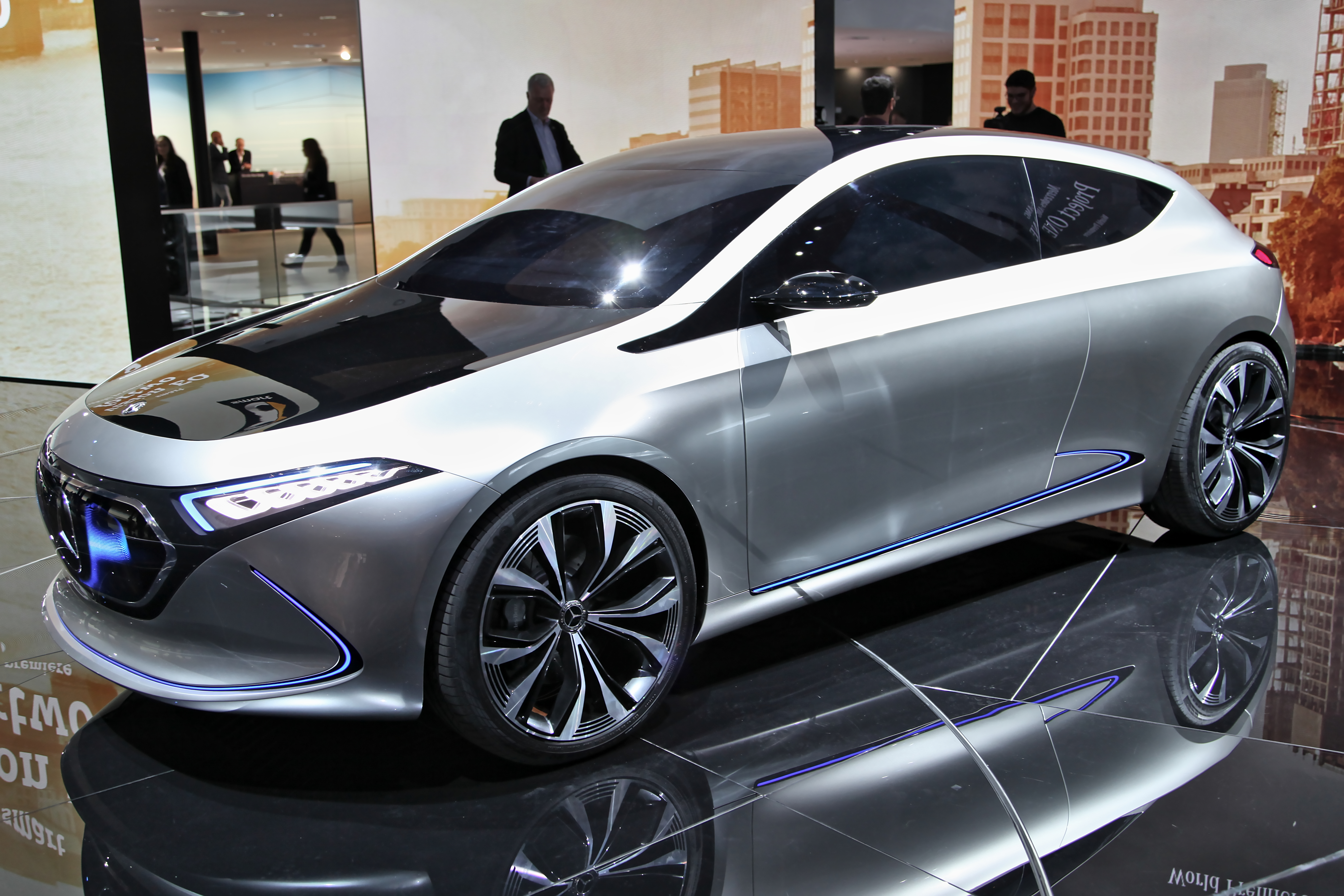
Mercedes EQA Concept.

- Audi Elaine  (e-tron Sportback Concept)[36]
- BMW Concept X7[37]
- BMW i Vision Dynamics
- BMW Série 8 Concept
- BMW Z4 Concept
- Borgward Isabella Concept[38]
- Chery Exeed TX[39],[40]
- Citroën SpaceTourer Rip Curl
- Honda Urban EV Concept
- Kia Pro_cee'd Concept[41]
- Mercedes-Benz EQA concept
- Mercedes-Maybach Vision 6 Cabriolet
- Micro Mobility Systems Microlino concept
- Mini Electric Concept
- Mini John Cooper Works GP Concept[42]
- Polestar Concept
- Renault Symbioz
- Škoda Vision E Concept
- Smart Fortwo Vision EQ Concept
- Toyota C-HR Hy-Power[43]
- Volkswagen Sedric[44]
- Volkswagen ID Crozz 2[45]

### 2019
Le salon a lieu du 12 au 22 septembre 2019.
Comme en 2017, plusieurs constructeurs ont annoncé qu'ils ne participeraient pas au salon allemand, dont les grands constructeurs automobiles français, Renault étant indirectement présent, hors des halls, avec uniquement le Captur ! Dans le même temps, de nouveaux constructeurs se sont déplacés notamment de Chine comme Hongqi, Byton et Wey. Cette année les constructeurs ont mis l'accent sur les modéles électriques, néanmoins des manifestations de la part de militants en faveur du climat ont bousculé le salon en réclamant une révolution des transports. 
Les constructeurs absents :
- Abarth
- Alfa Romeo
- Aston Martin
- Bentley
- Bugatti
- Chrysler
- Citroën
- Dacia
- DS Automobiles
- Ferrari
- General Motors
- Jeep
- Kia
- Lexus
- McLaren
- Maserati
- Mazda
- Mitsubishi
- Nissan
- Peugeot
- Renault
- Rolls-Royce
- Suzuki
- Tesla
- Toyota
- Volvo

#### Nouveautés
- Alpina B3 Touring[52]
- Artega Karo
- Audi A1 Citycarver
- Audi A7 55 TFSI e Quattro
- Audi A6 IV Allroad
- Audi Q3 Sportback
- Audi SQ8
- Audi RS6 Avant
- Audi RS7
- BMW Série 1 III
- BMW X6 III
- BMW Série 3 Touring
- BMW Série 8 Gran Coupé
- BMW M8 Coupé et Cabriolet
- Byton M-Byte
- Ford Kuga III
- Ford Puma II
- Honda e
- Hyundai i10 III
- Kia XCeed
- Lamborghini Sián
- Land Rover Defender II
- Mercedes-Benz EQV
- Mercedes-Benz Classe GLB
- Mercedes-Benz GLE Coupé II
- Mini Electric
- Opel Corsa VI
- Opel Zafira Life
- Porsche 718 Cayman GT4
- Porsche 718 Spyder
- Porsche Cayenne Coupé
- Porsche Taycan
- Rams Mobile[53]
- Renault Captur II
- Volkswagen ID.3
- Volkswagen T-Roc cabriolet
- Wey VV7 PHEV[54]

Nouveautés 2019
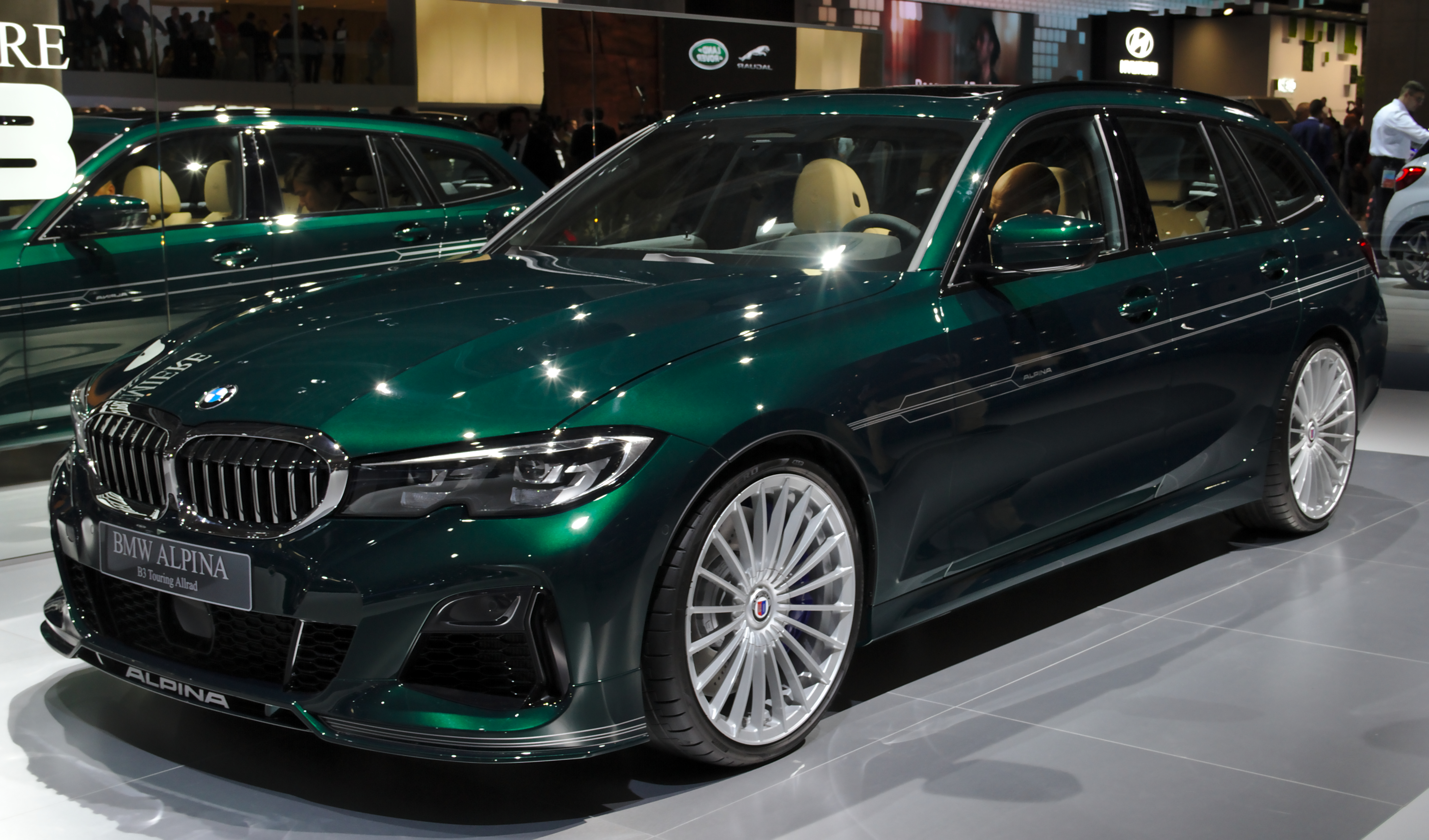
Alpina B3 Touring
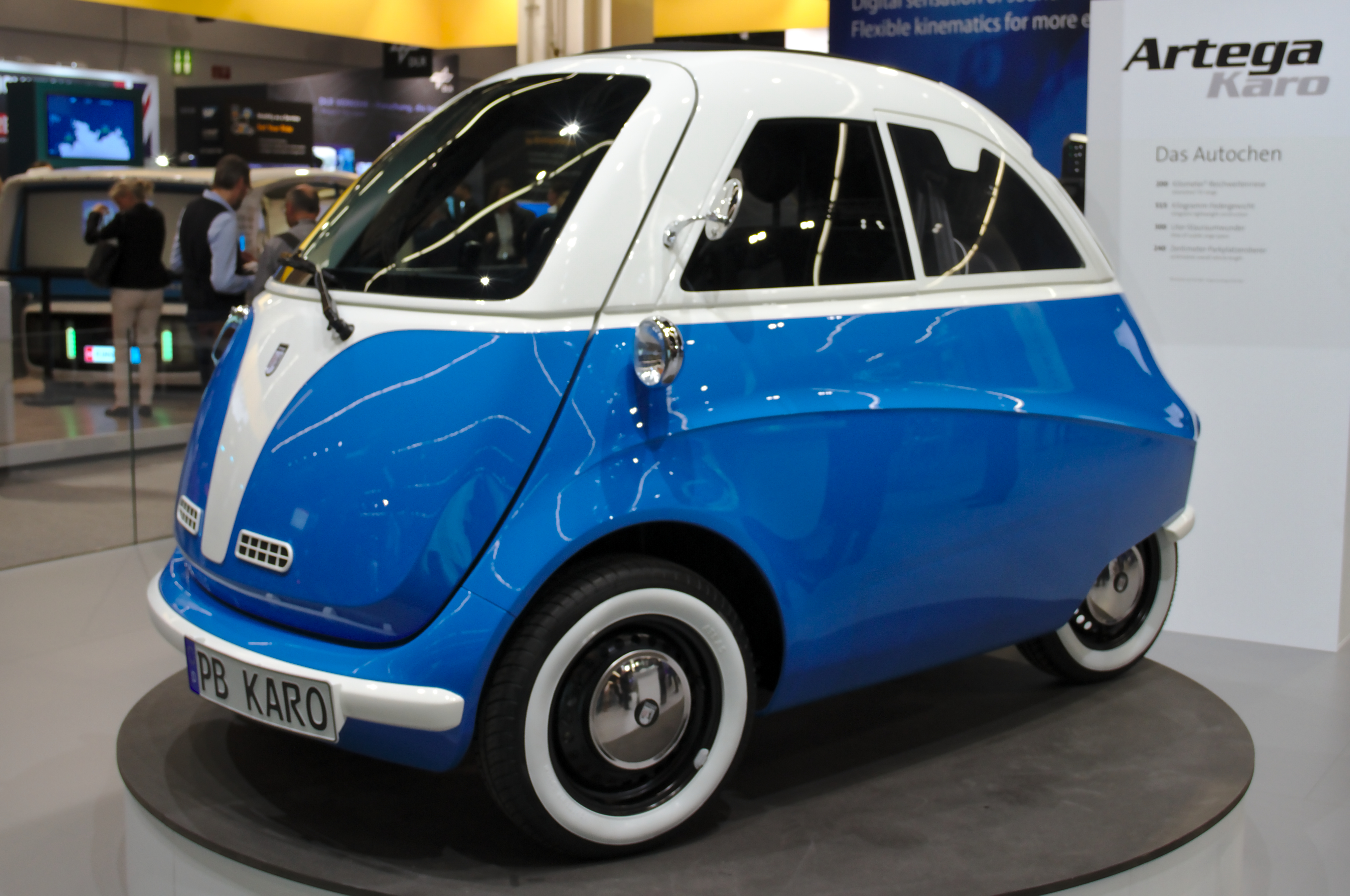
Artega Karo
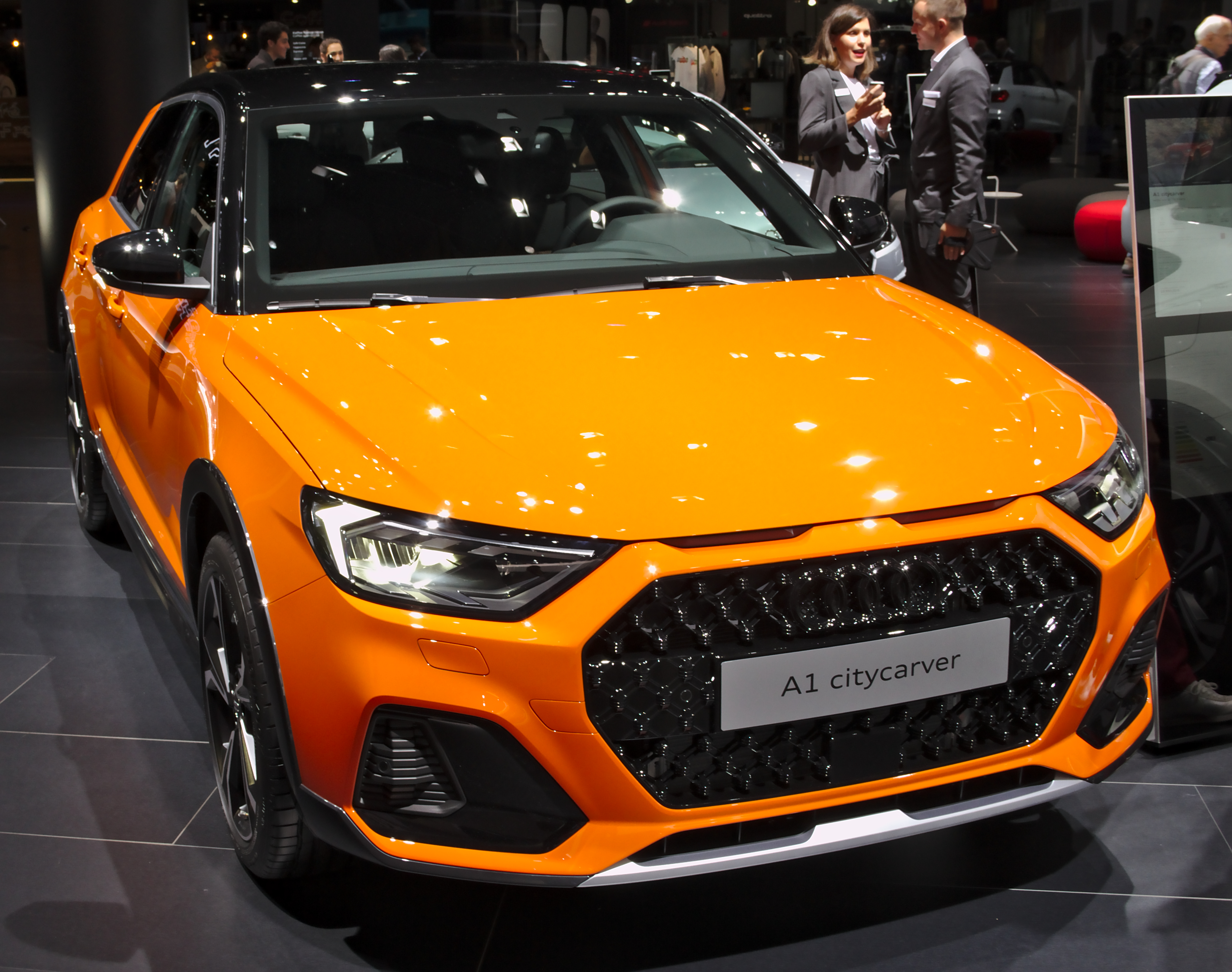
Audi A1 citycarver
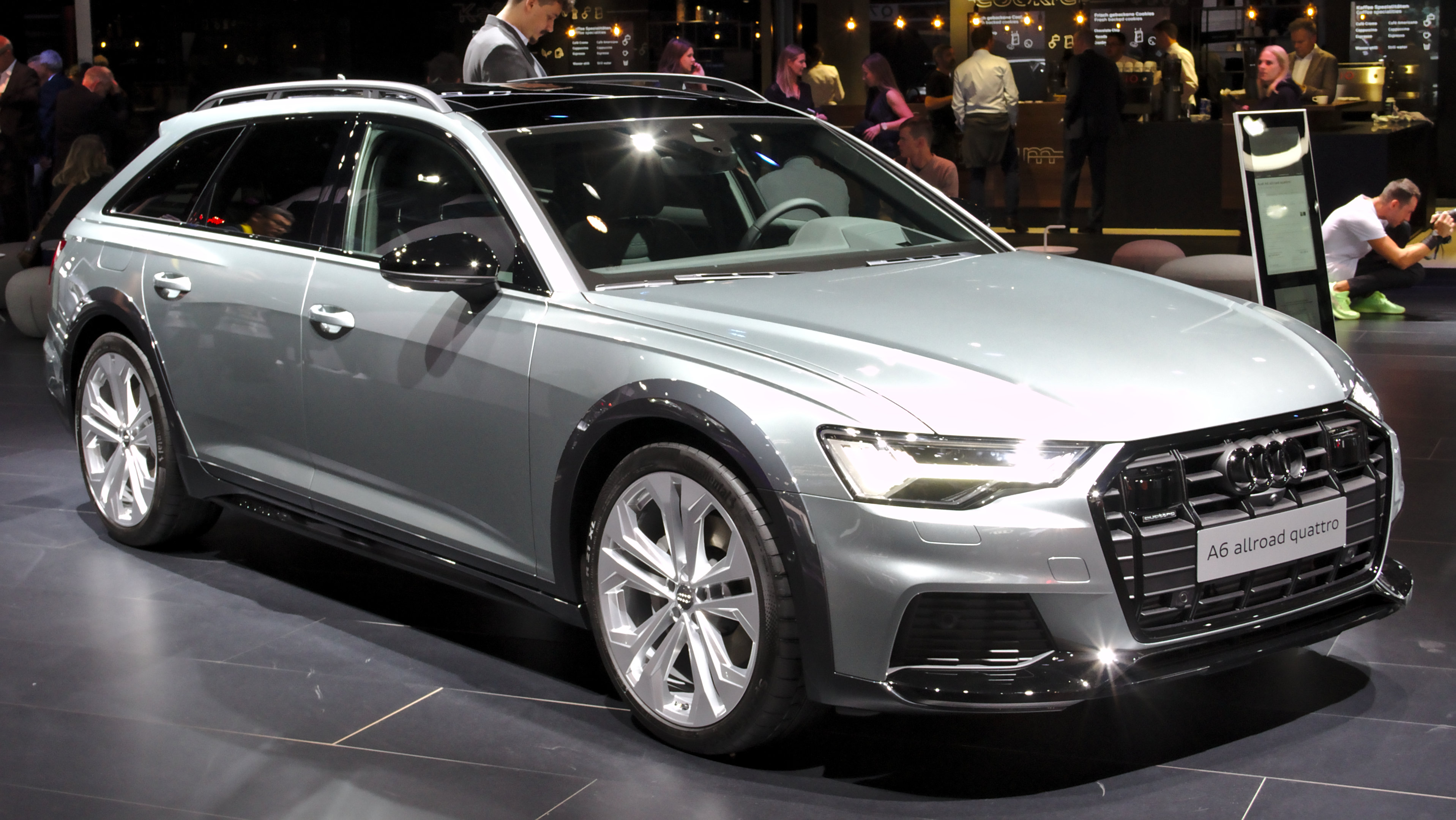
Audi A6 Allroad Quattro
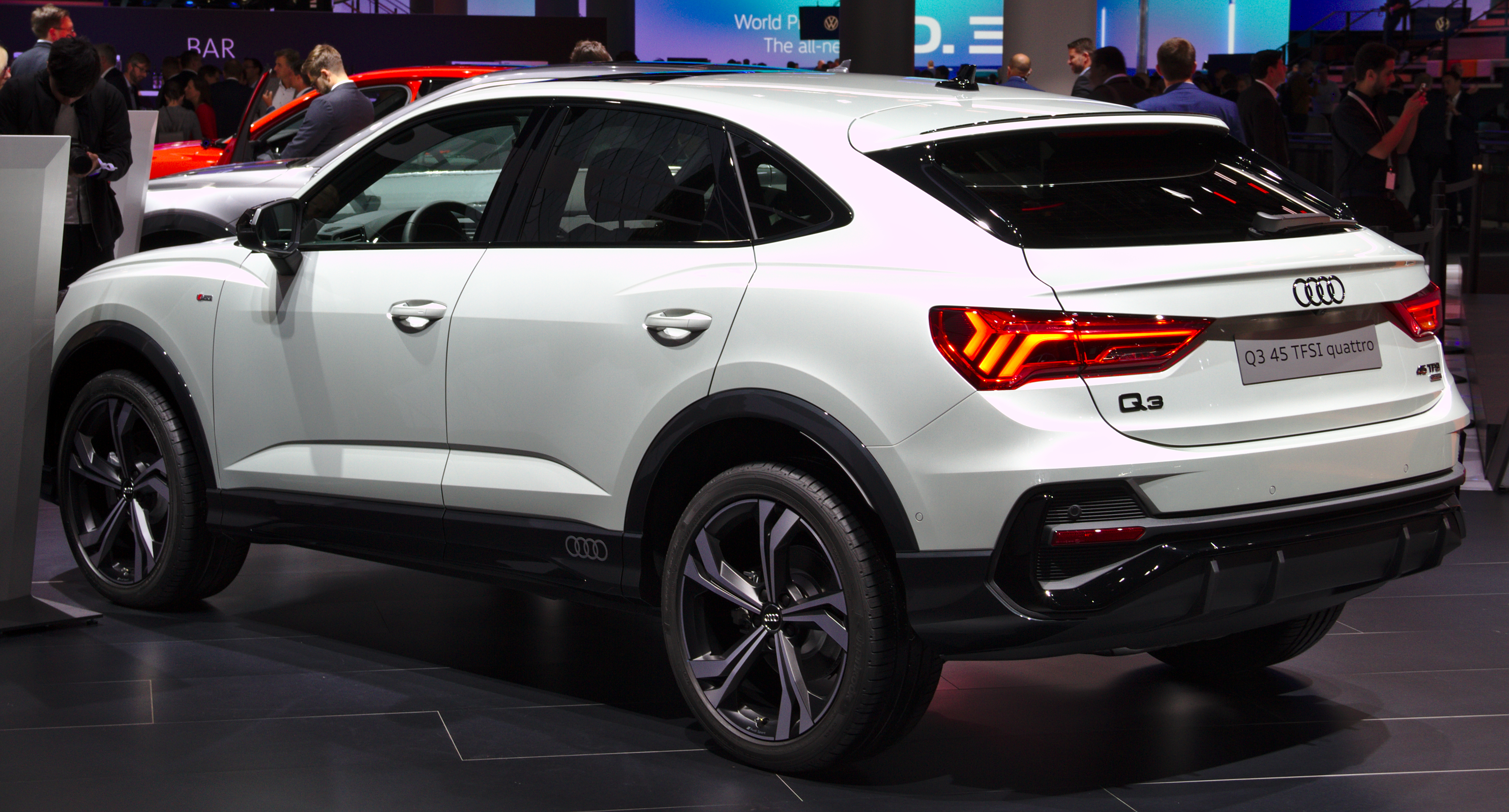
Audi Q3 Sportback
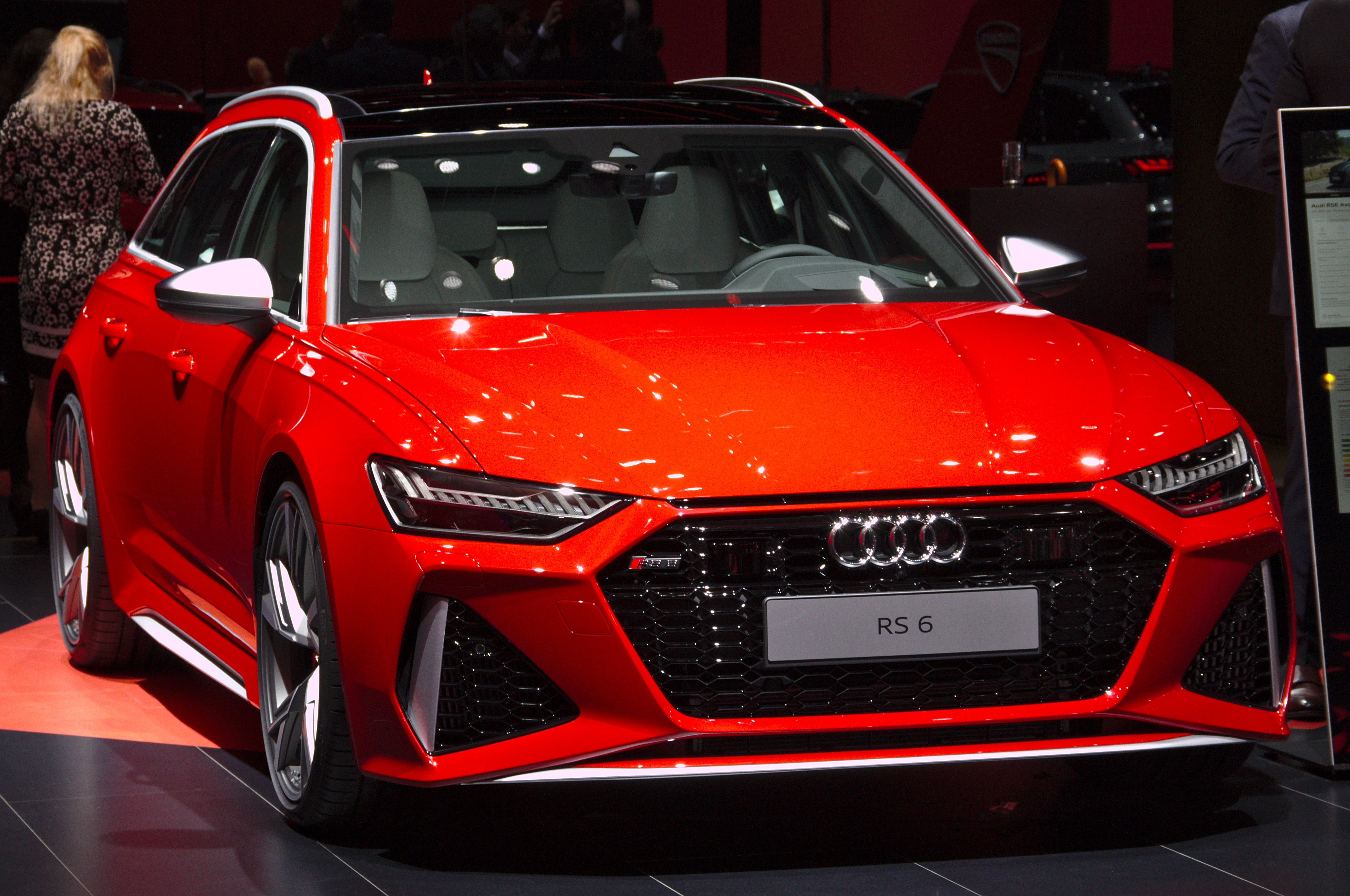
Audi RS6 Avant
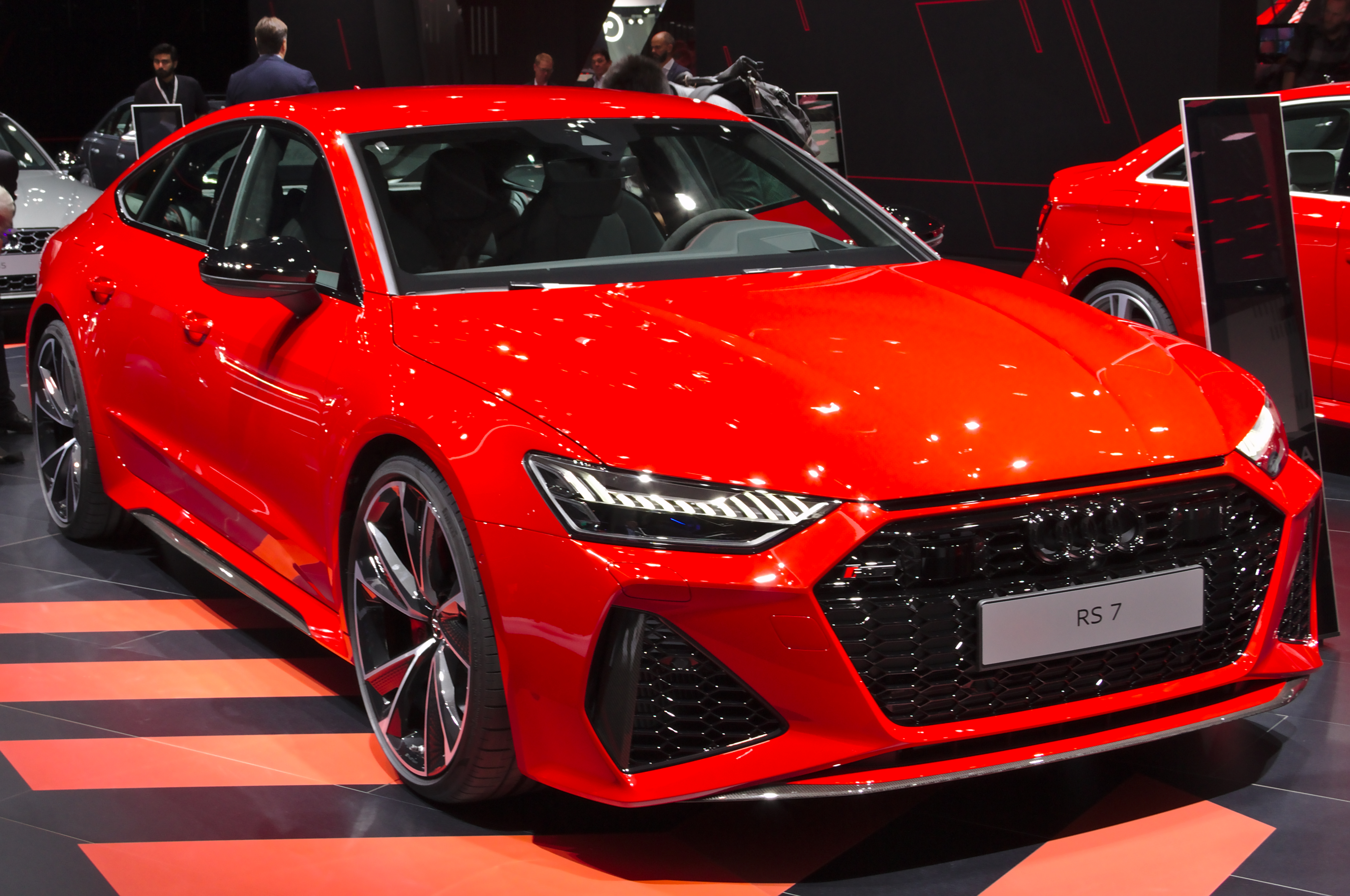
Audi RS7
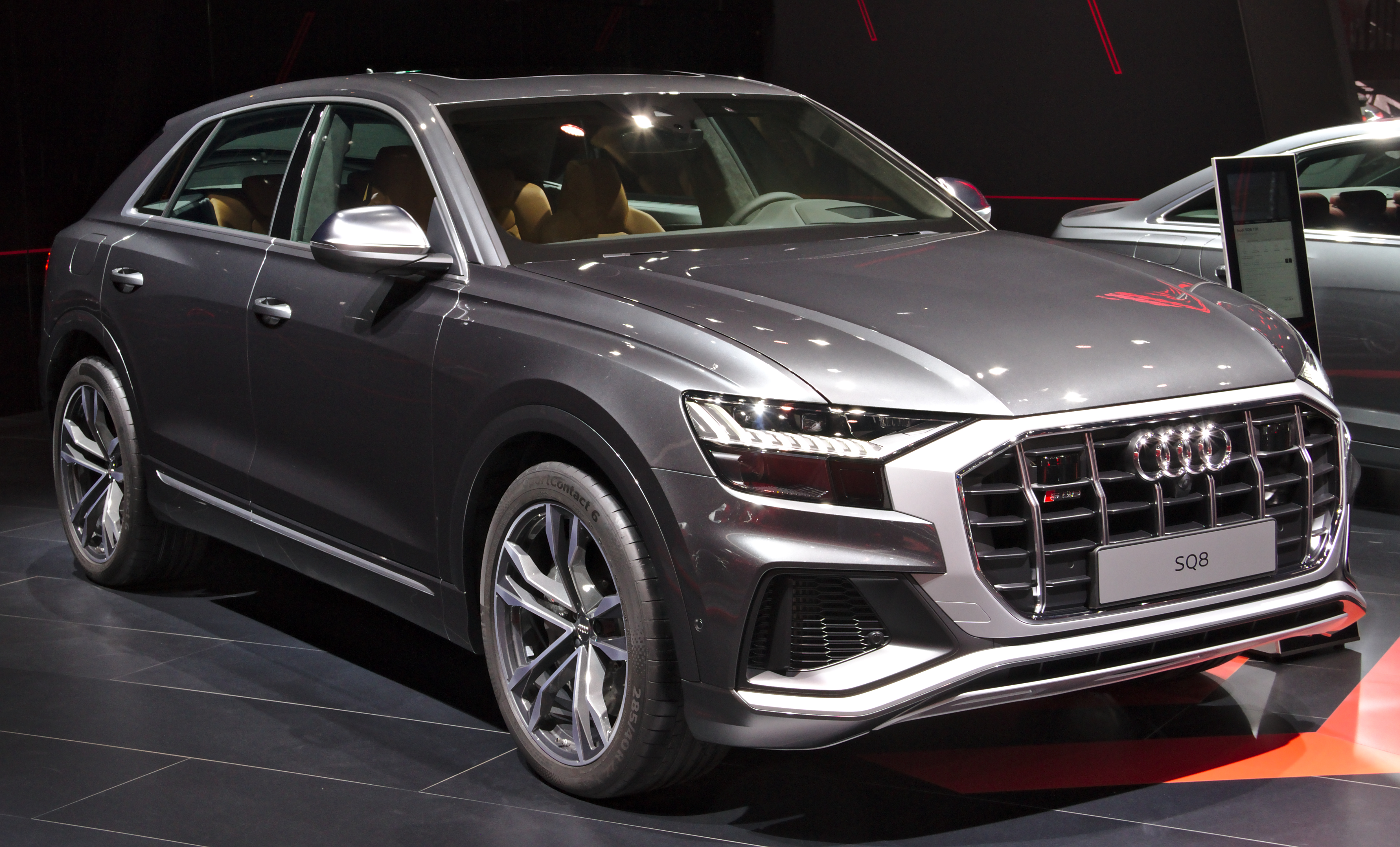
Audi SQ8
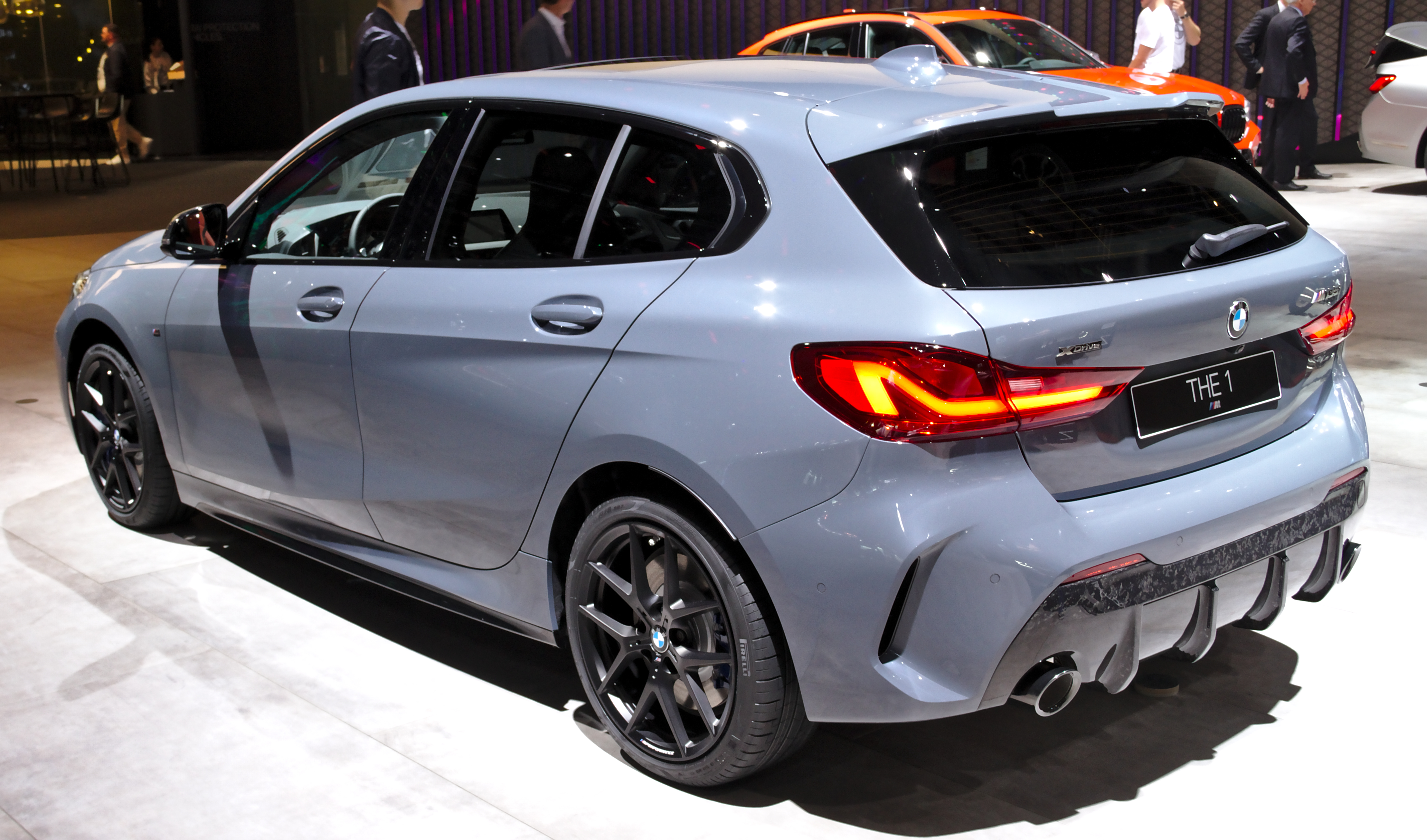
BMW Série 1 III
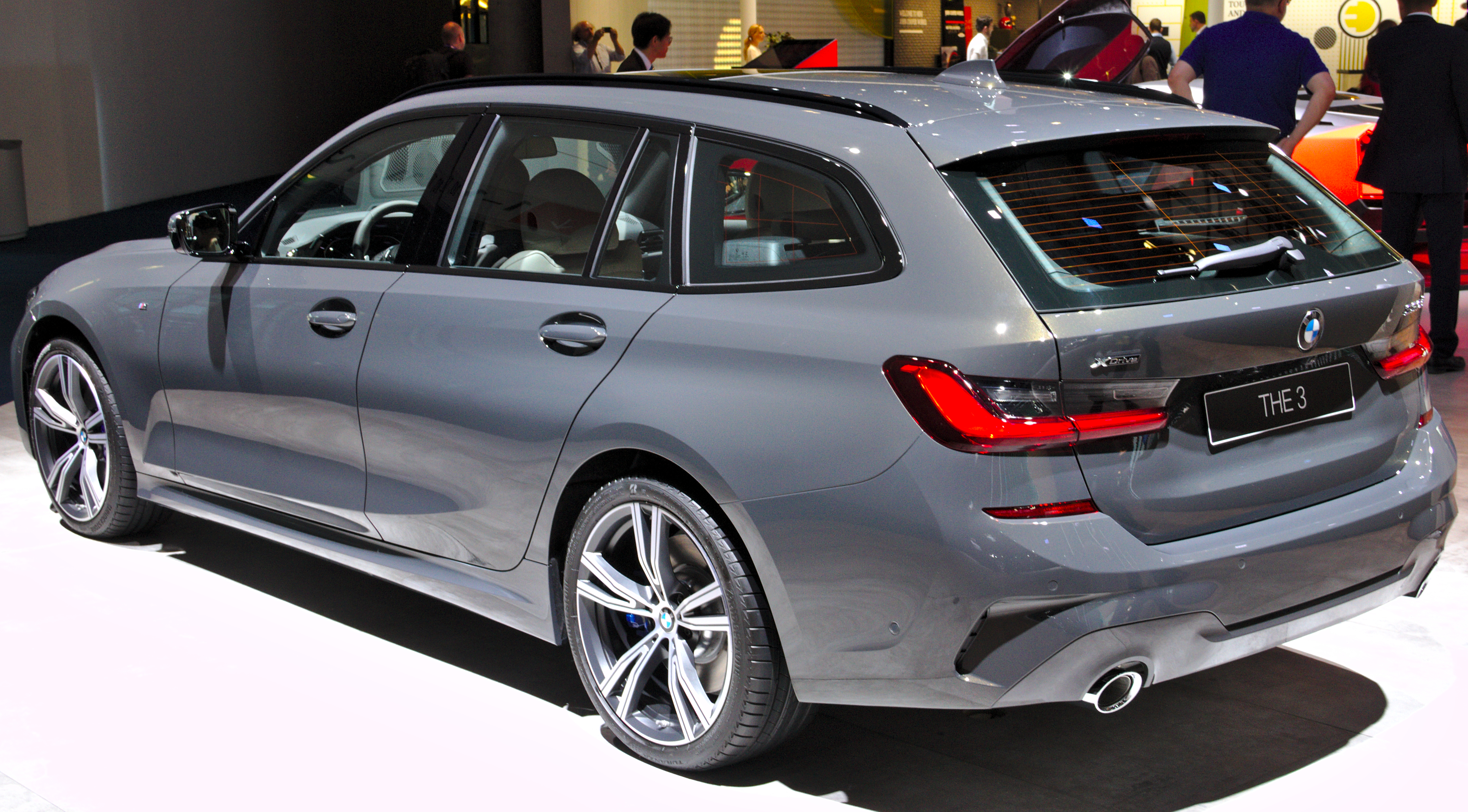
BMW Série 3 Touring
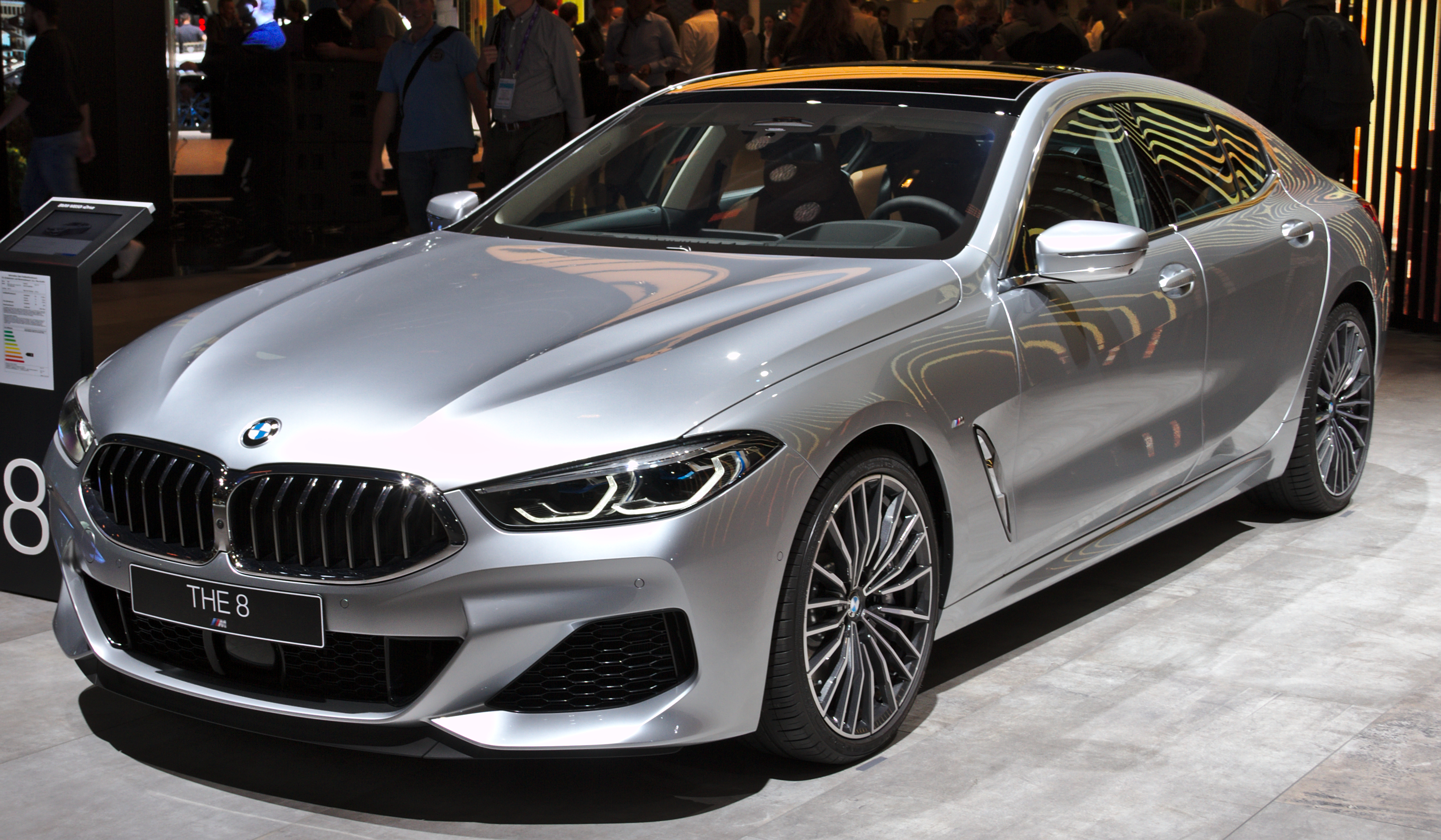
BMW Série 8 Gran Coupé
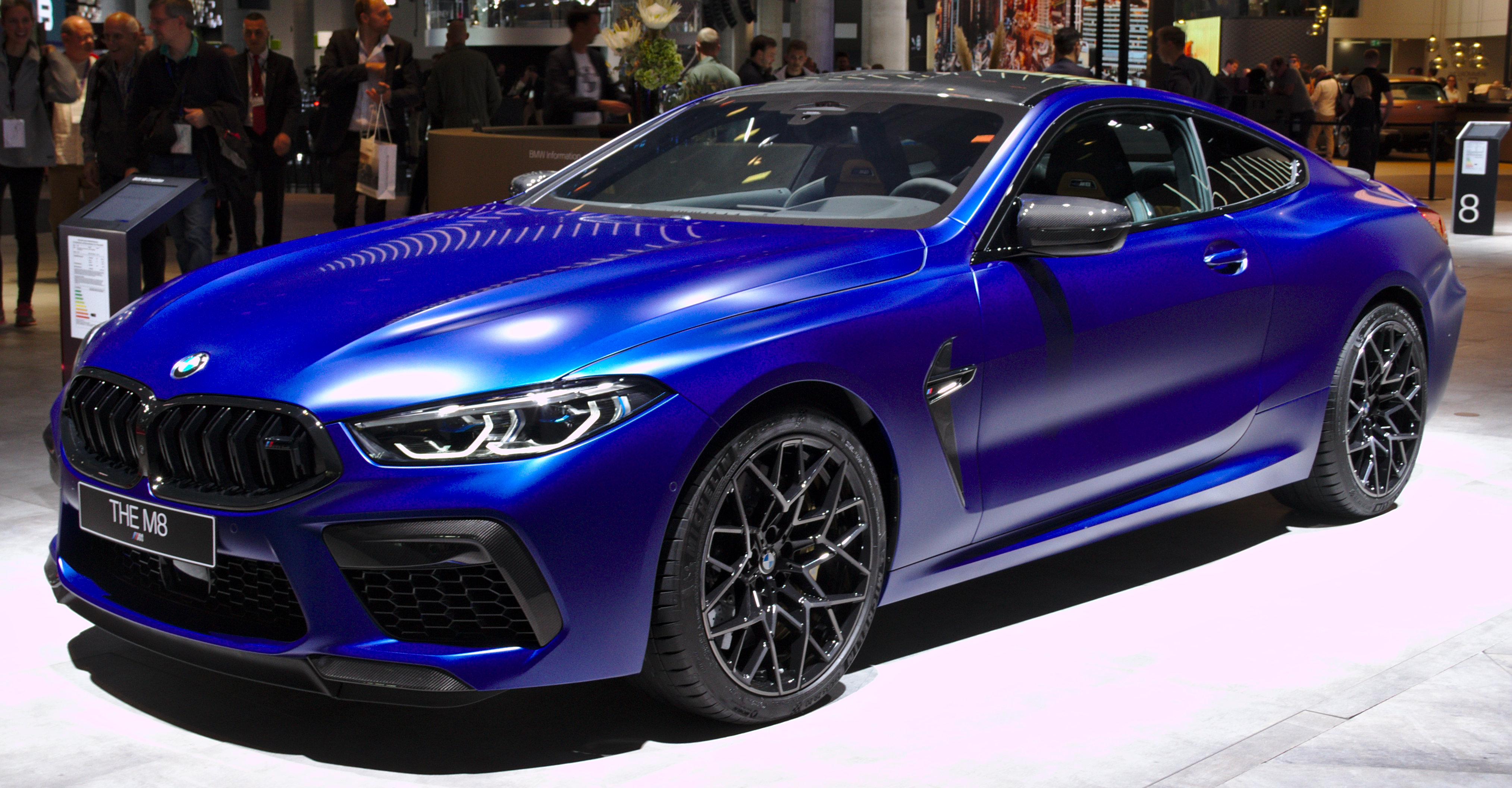
BMW M8
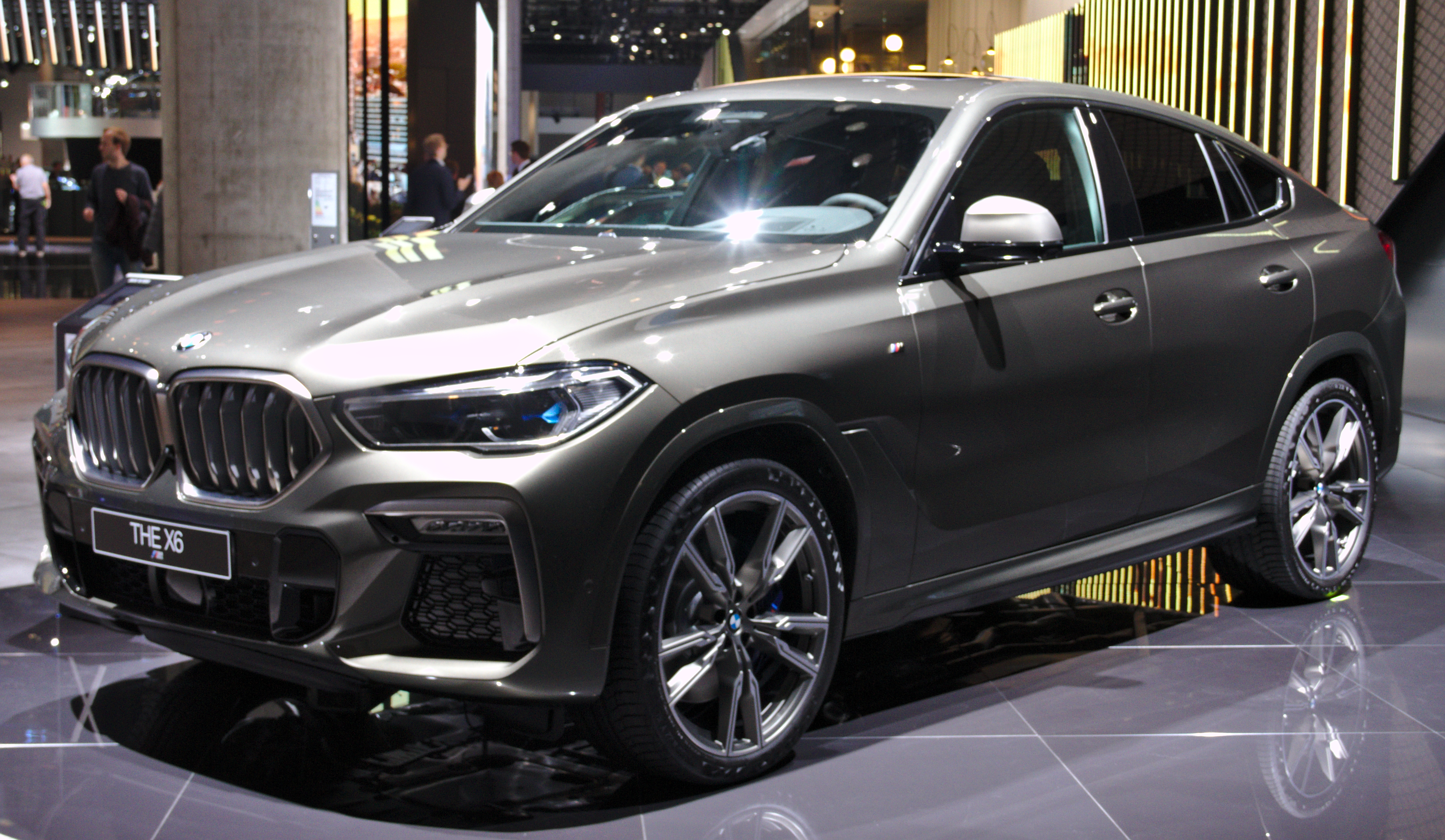
BMW X6 III
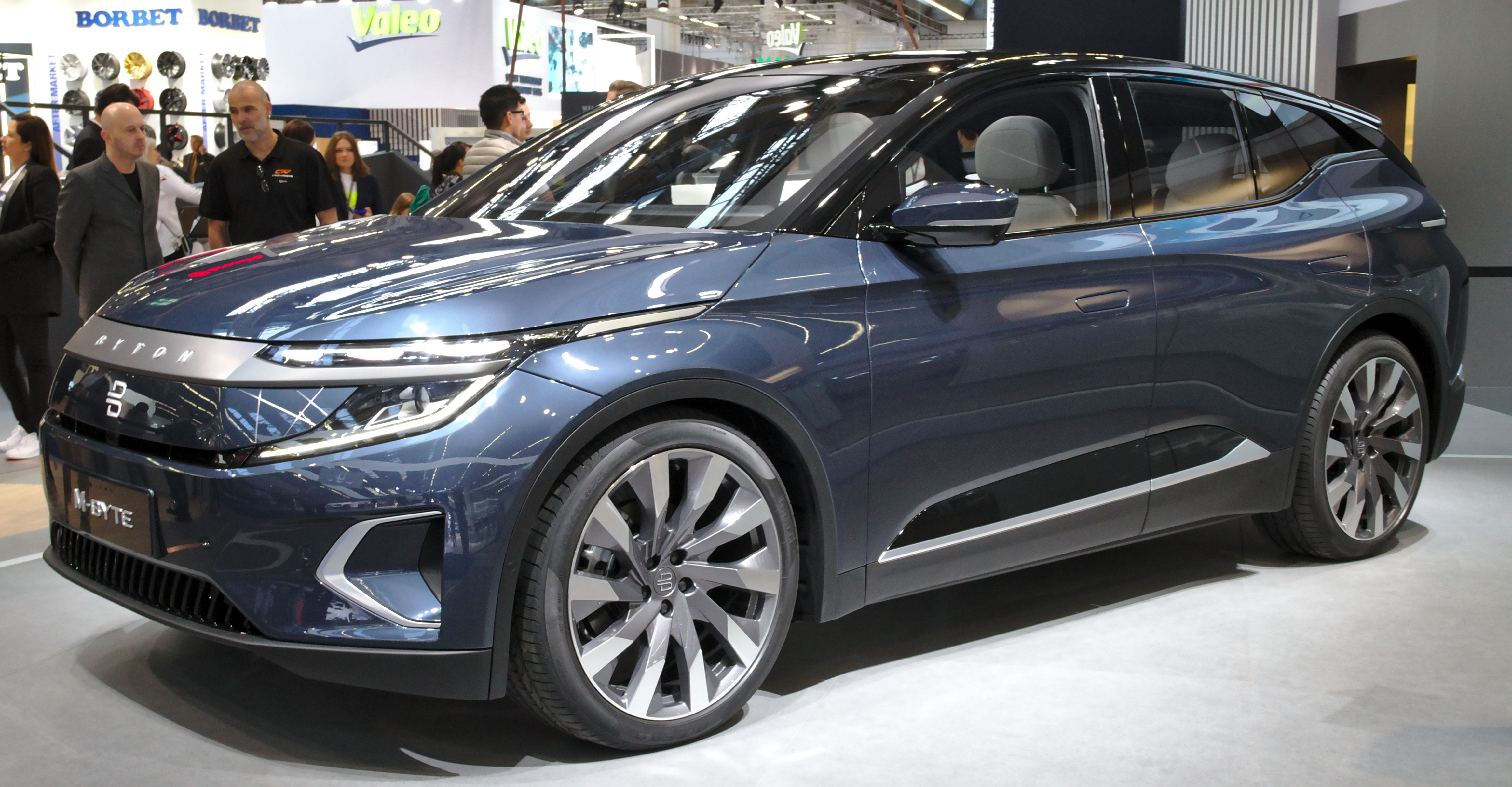
Byton M-Byte
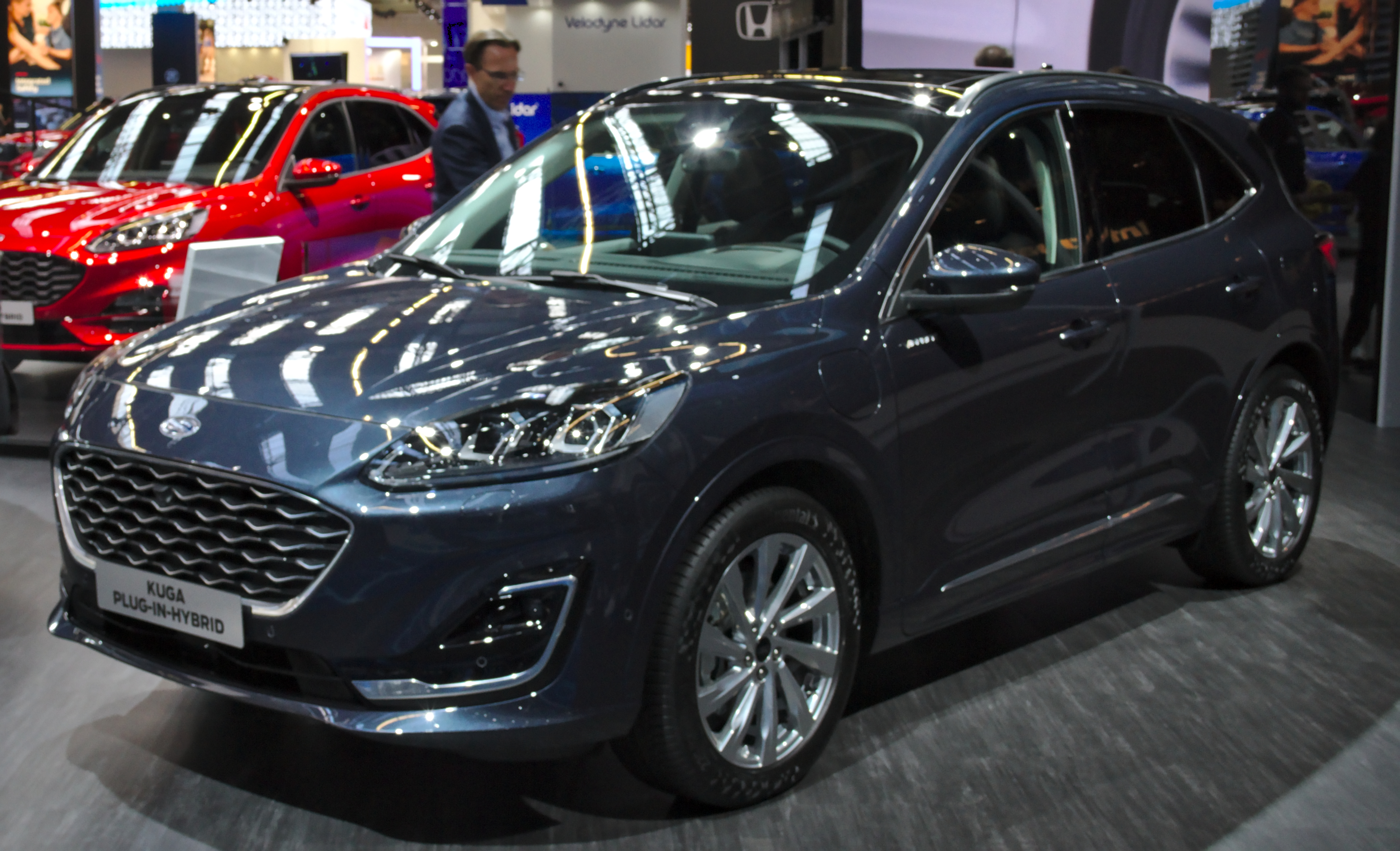
Ford Kuga III
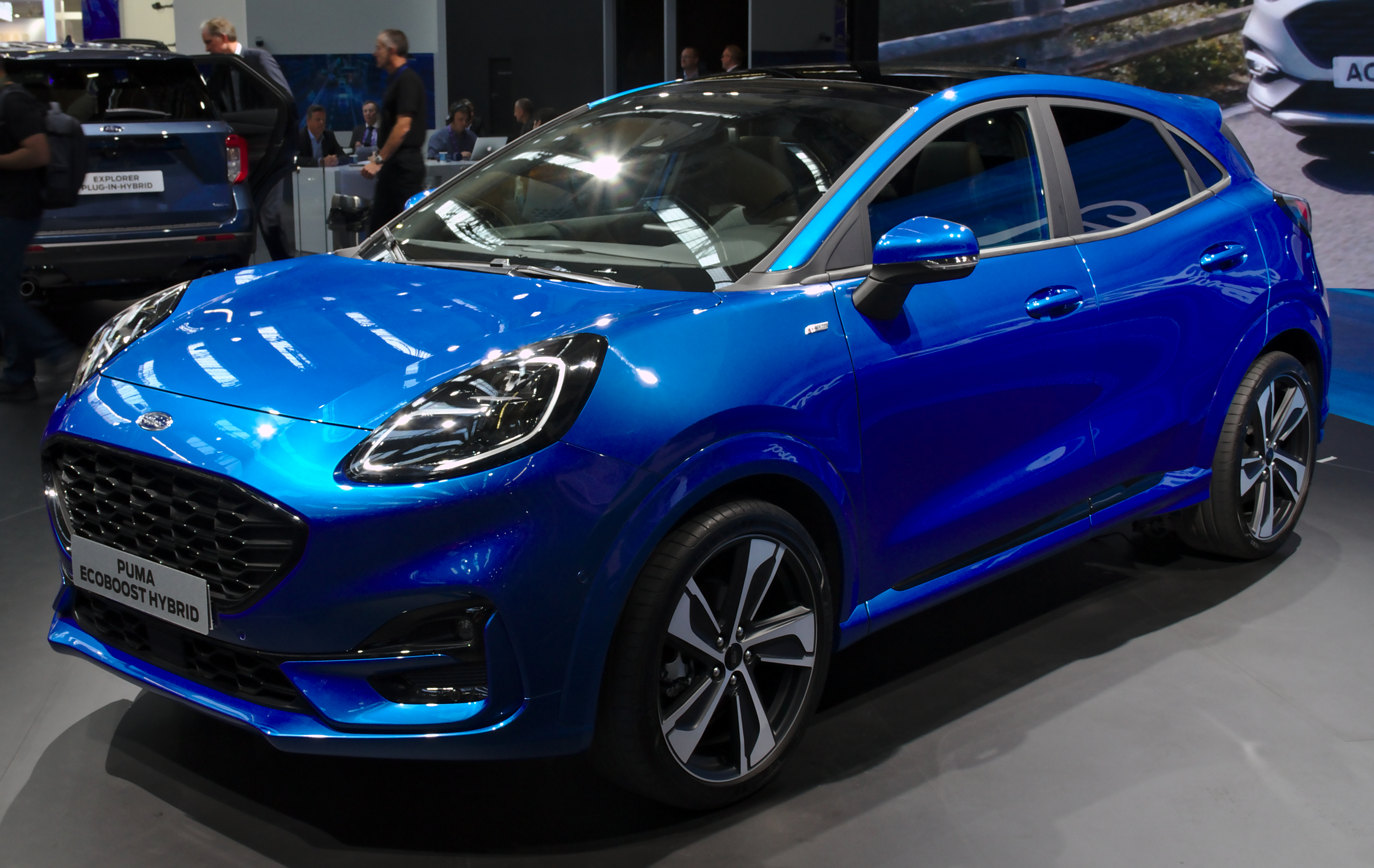
Ford Puma II
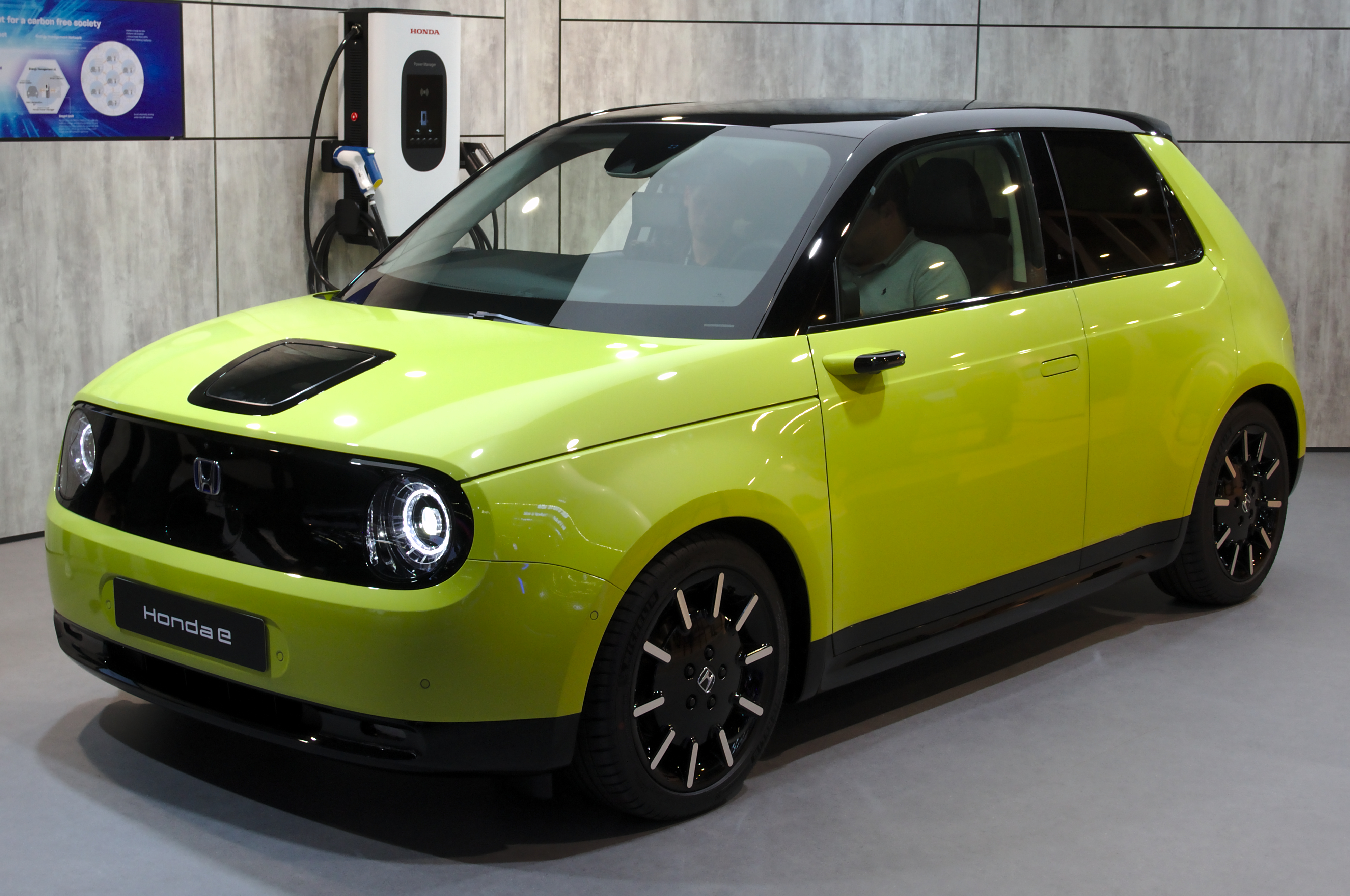
Honda e
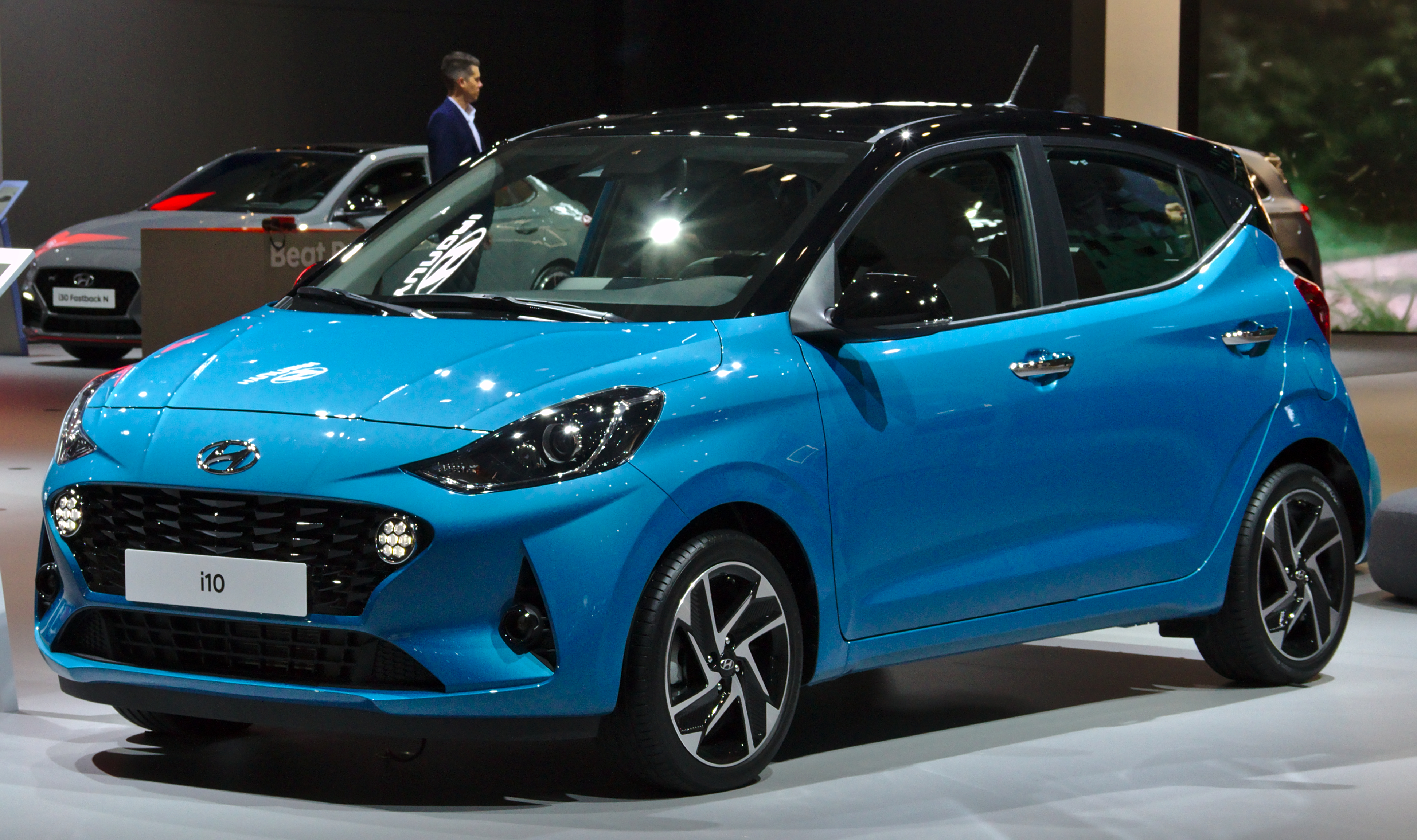
Hyundai i10 III
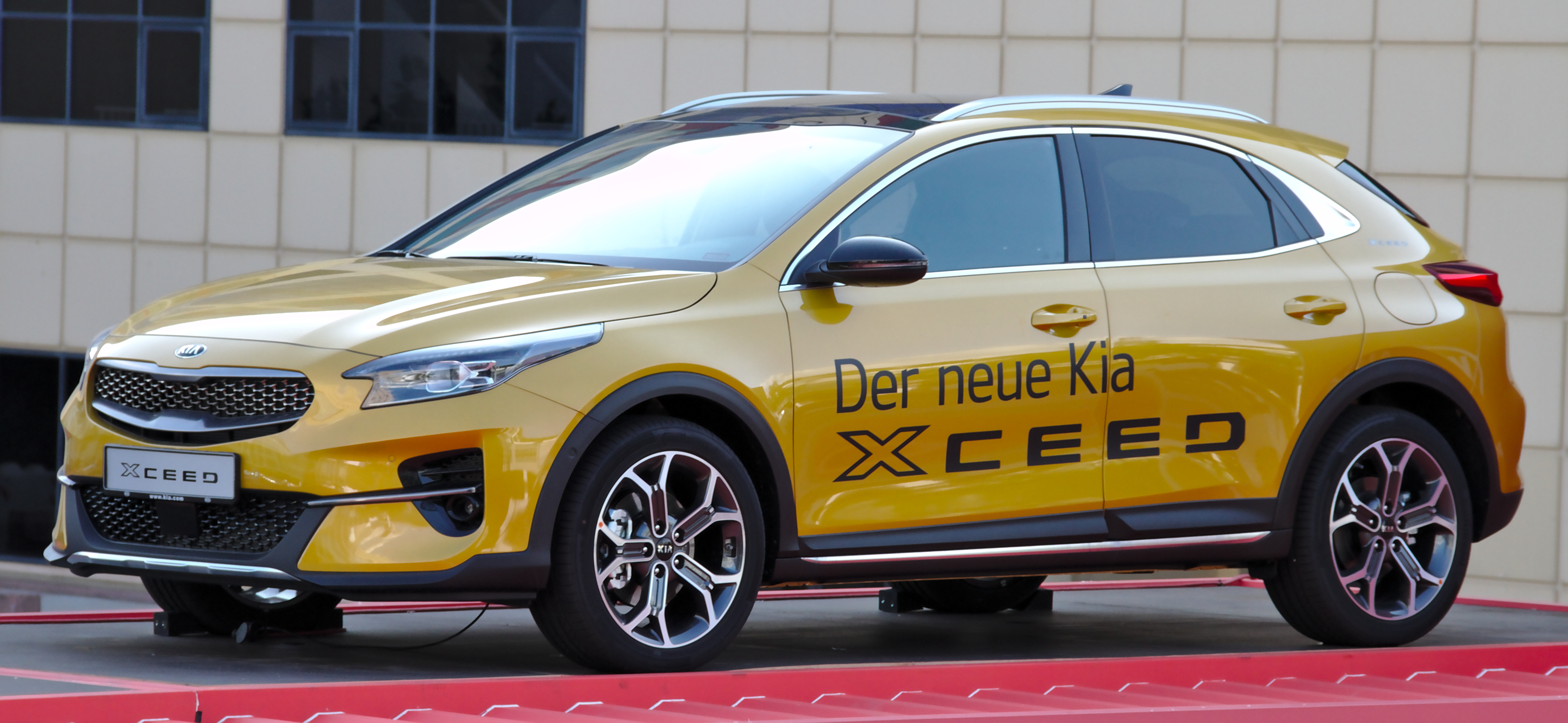
Kia XCeed
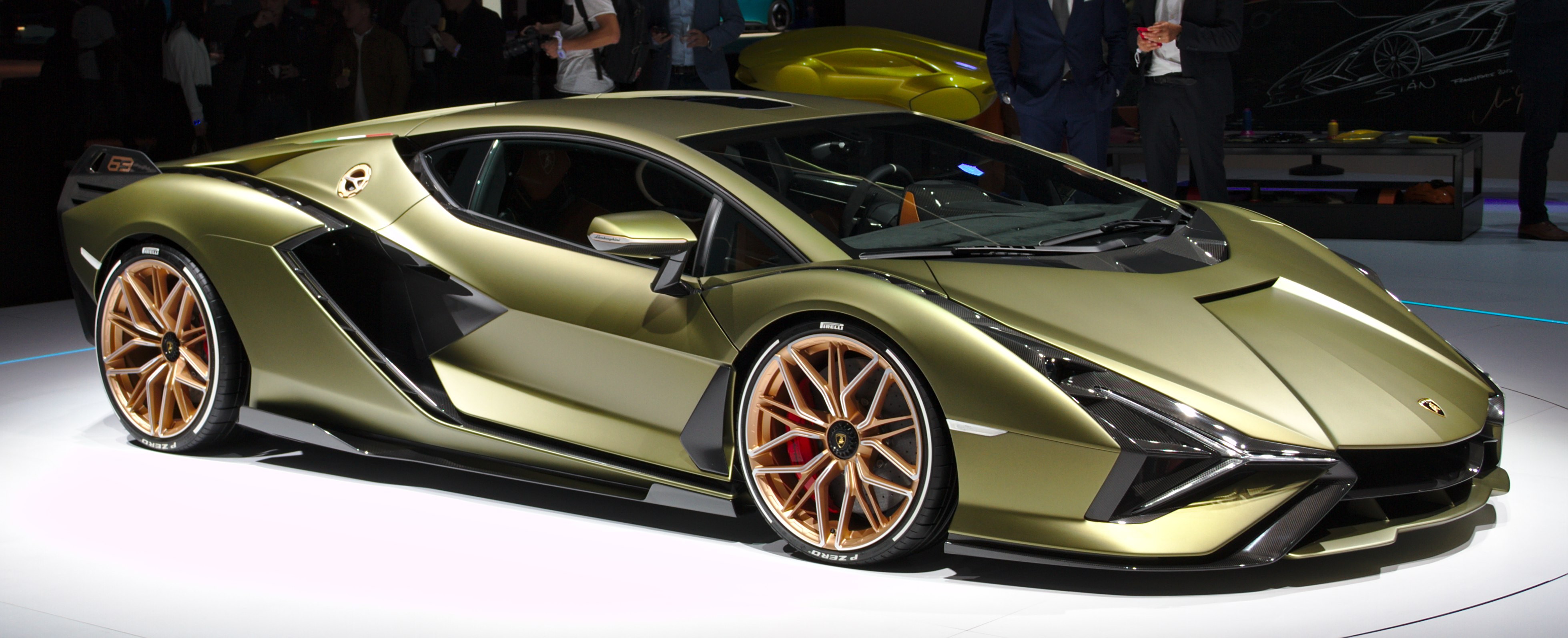
Lamborghini Sián II
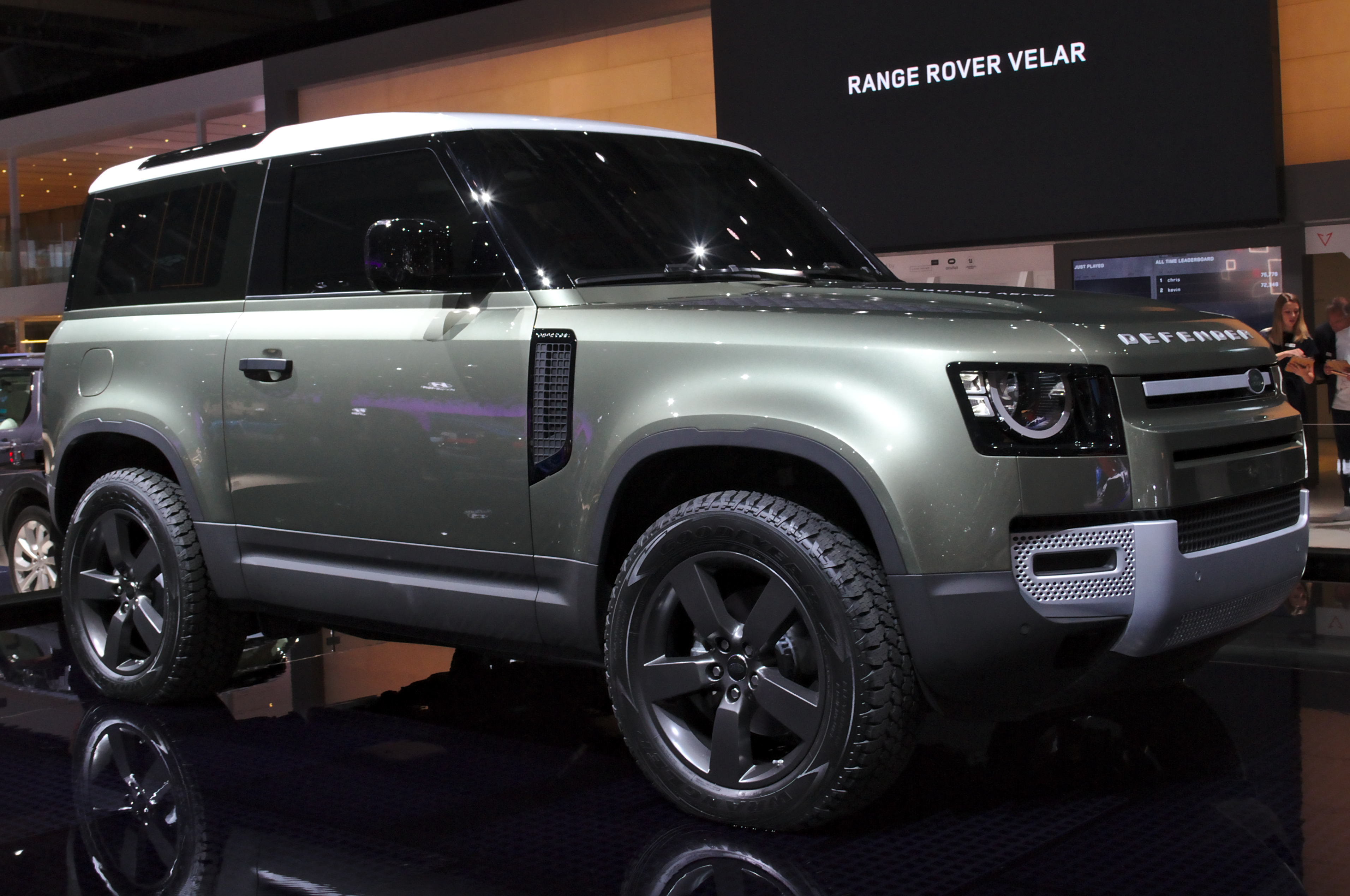
Land Rover Defender II
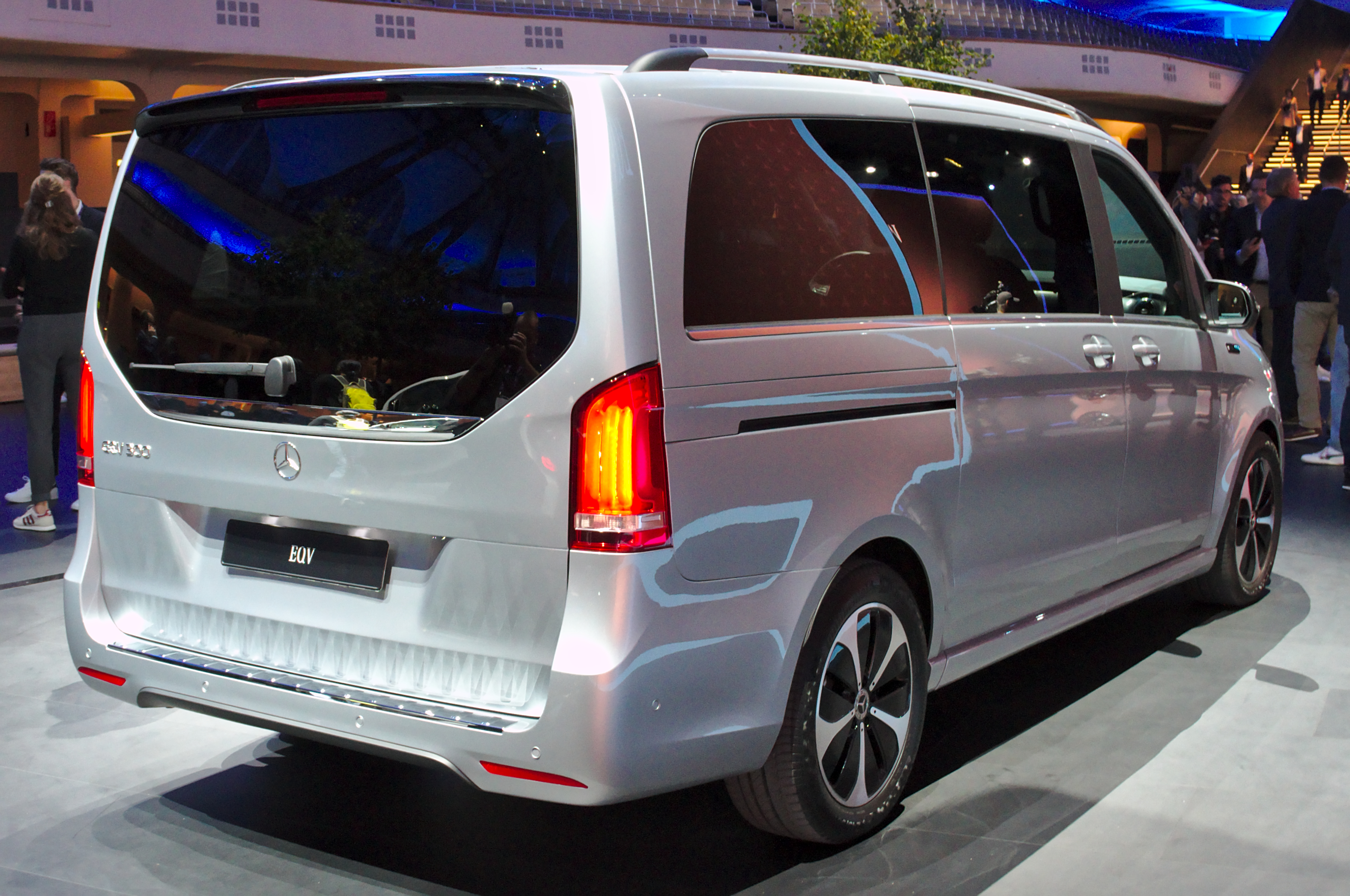
Mercedes-Benz EQV
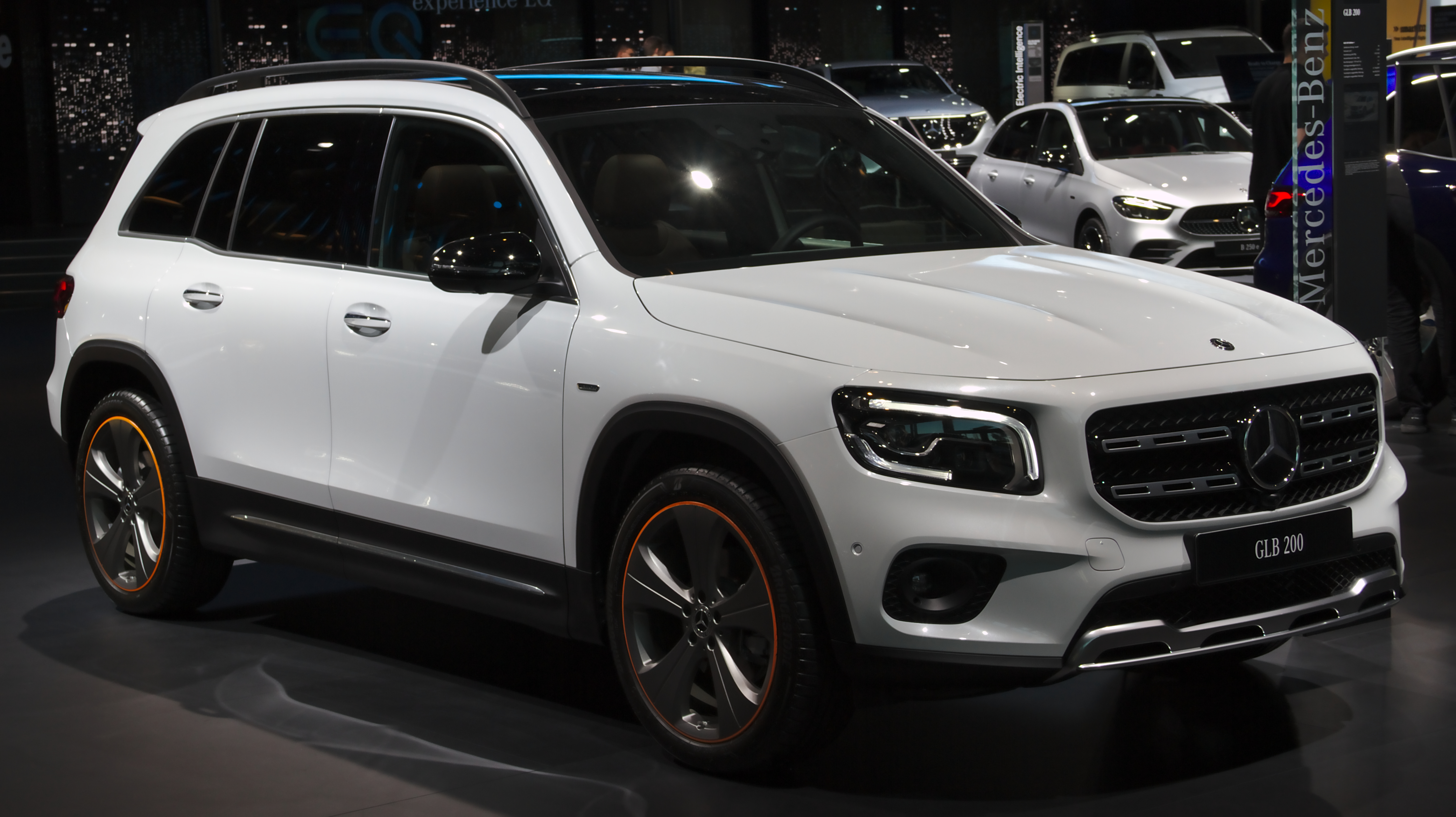
Mercedes-Benz Classe GLB
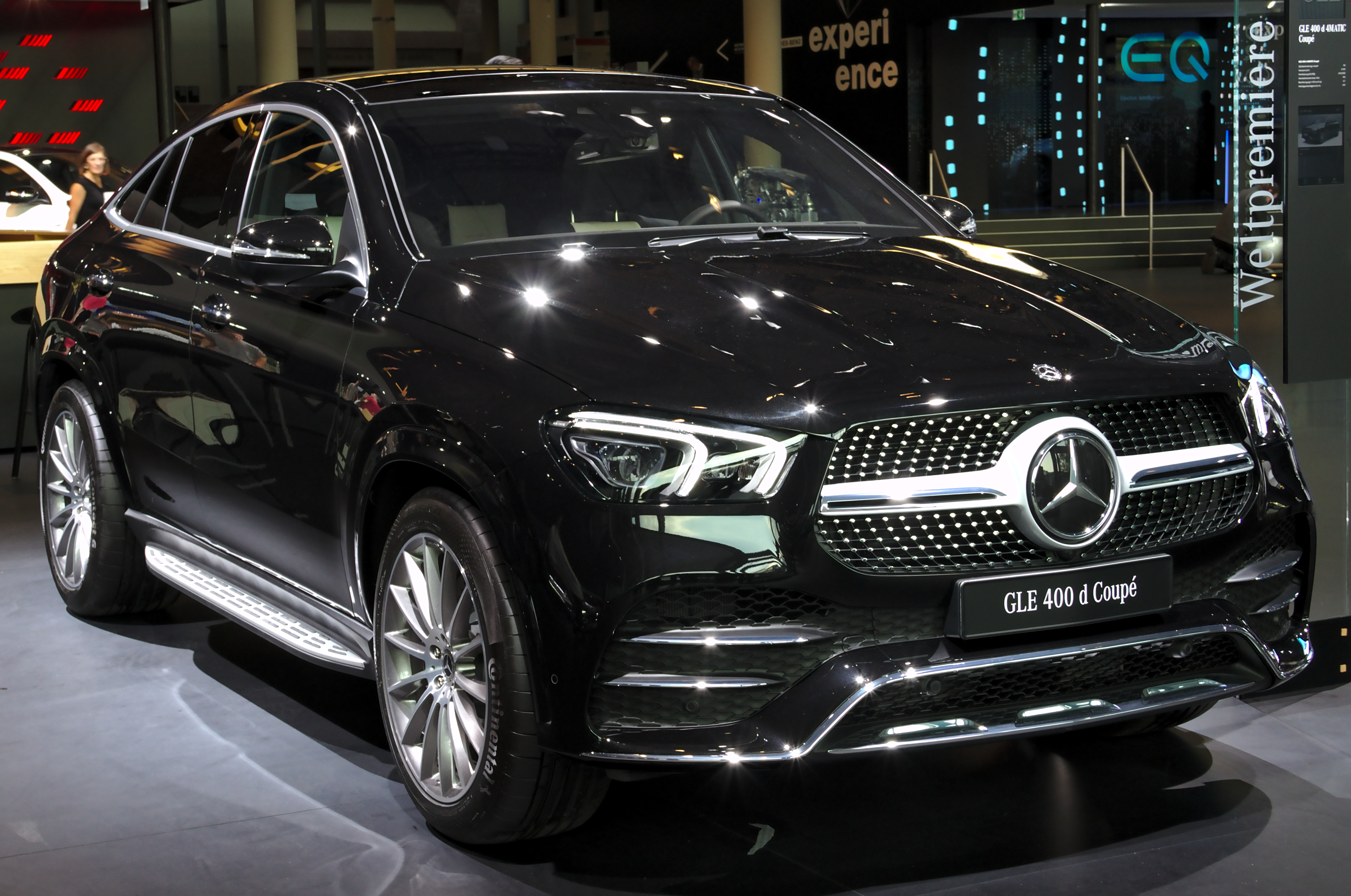
Mercedes-Benz GLE coupé
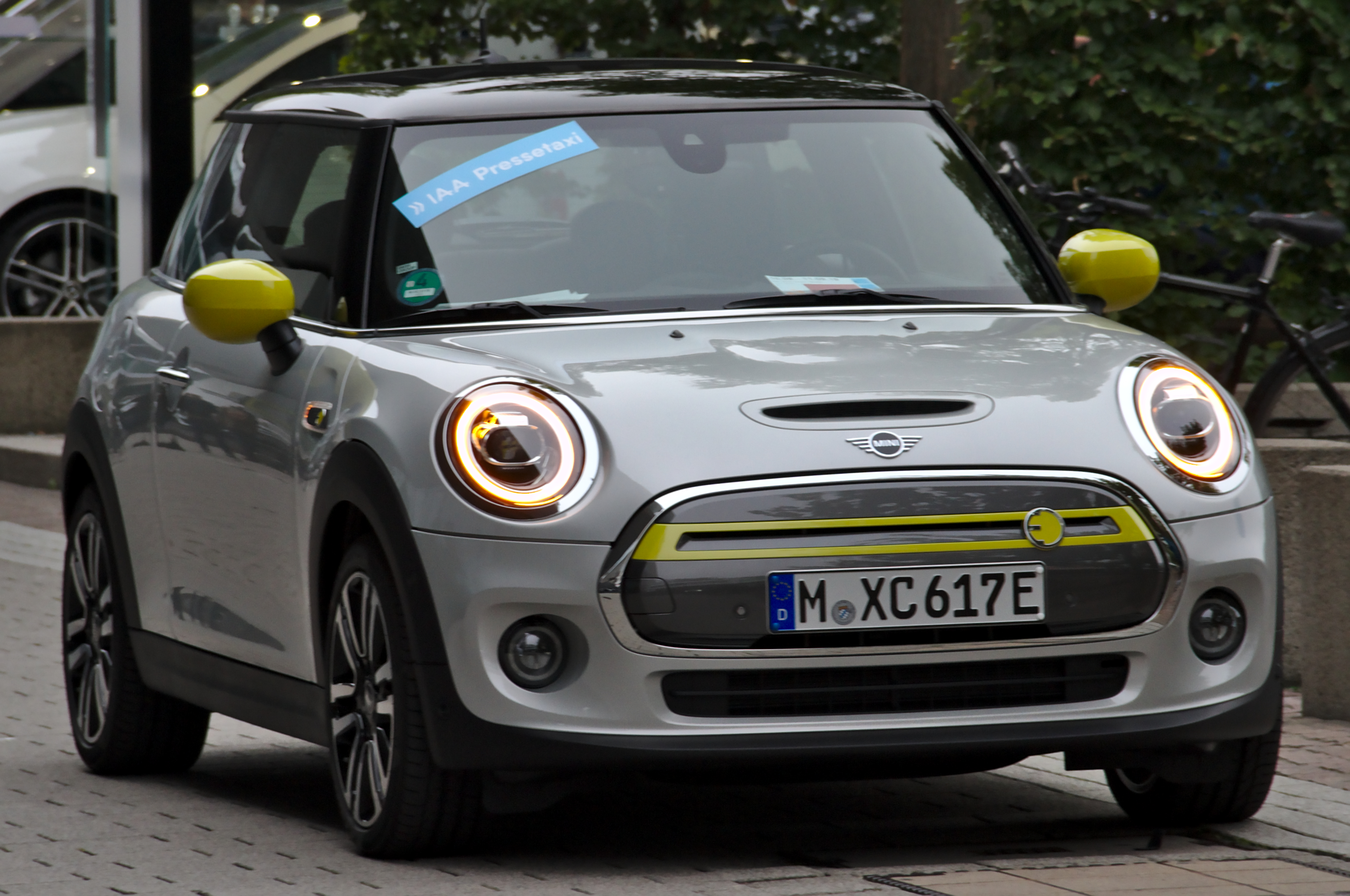
Mini Electric
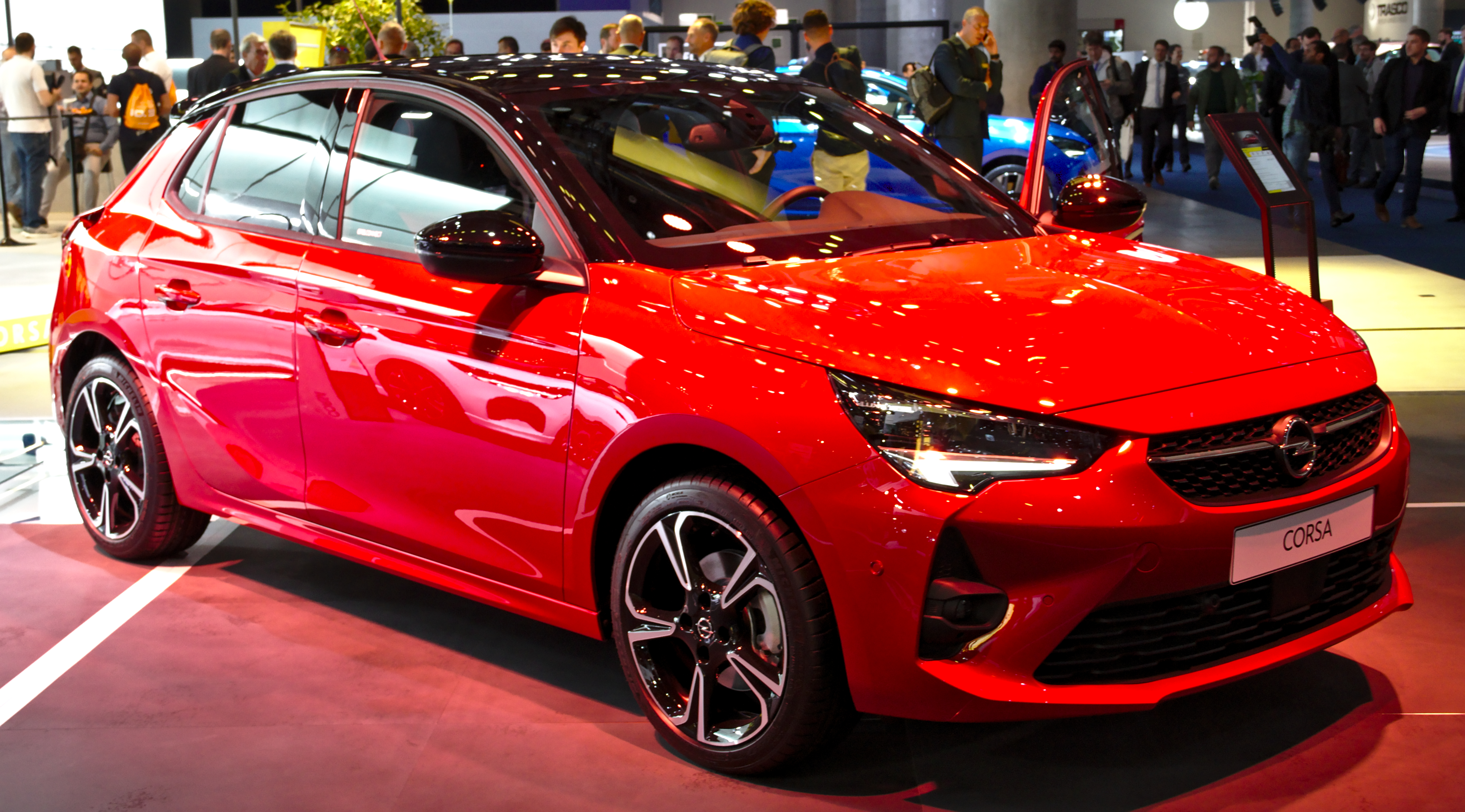
Opel Corsa VI
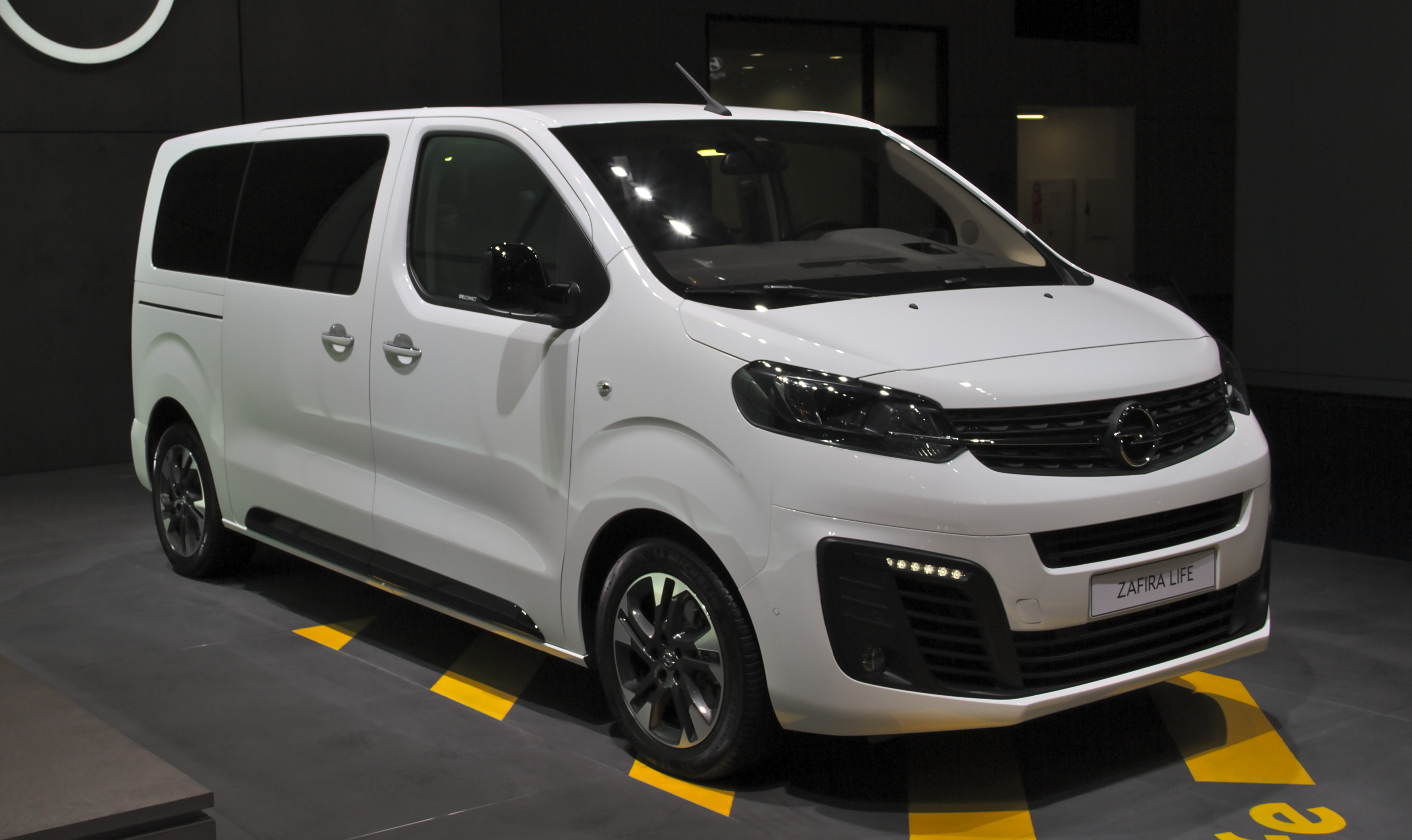
Opel Zafira Life
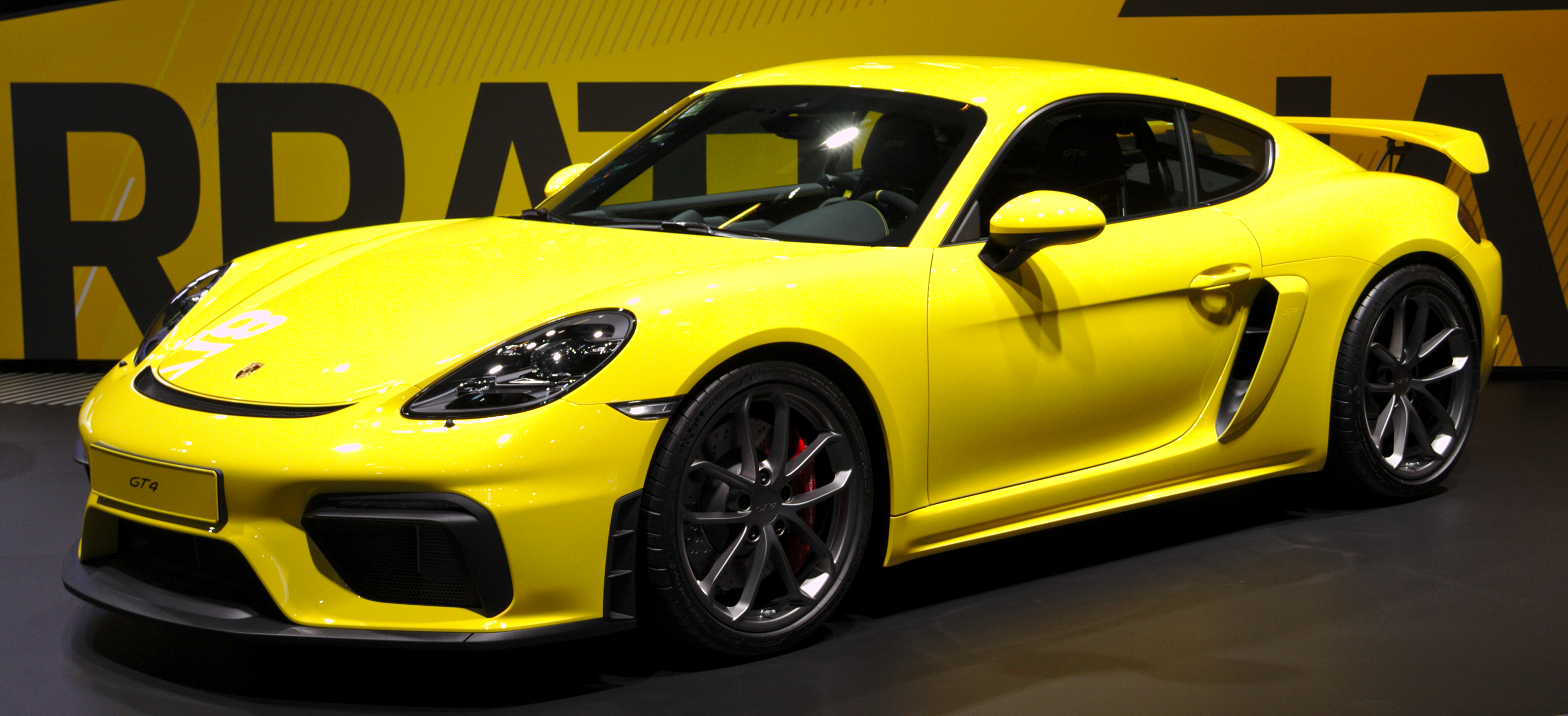
Porsche 718 Cayman GT4
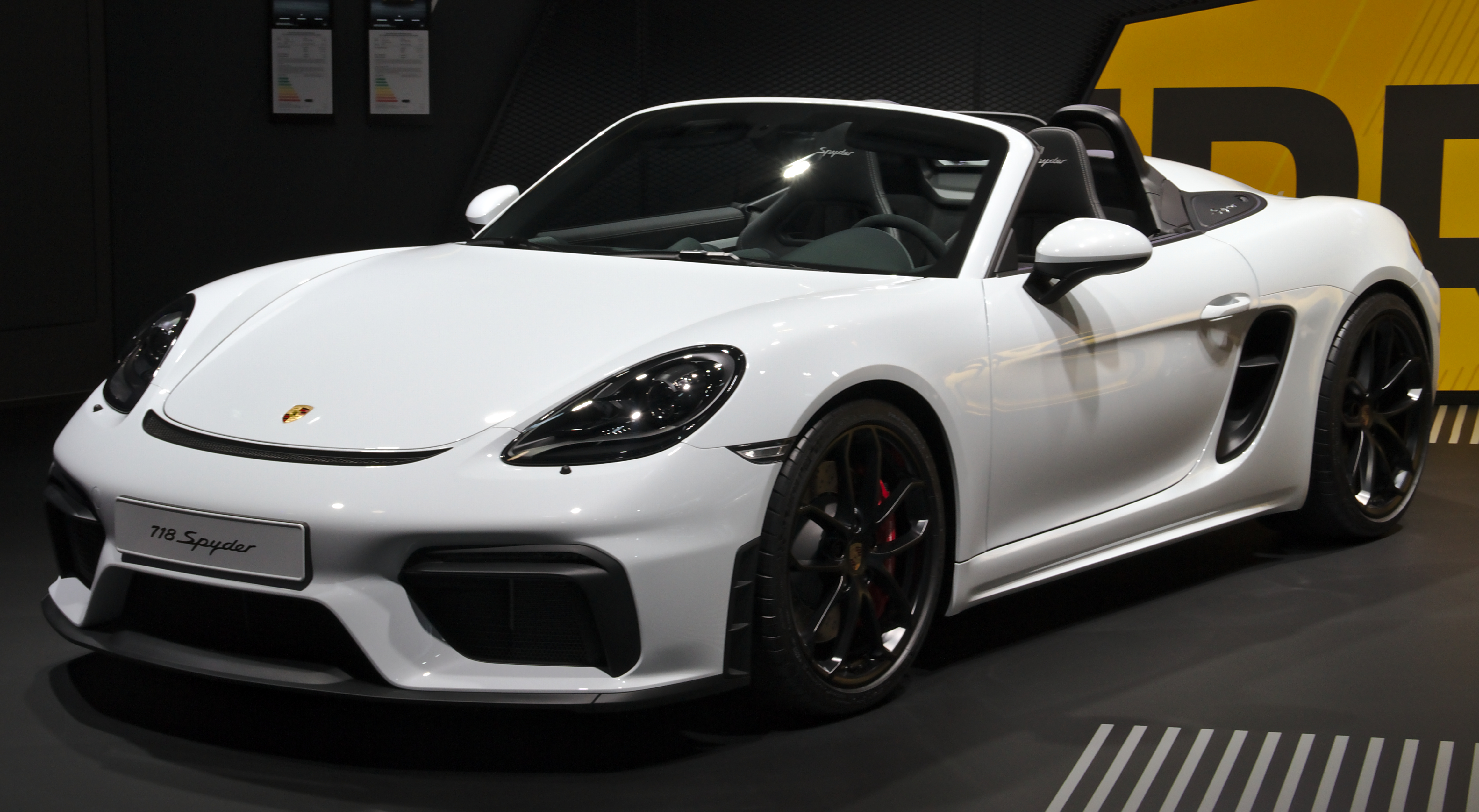
Porsche 718 Boxster Spyder
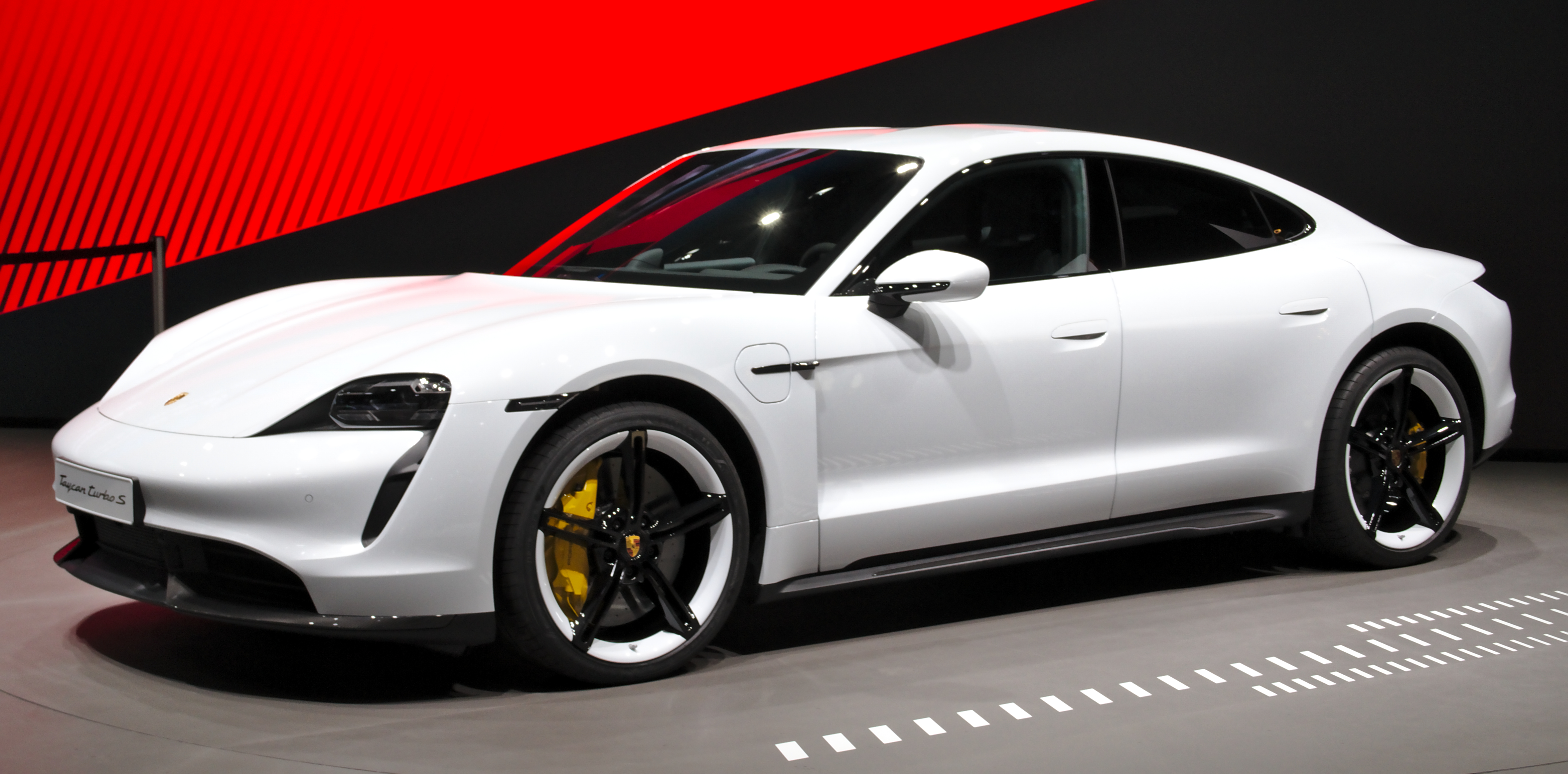
Porsche Taycan
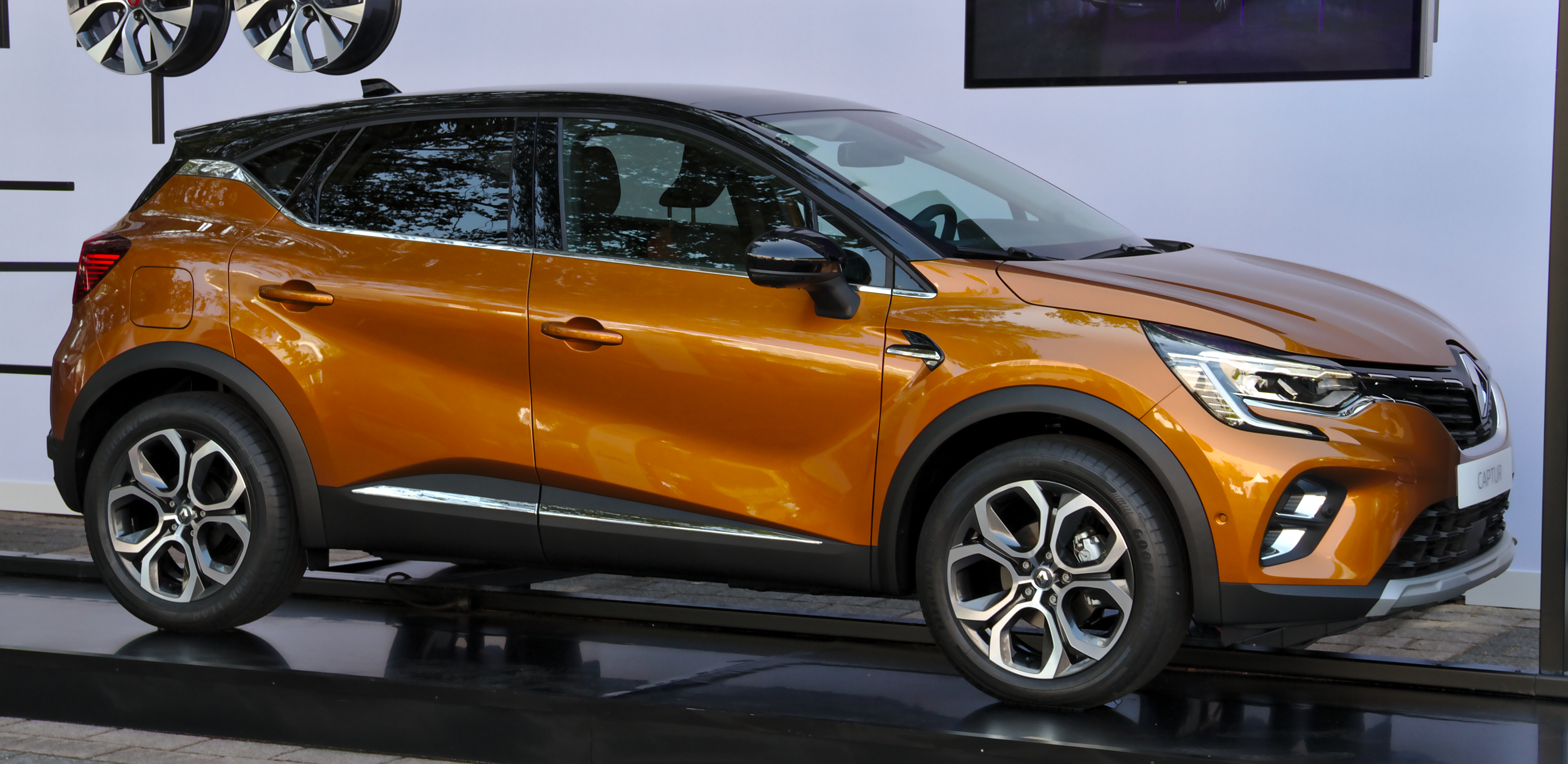
Renault Captur II
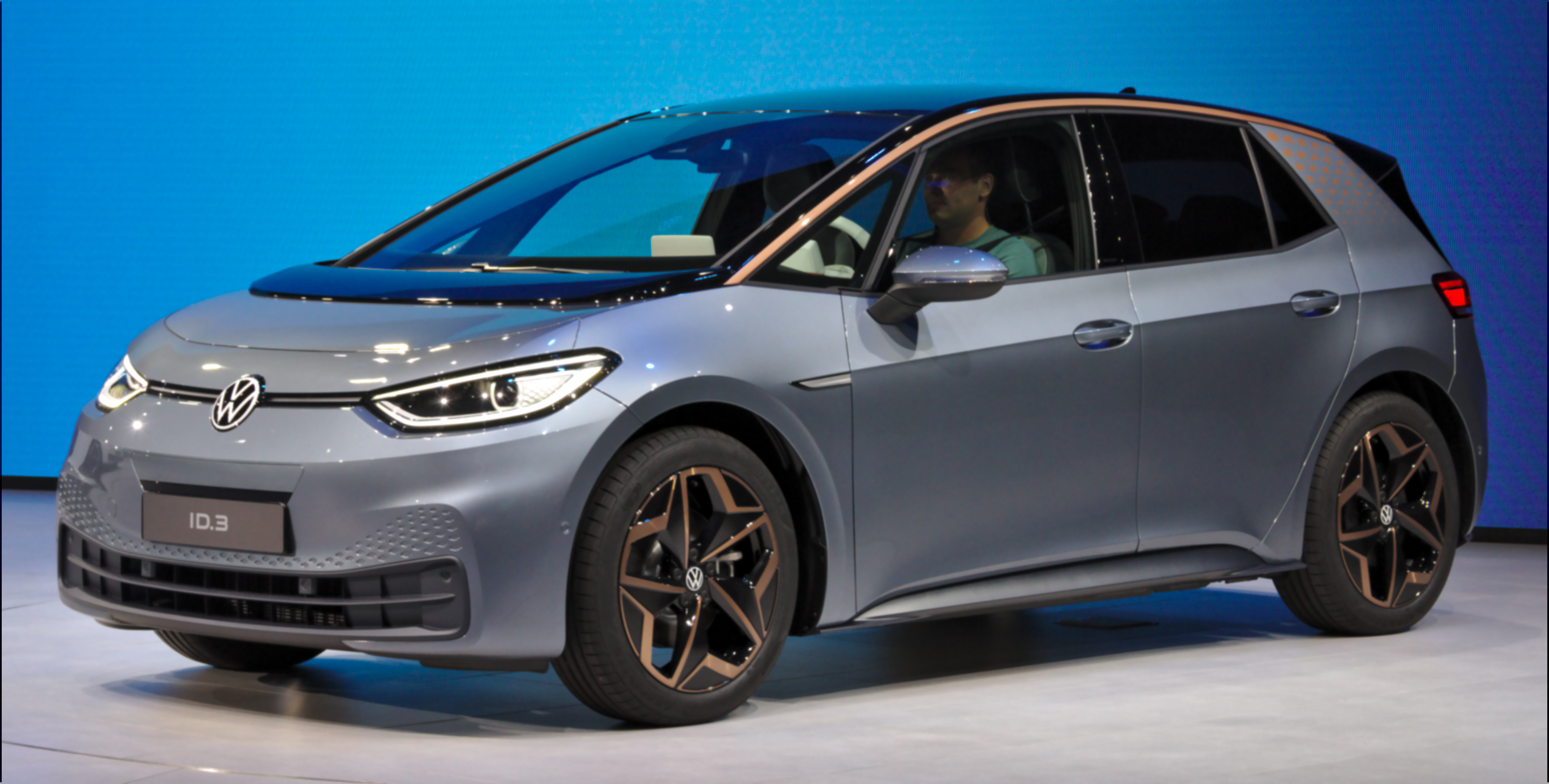
Volkswagen ID.3
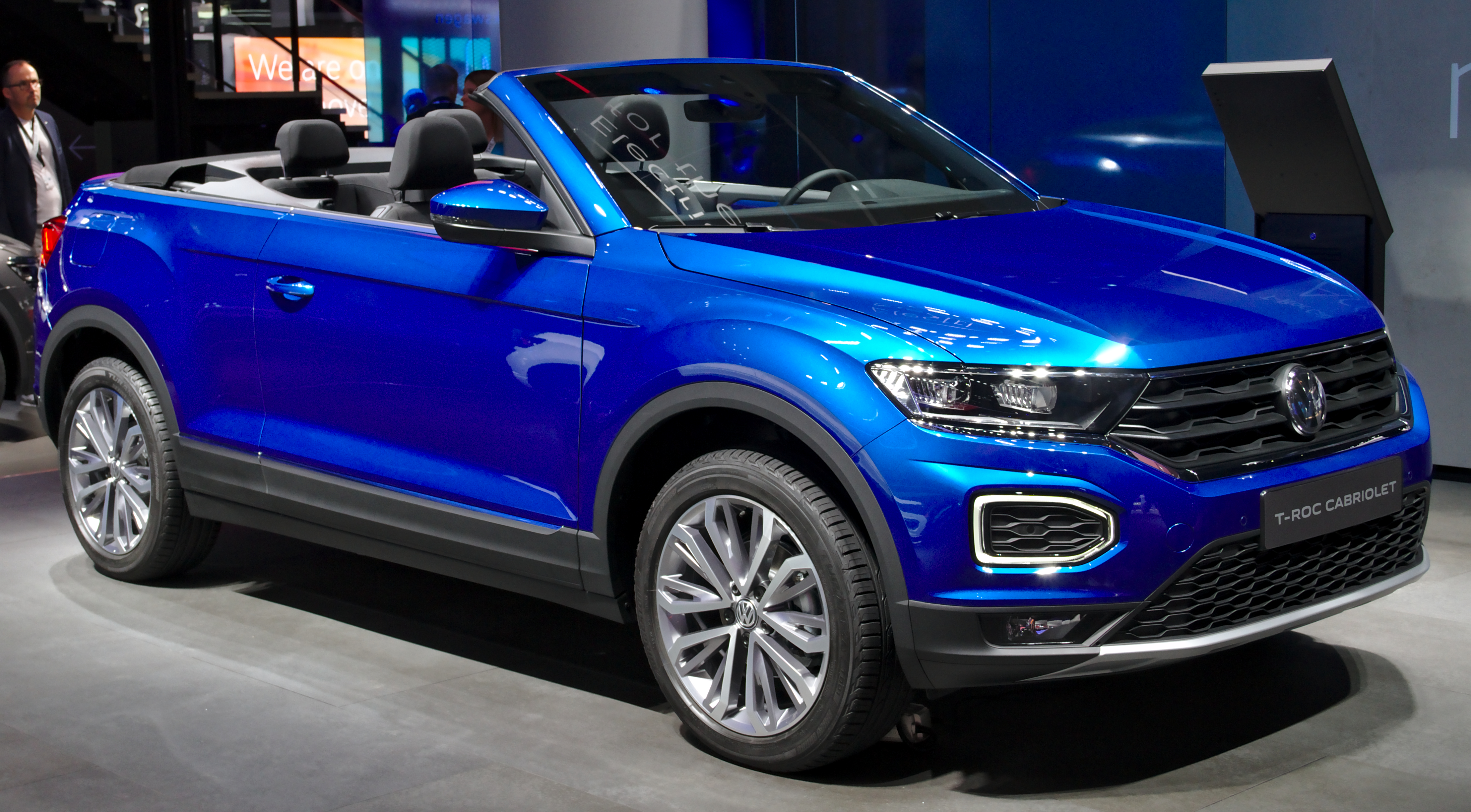
Volkswagen T-Roc cabriolet
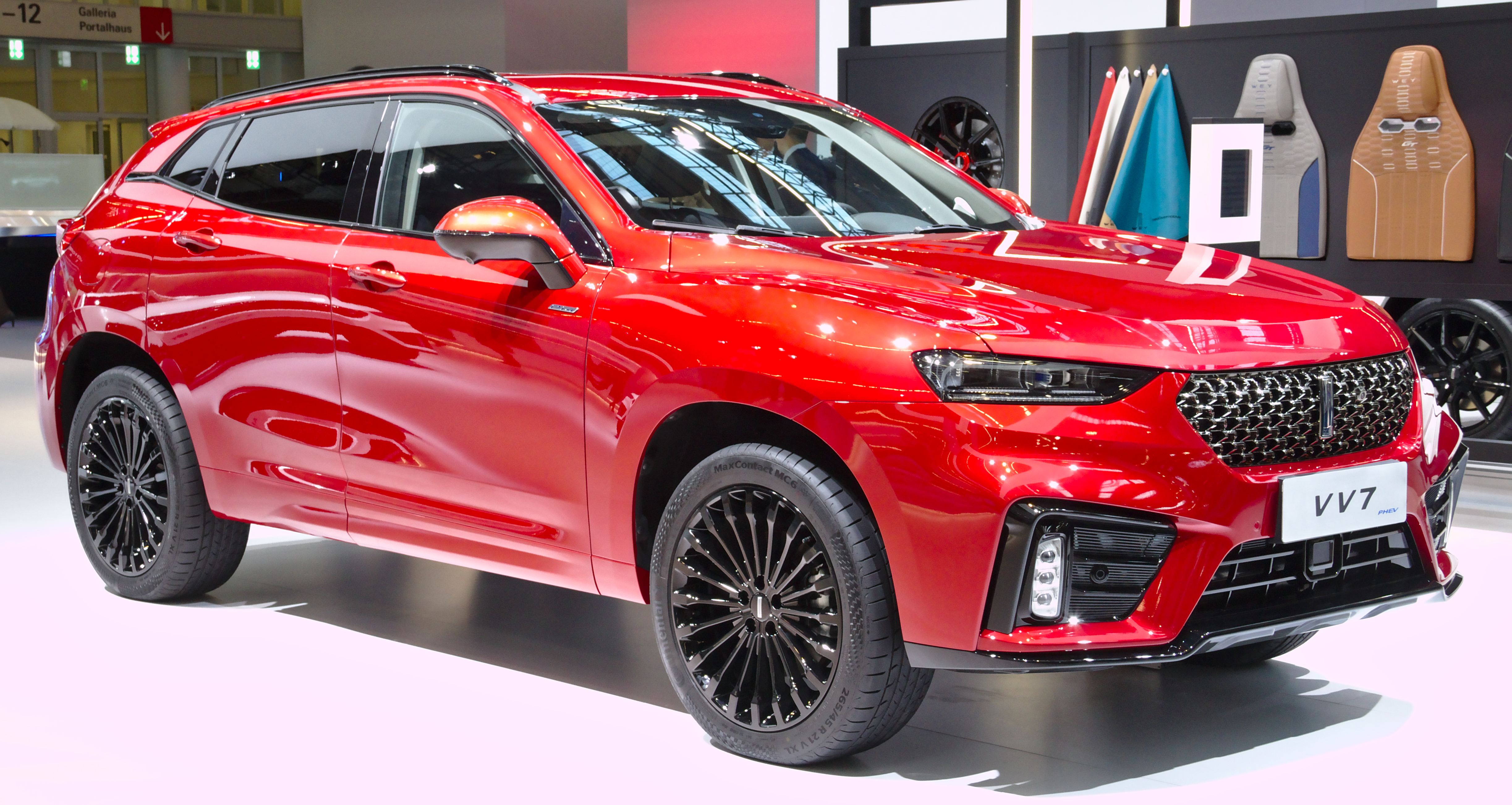
Wey VV7 PHEV

#### Restylages
- Audi A4 phase 2
- Audi A5 phase 2
- Audi Q7 phase 2
- BMW X1 phase 2
- Jaguar XE phase 2
- Land Rover Discovery Sport phase 2
- Mini Clubman phase 2
- Opel Astra phase 2
- Seat Mii
- Škoda Citigo
- Škoda Superb III phase 2
- Smart Forfour phase 2
- Smart Fortwo phase 2
- Volkswagen e-up!

Restylages 2019
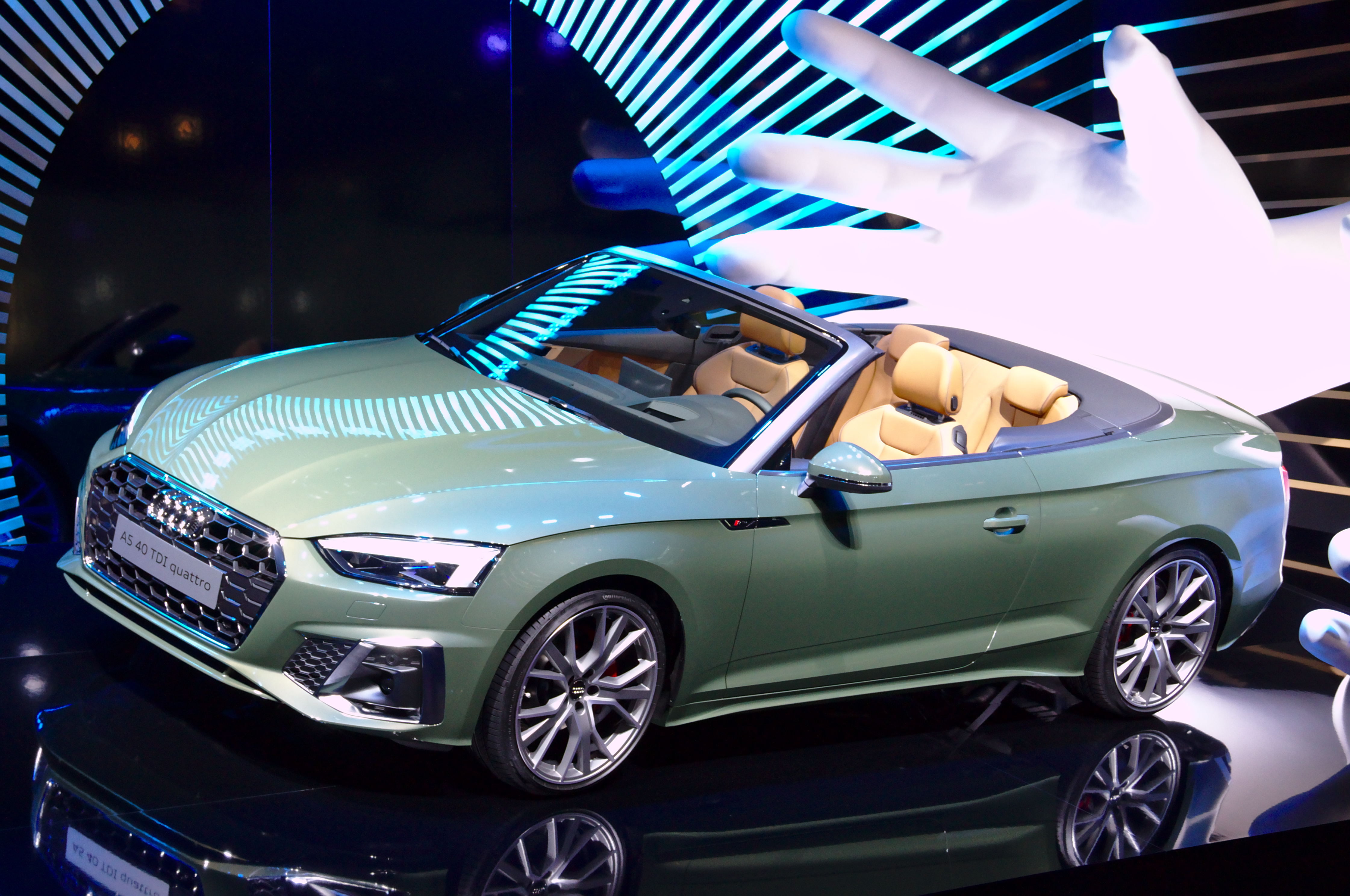
Audi A5 phase 2
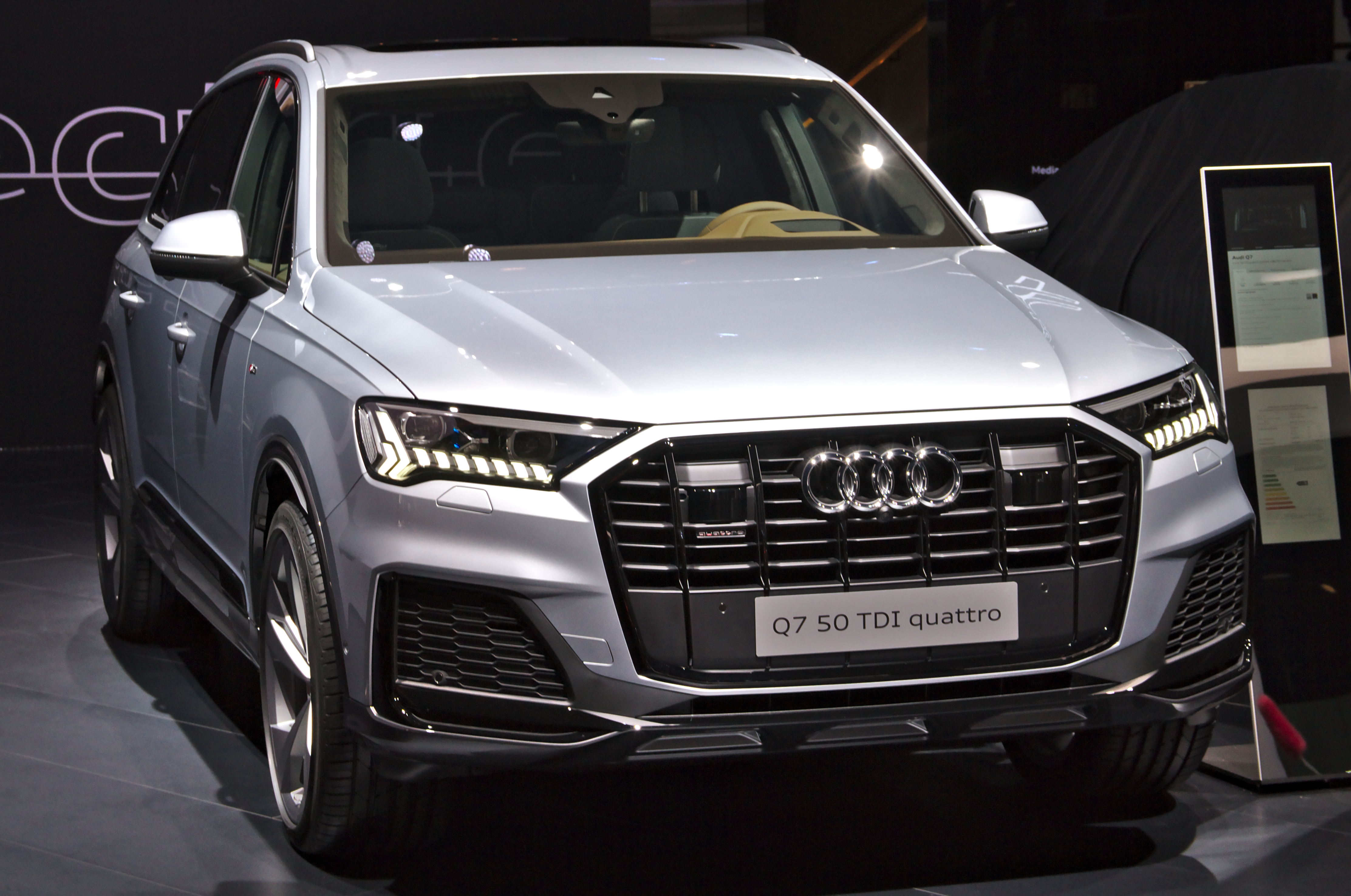
Audi Q7 phase 2
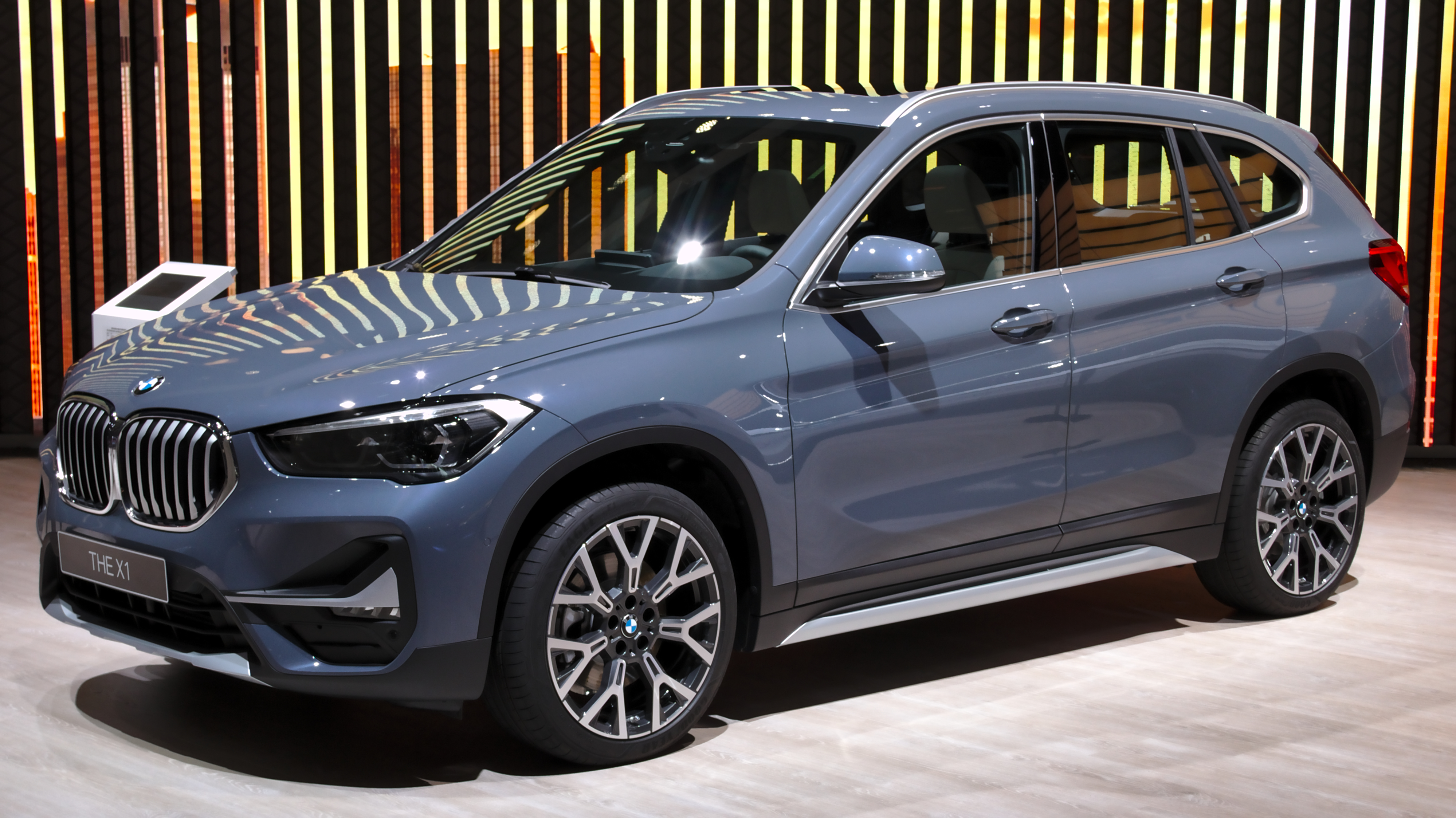
BMW X1 phase 2
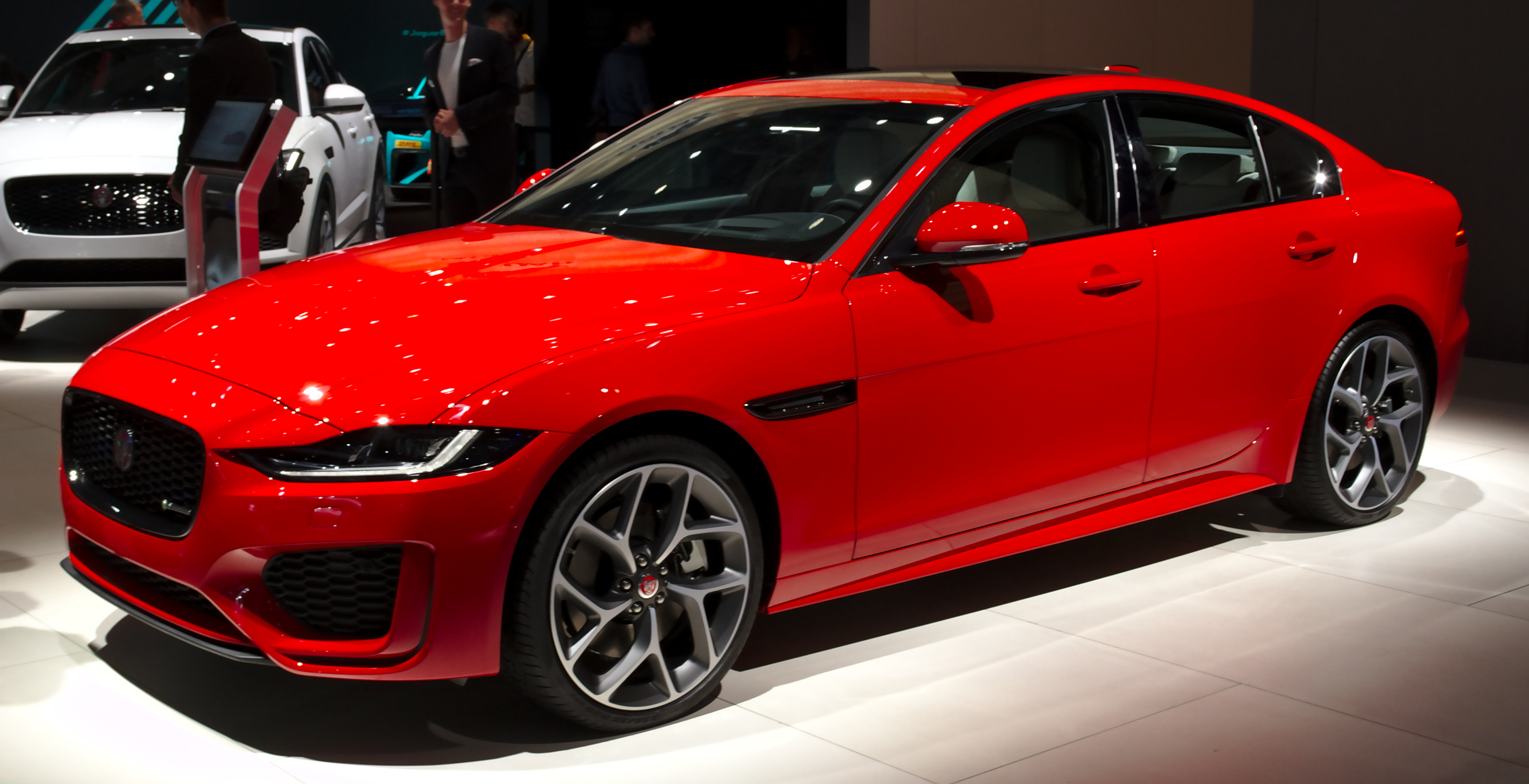
Jaguar XE phase 2
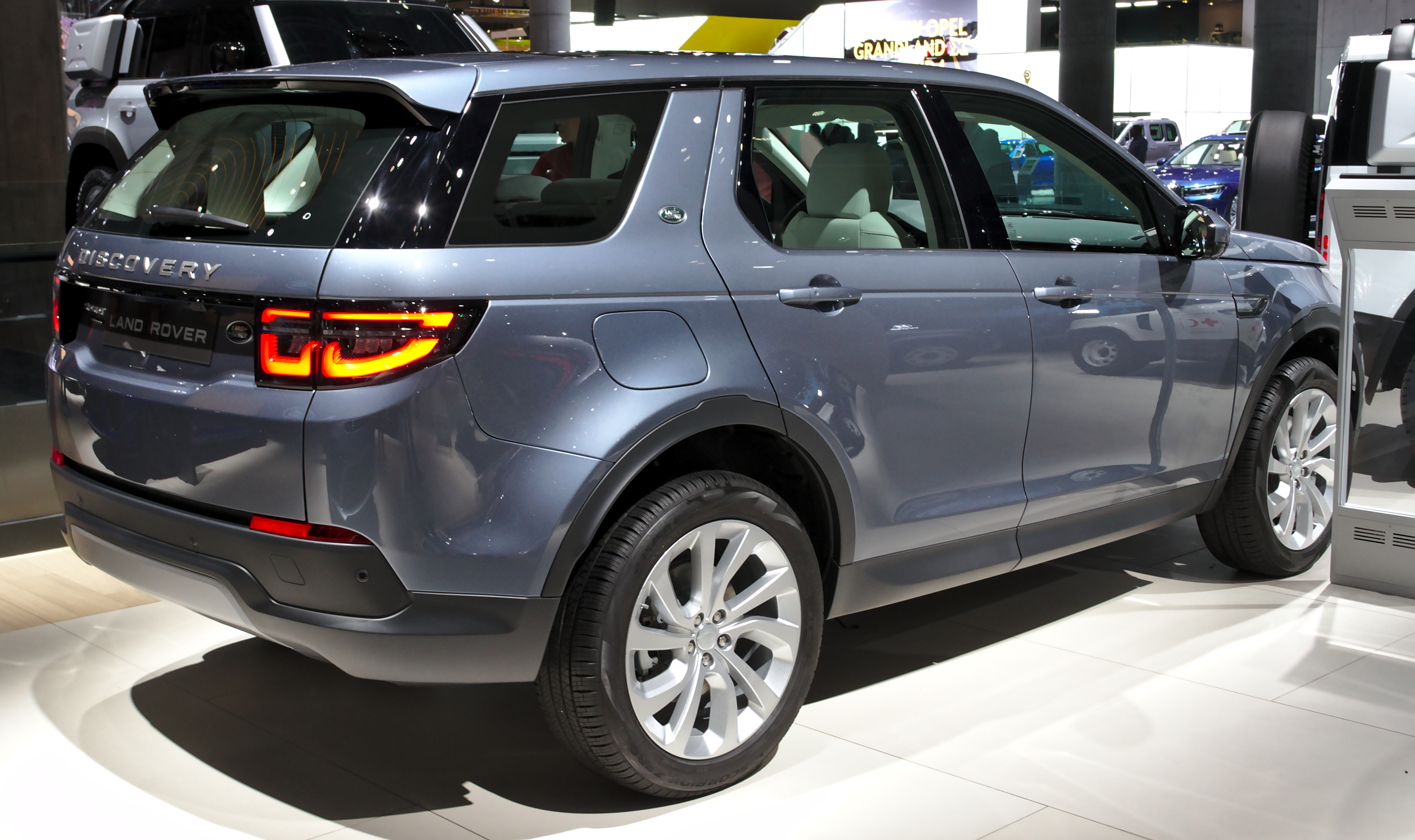
Land Rover Discovery Sport phase 2
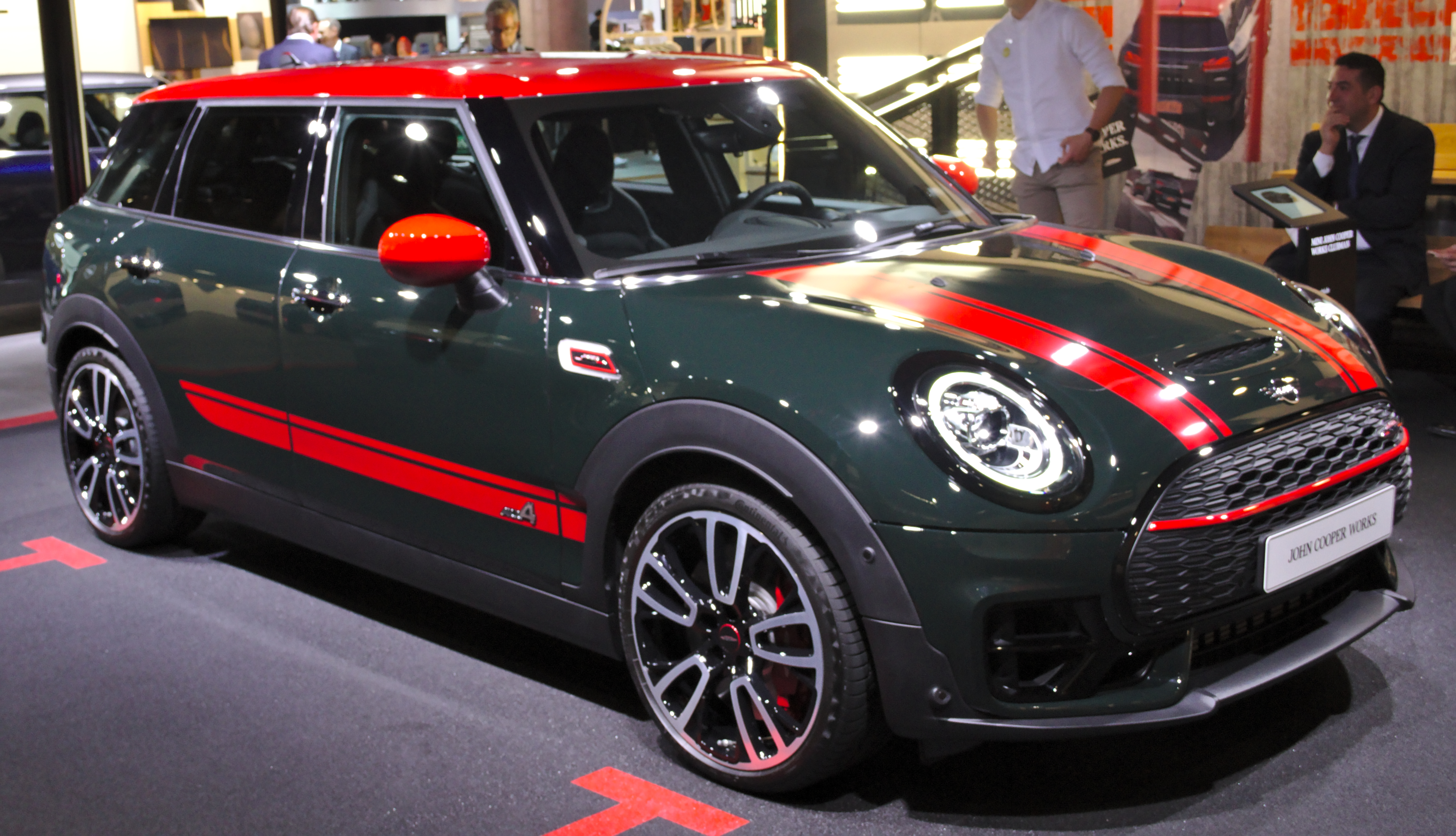
Mini Clubman phase 2
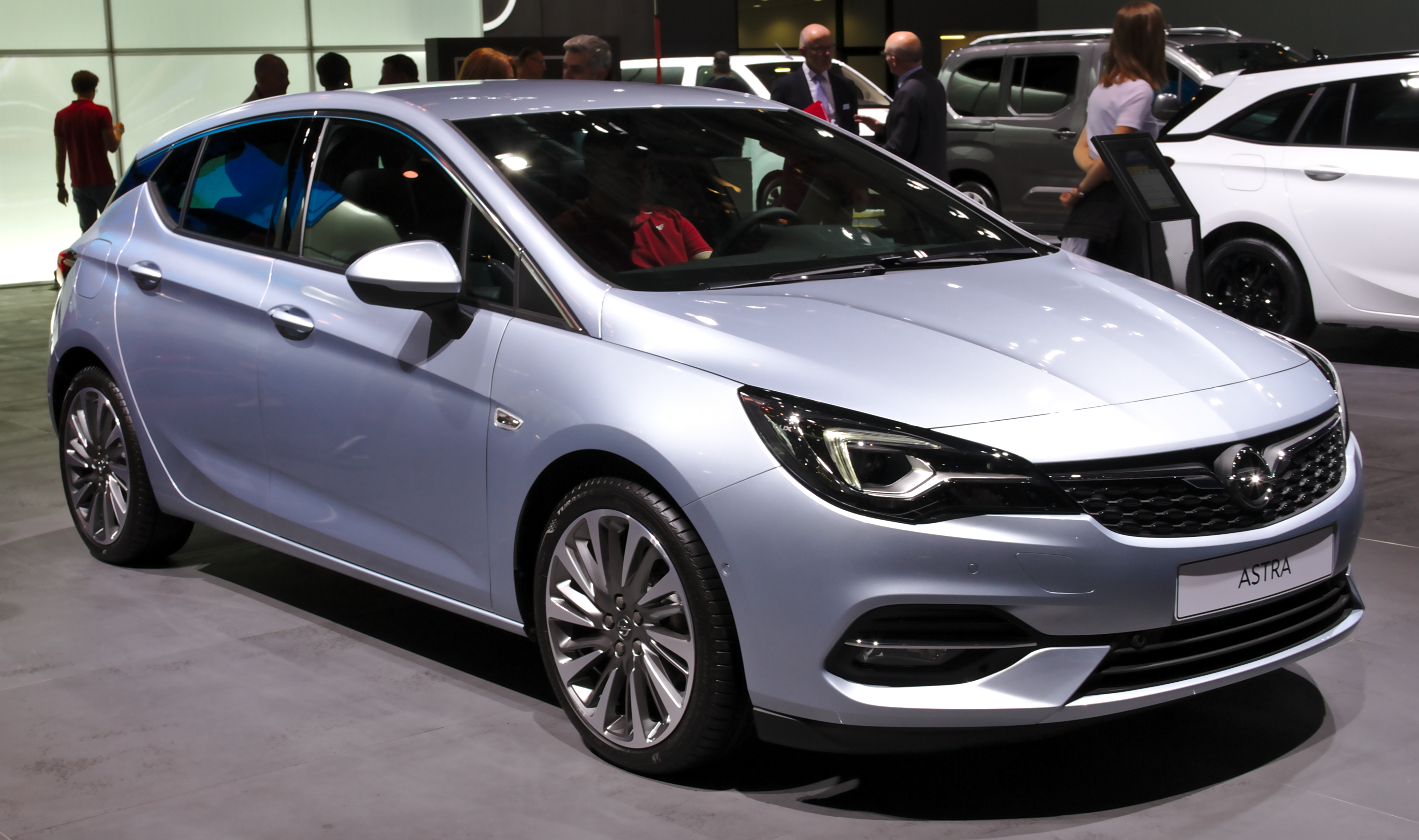
Opel Astra phase 2
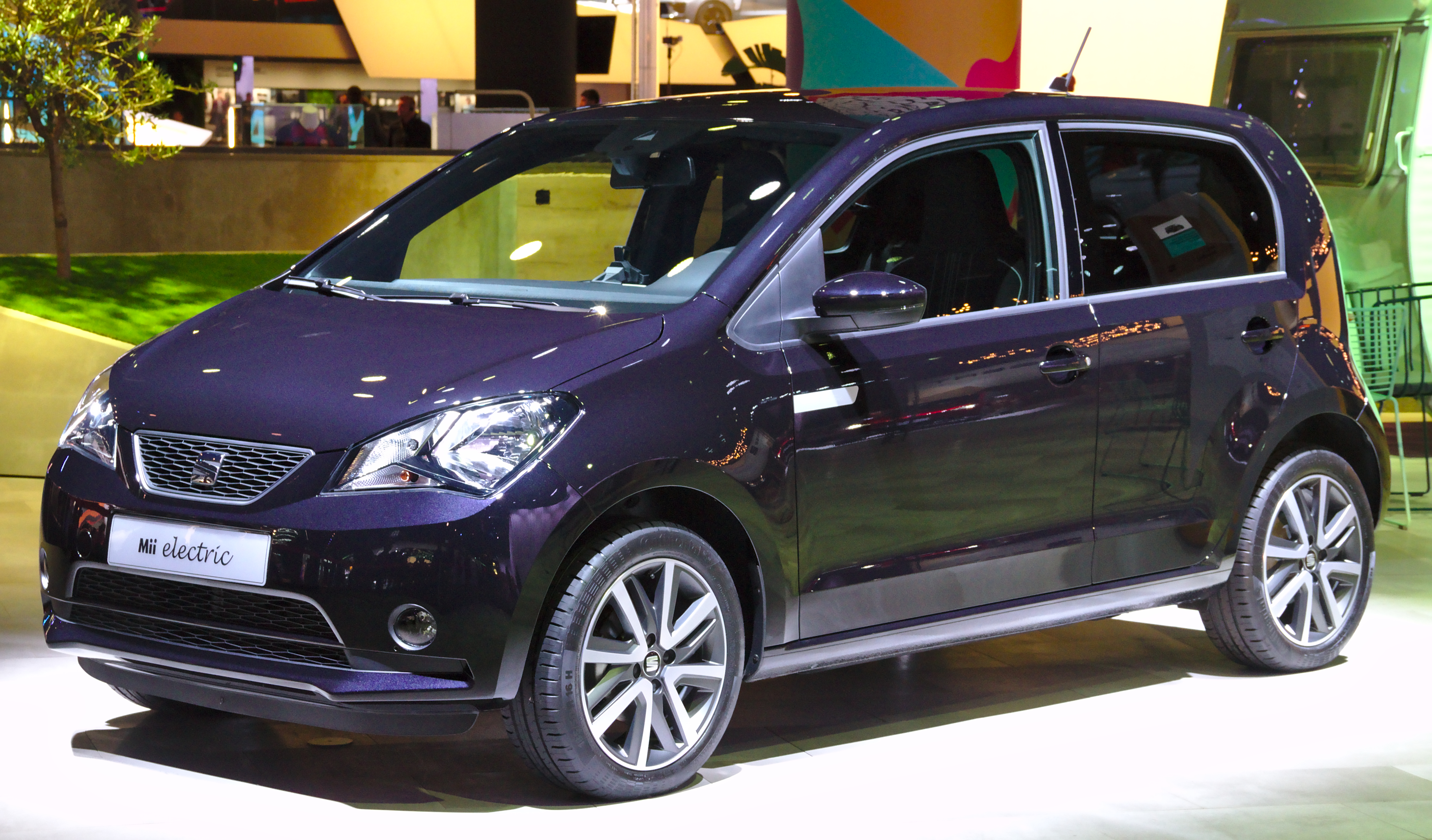
Seat Mii Electric
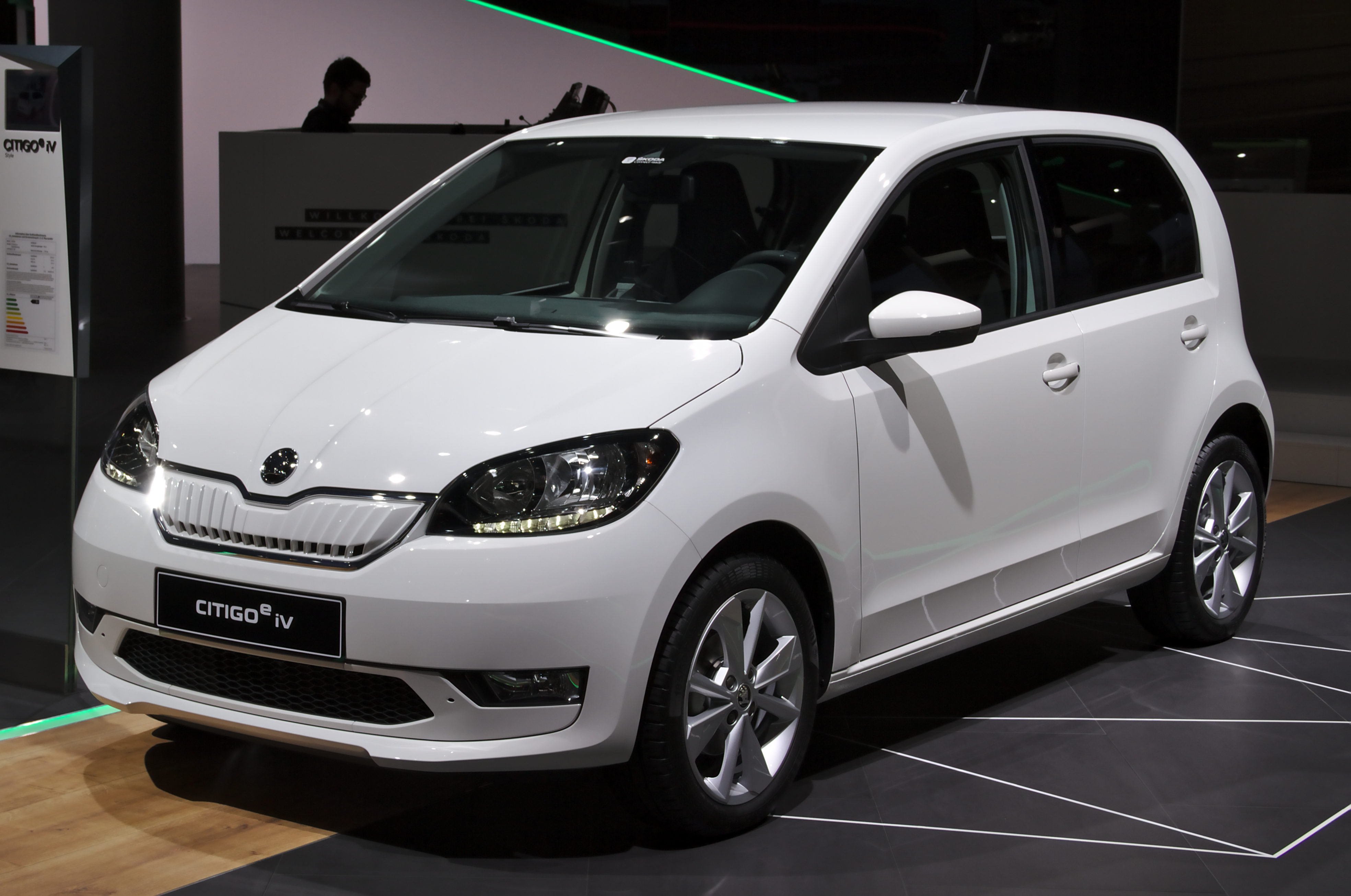
Škoda Citigo-e iV
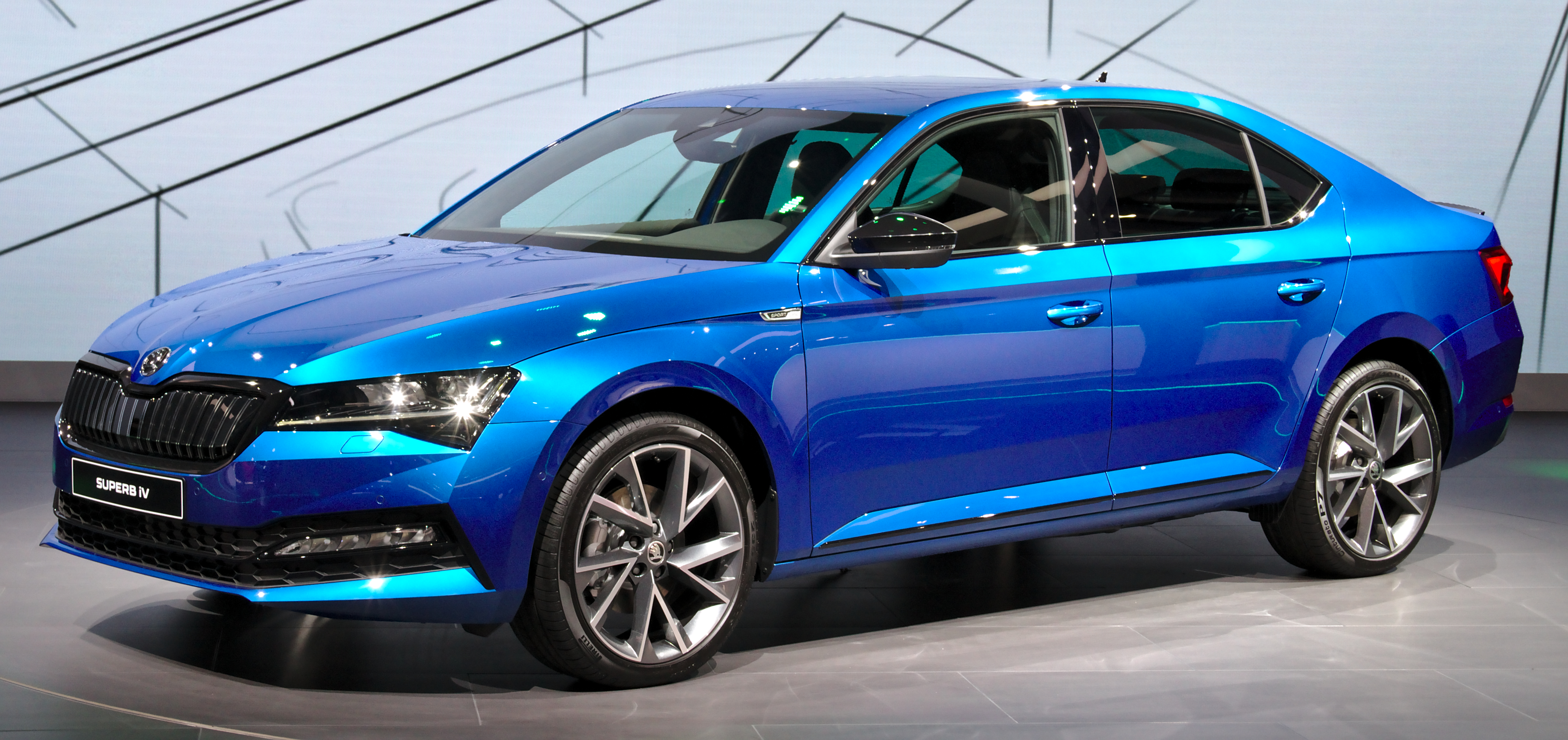
Škoda Superb III phase 2
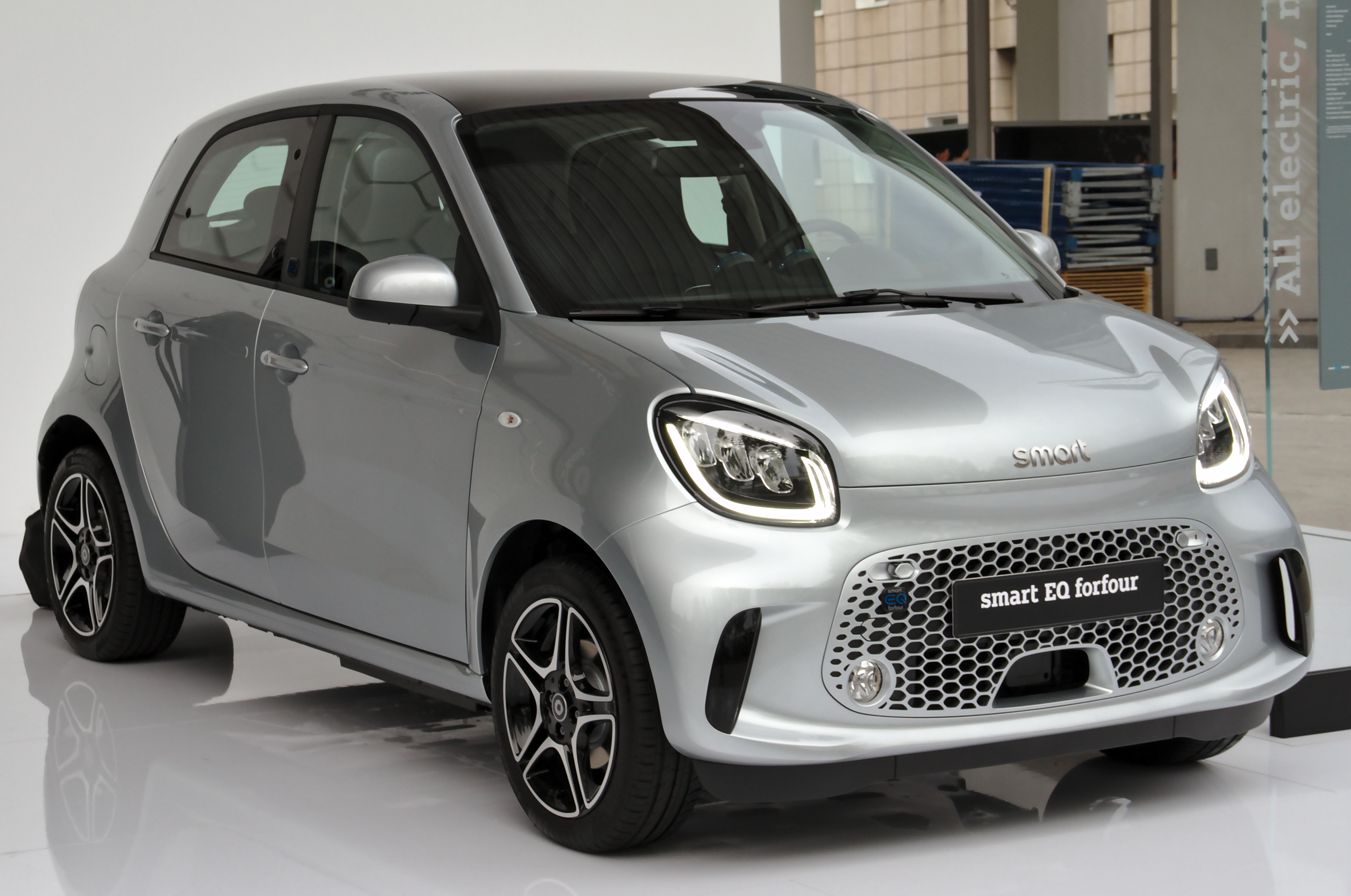
Smart EQ Forfour
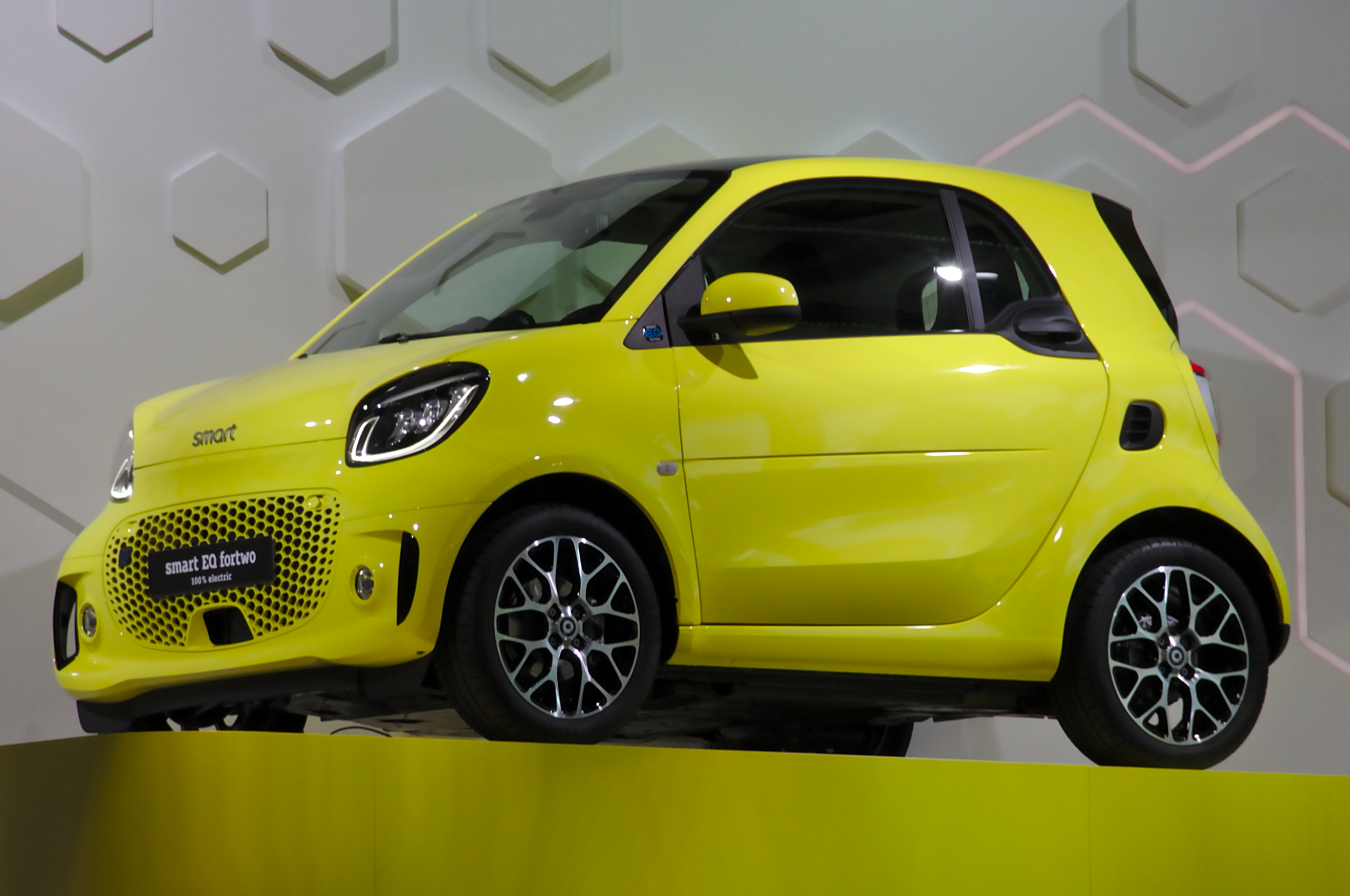
Smart EQ Fortwo
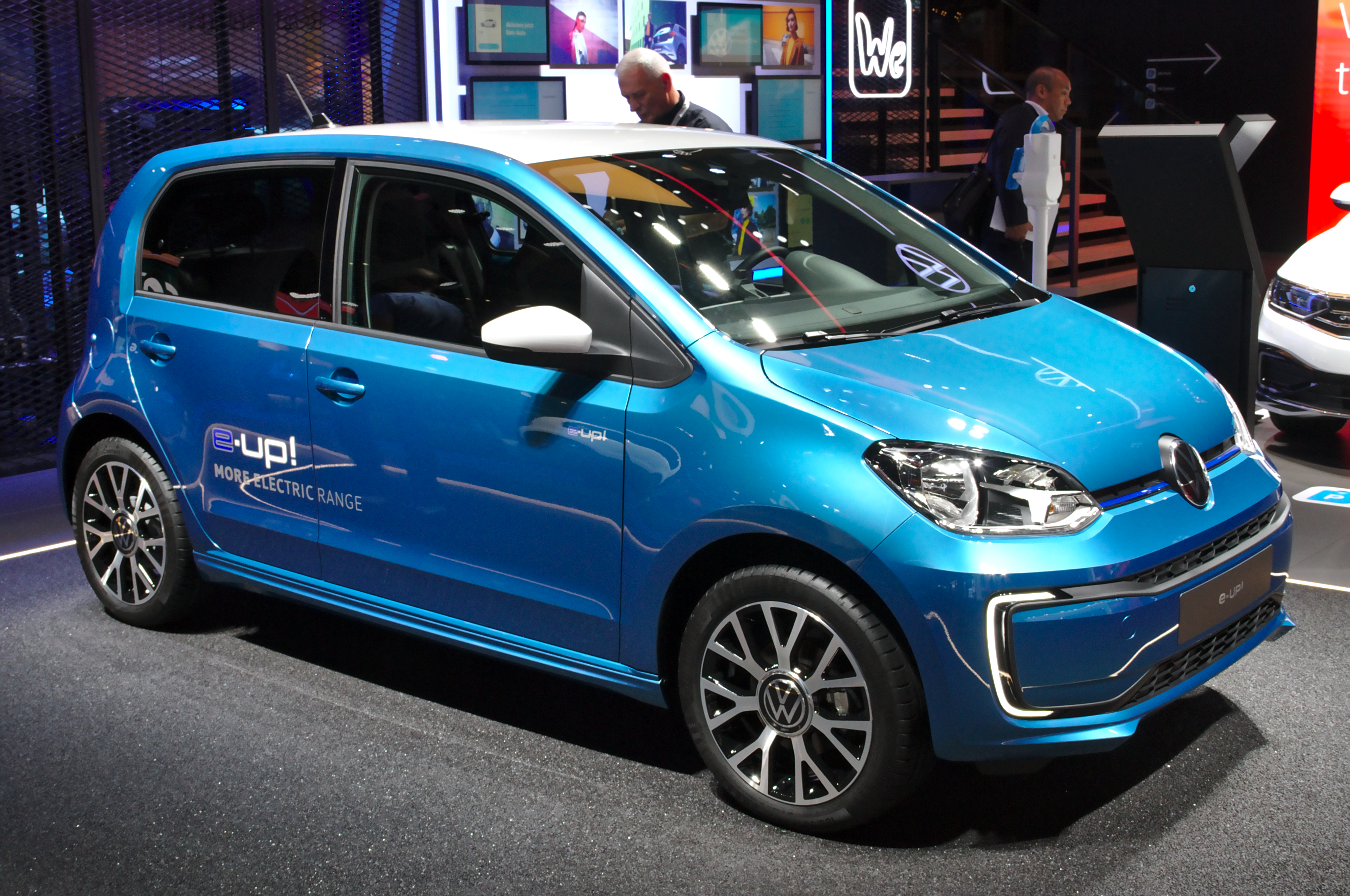
Volkswagen e-up!

#### Concept-cars
- Audi AI:CON
- Audi AI:RACE
- Audi AI:TRAIL
- BMW Concept 4
- BMW i Hydrogen Next
- BMW Vision M Next
- Cupra Tavascan
- Hongqi E115
- Hongqi S9[55]
- Hyundai Concept 45EV
- Mercedes-Benz Vision EQS
- Volkswagen ID.4
- Wey-S Concept
- Wey-X Concept

Concept-cars 2019
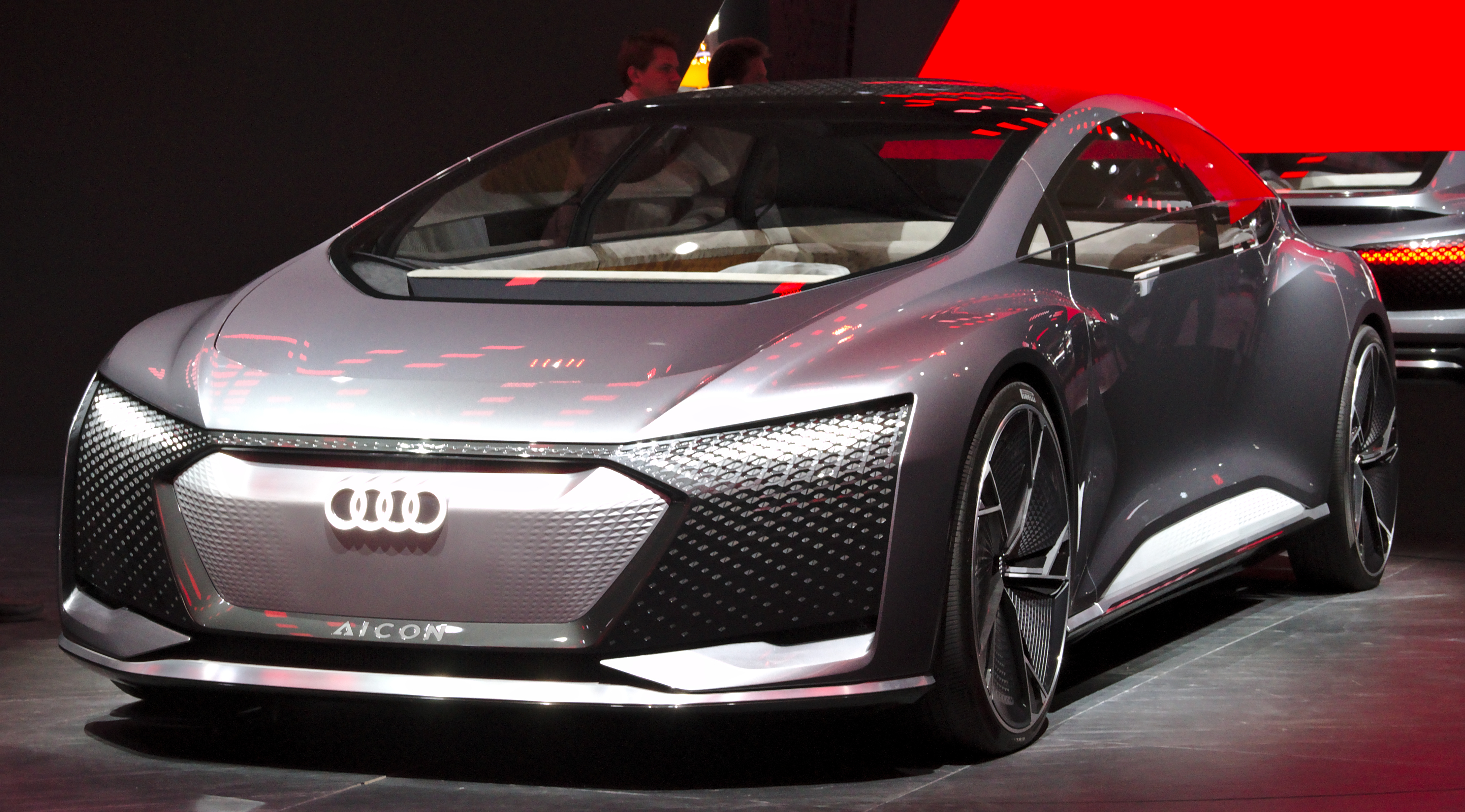
Audi AI:CON
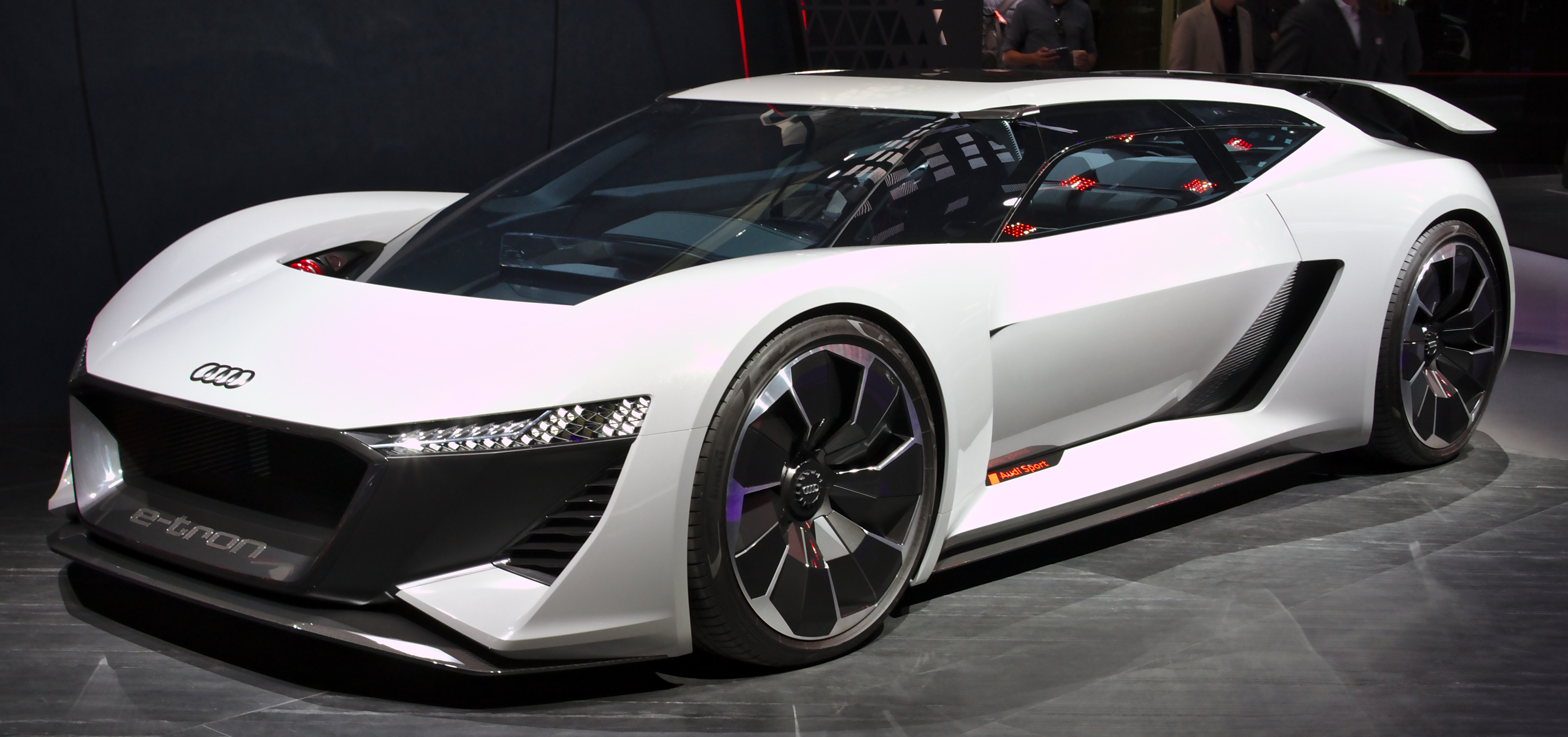
Audi AI:RACE
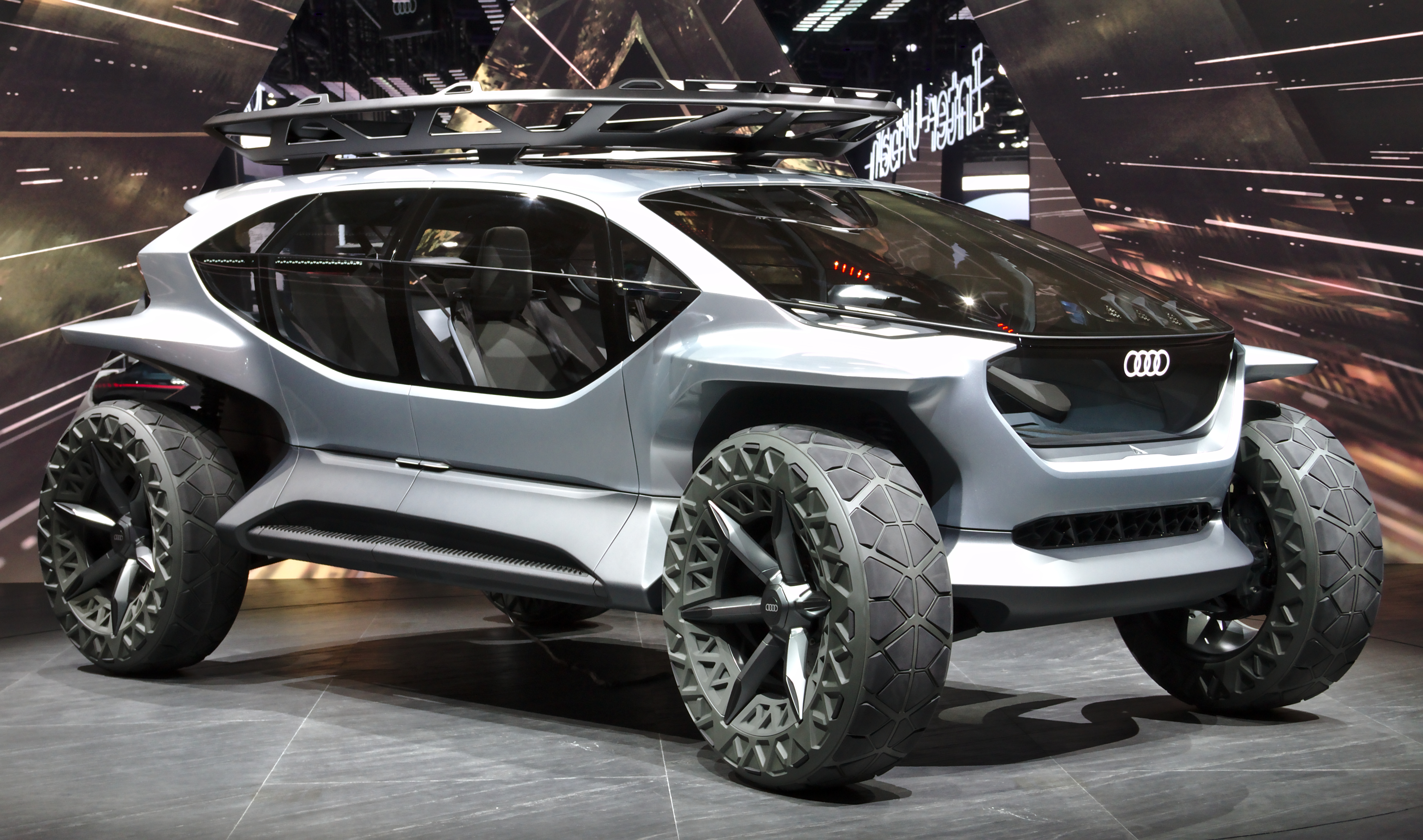
Audi AI:TRAIL
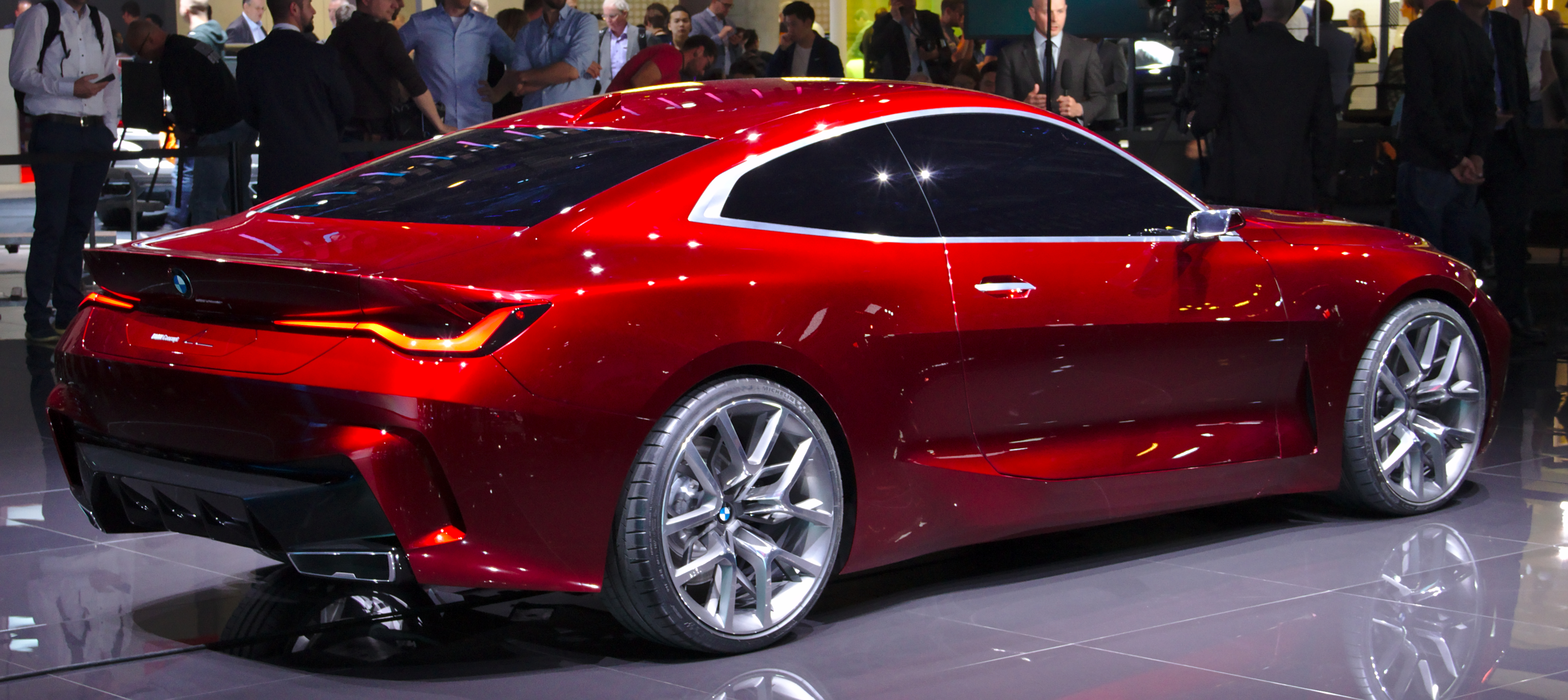
BMW Concept 4
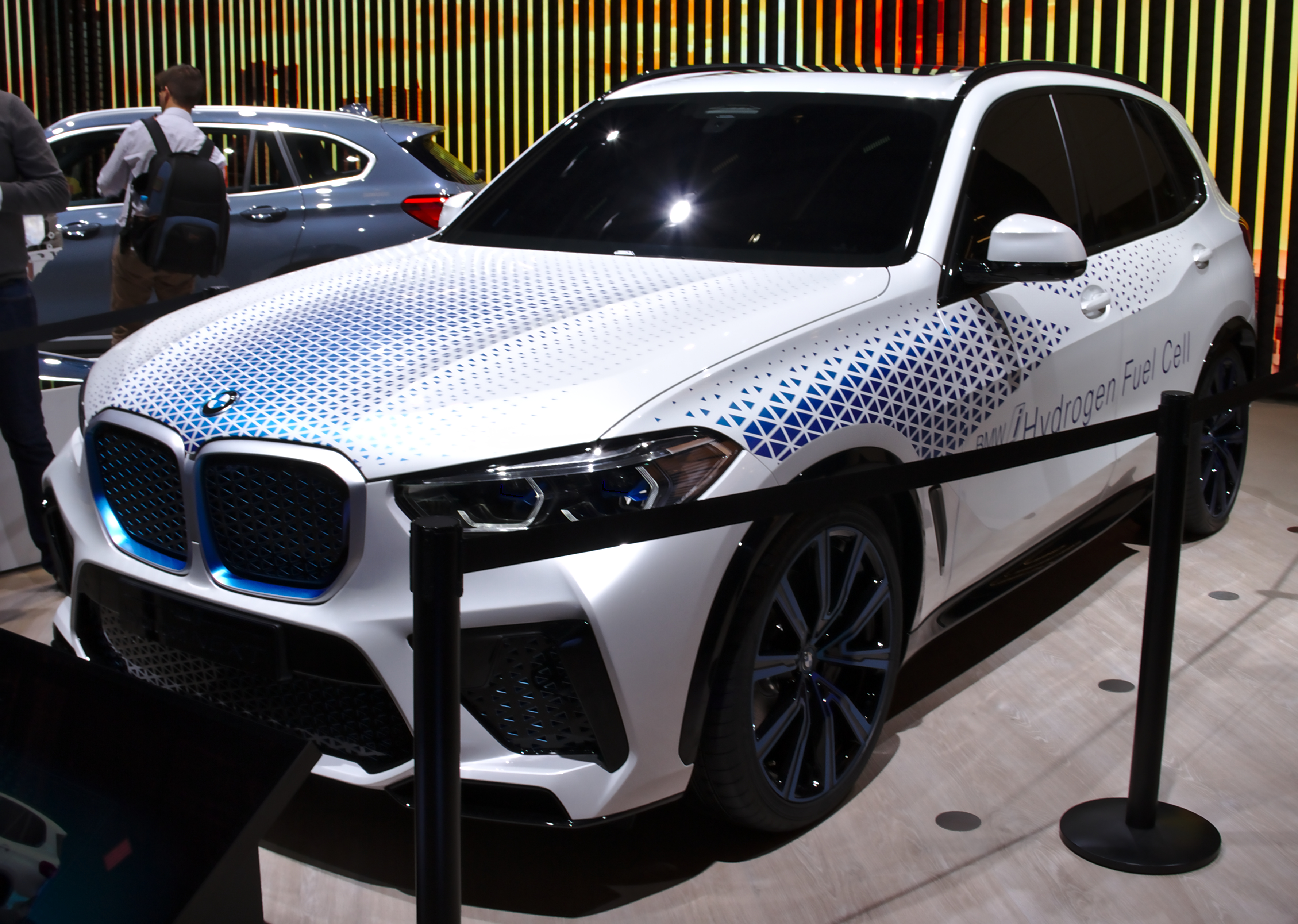
BMW i Hydrogen Next
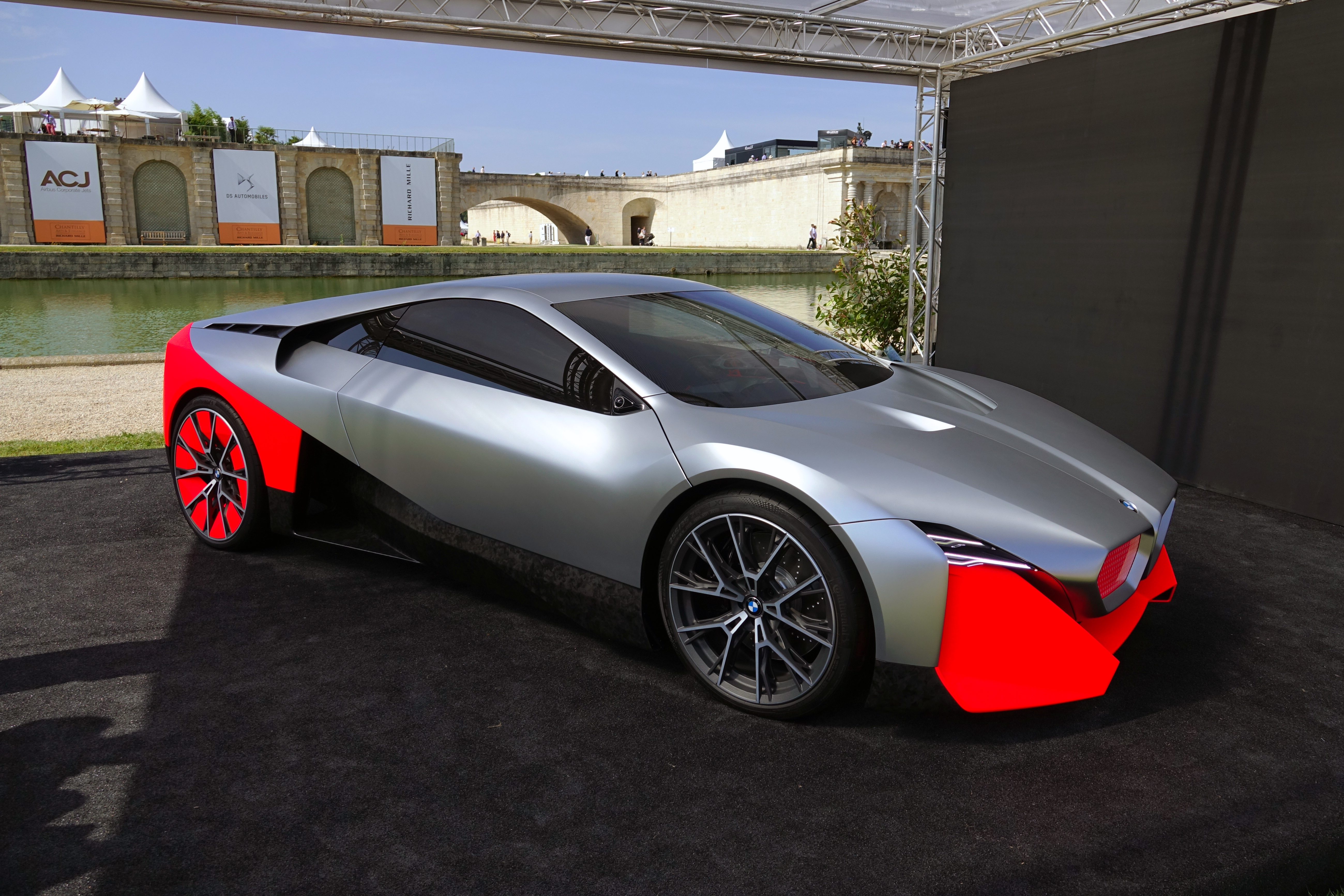
BMW Vision M Next
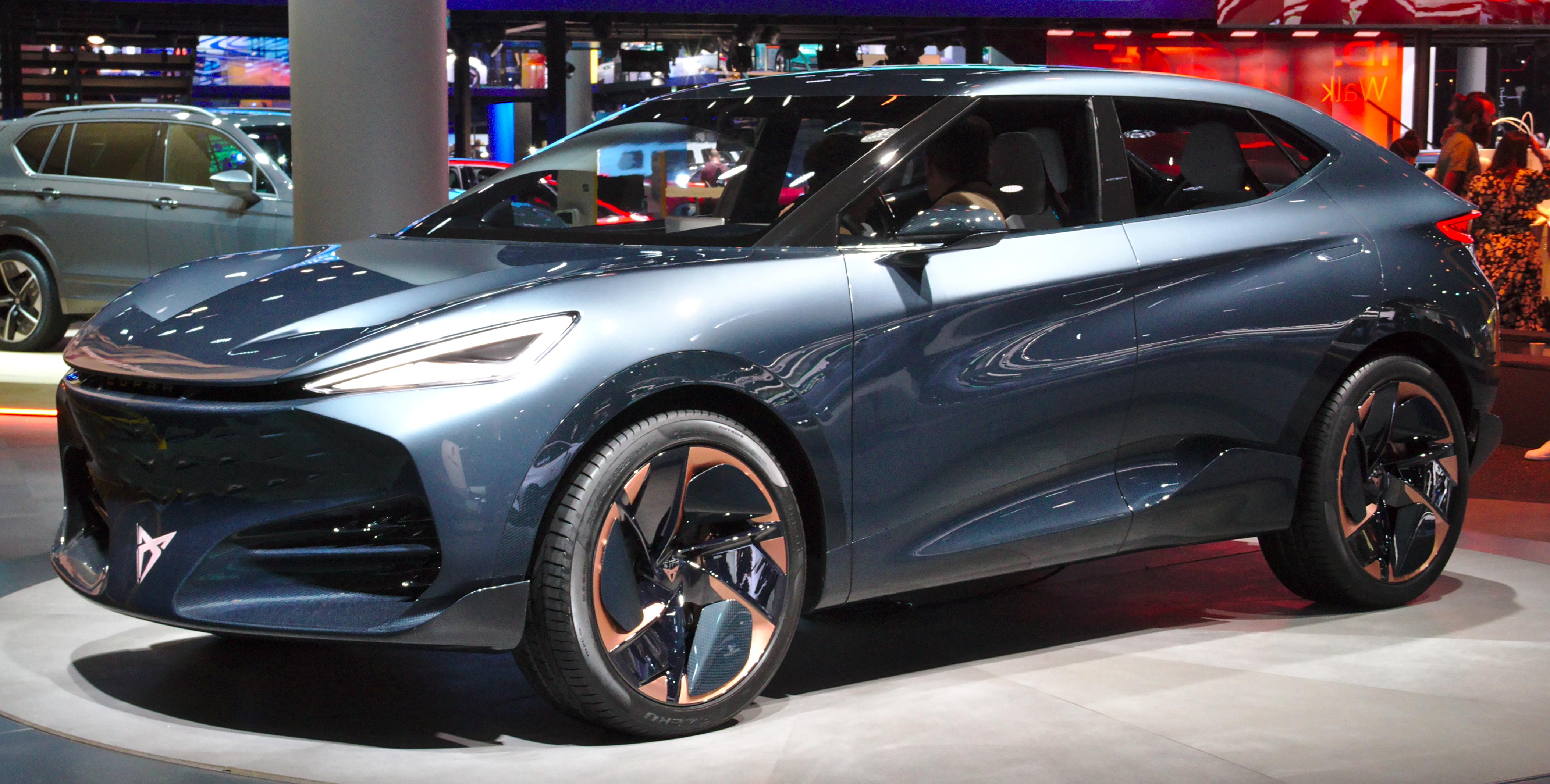
Cupra Tavascan
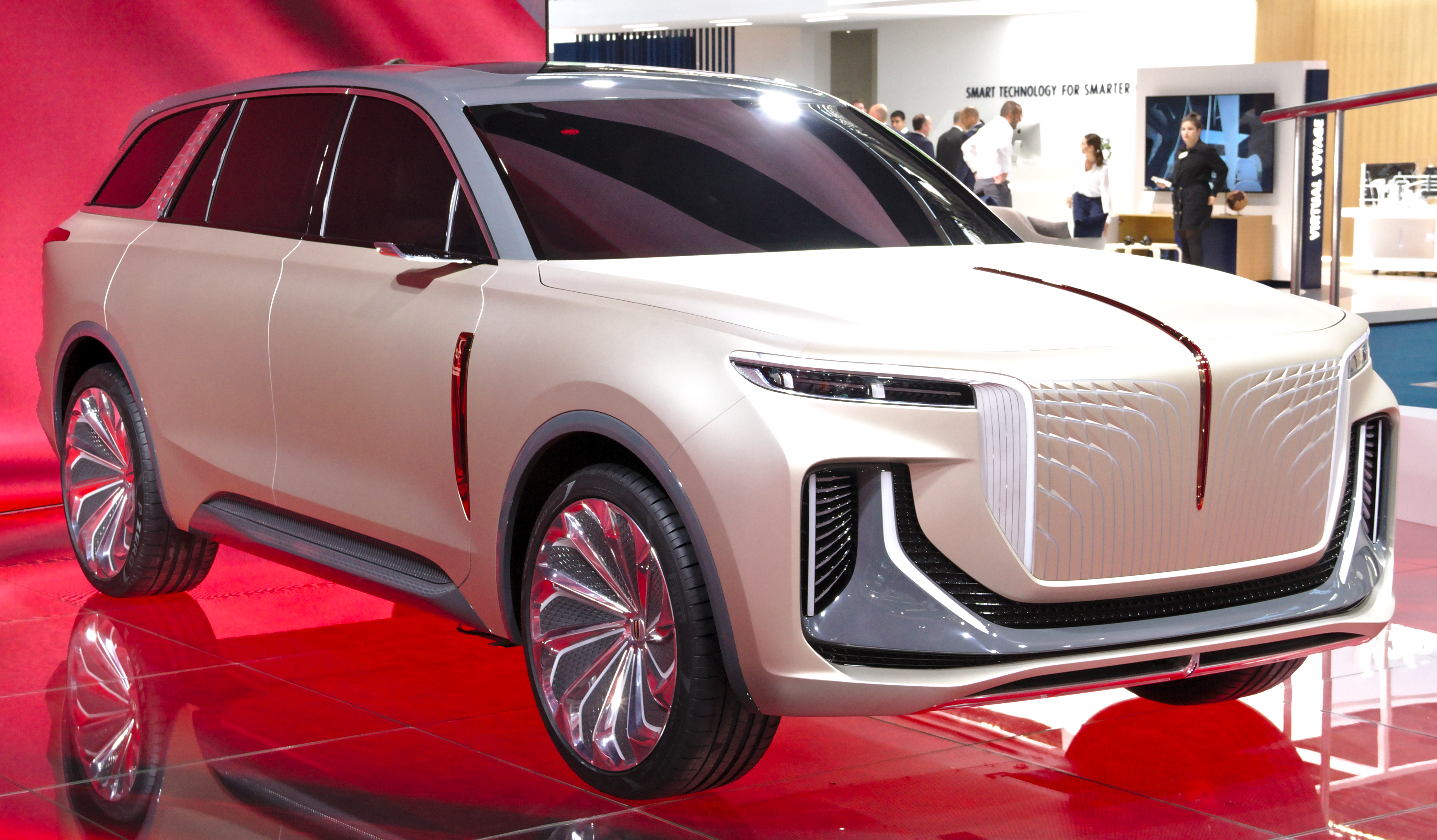
Hongqi E115
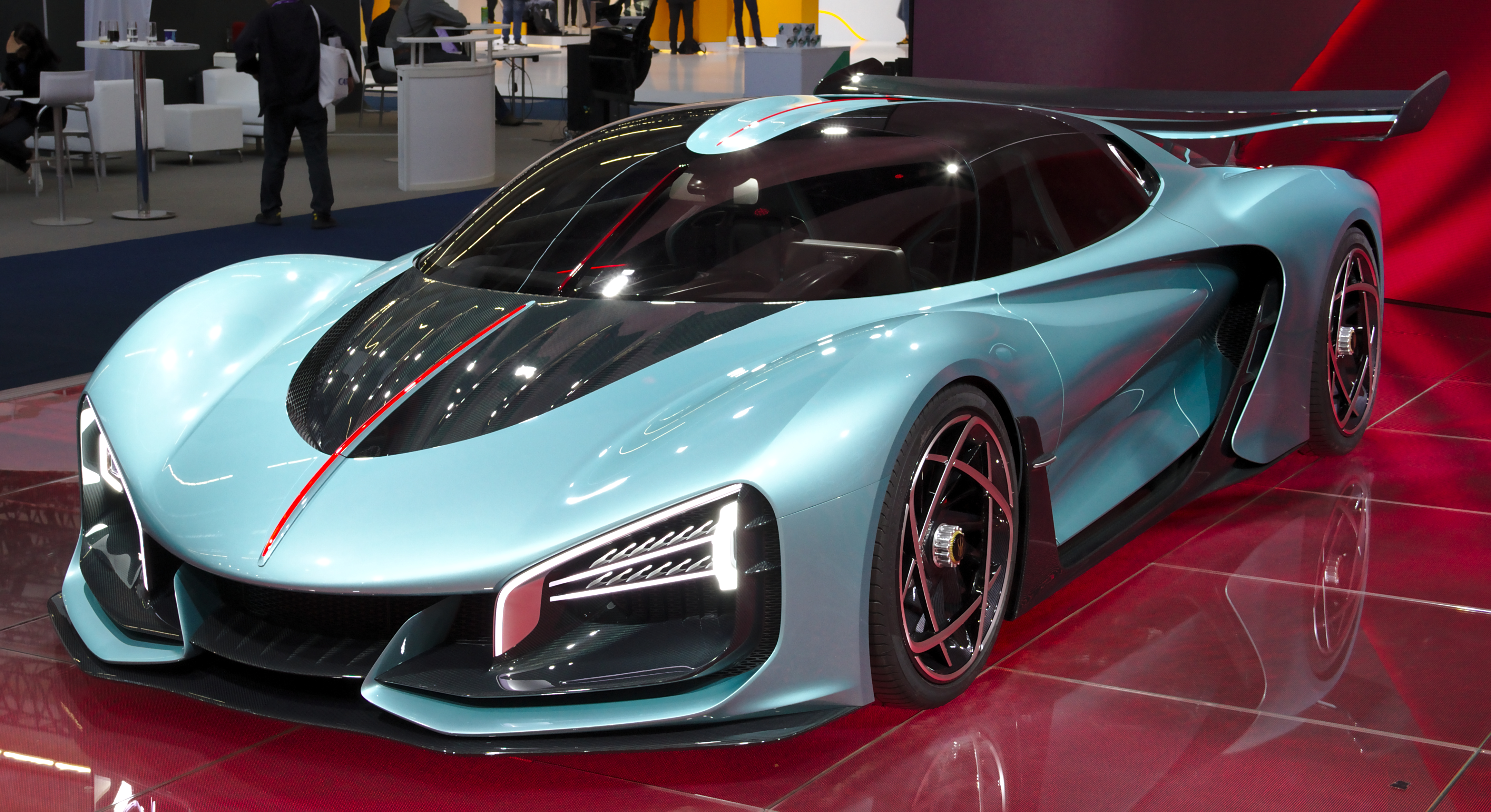
Hongqi S9
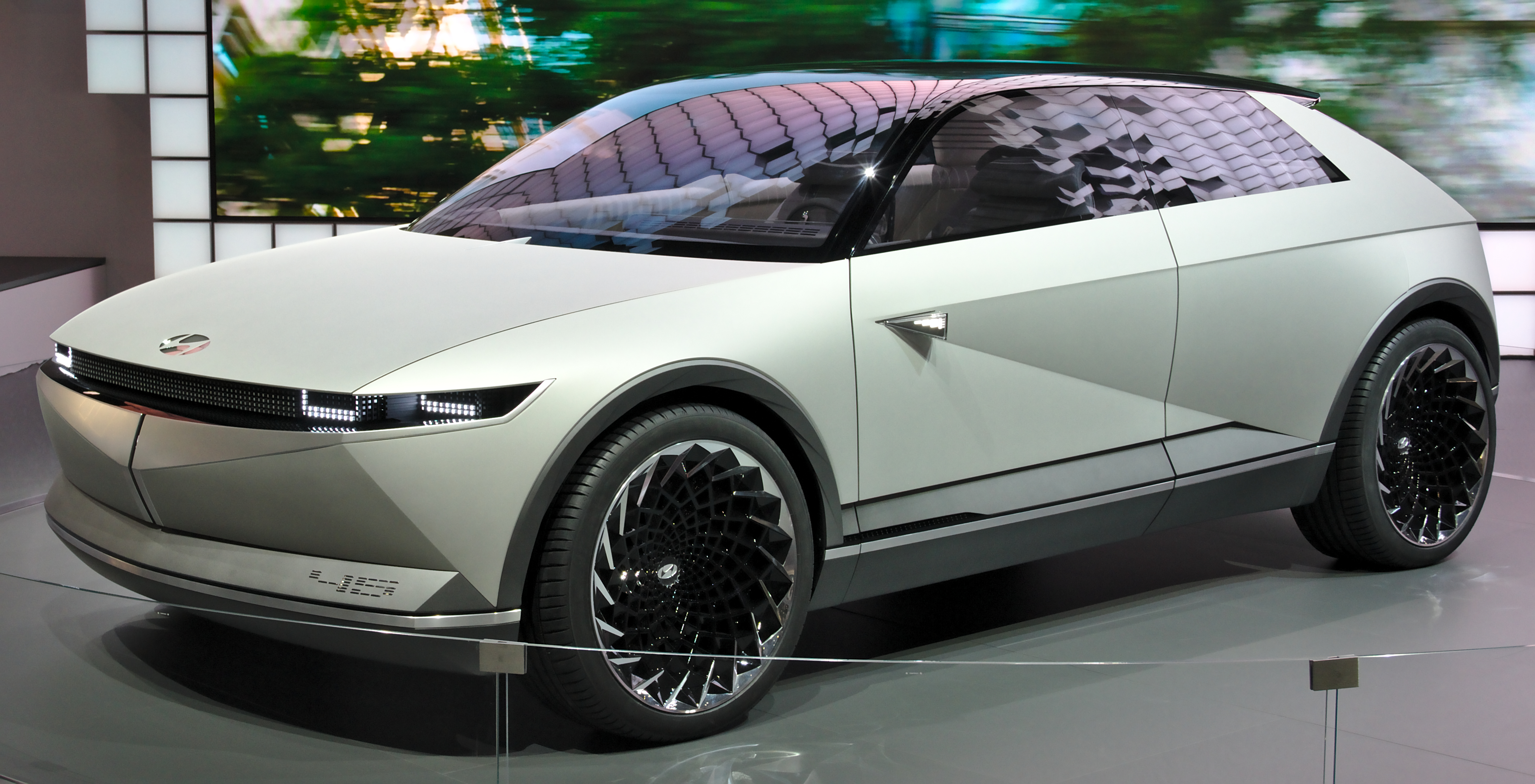
Hyundai 45 EV
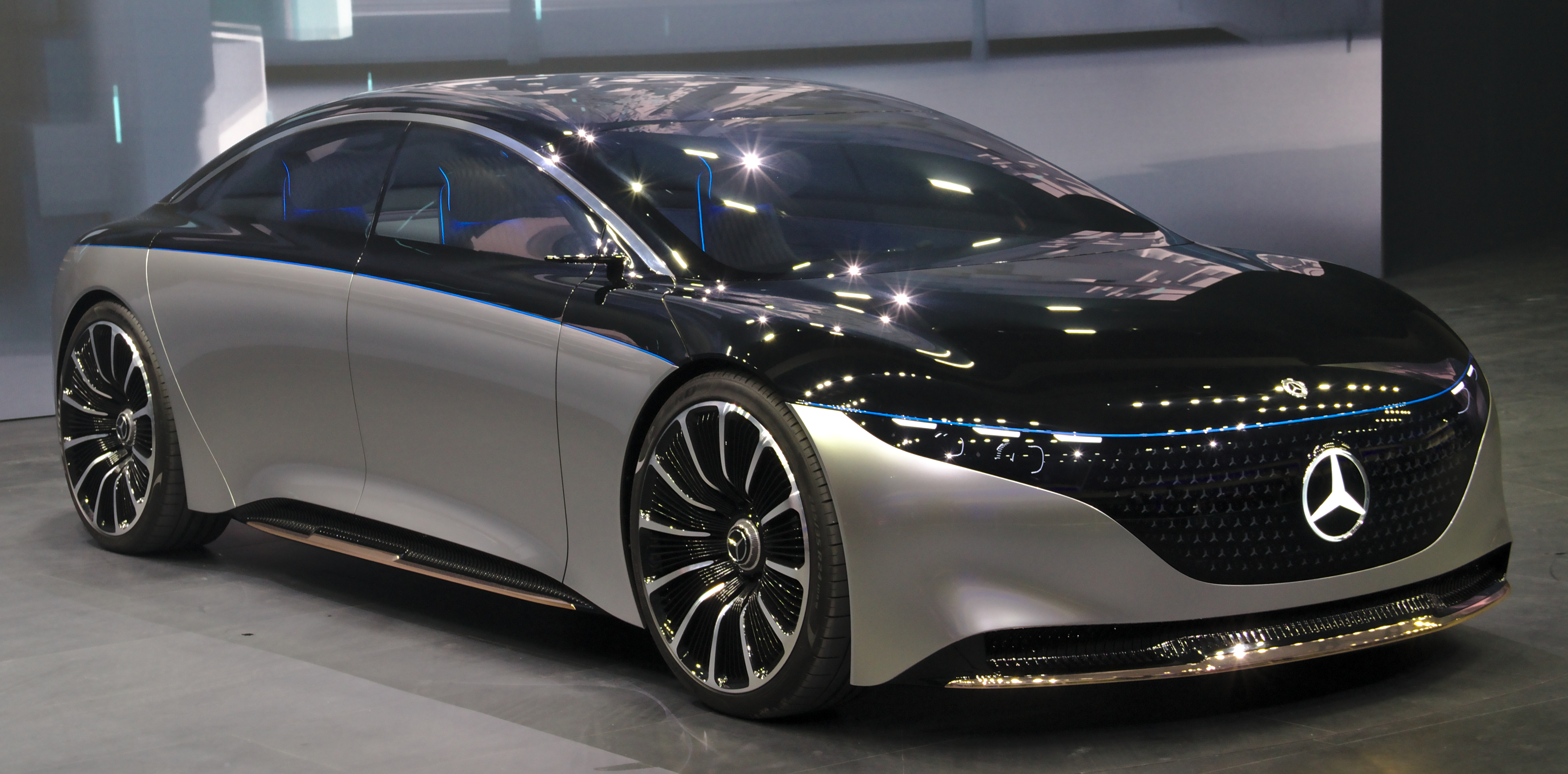
Mercedes-Benz Vision EQS
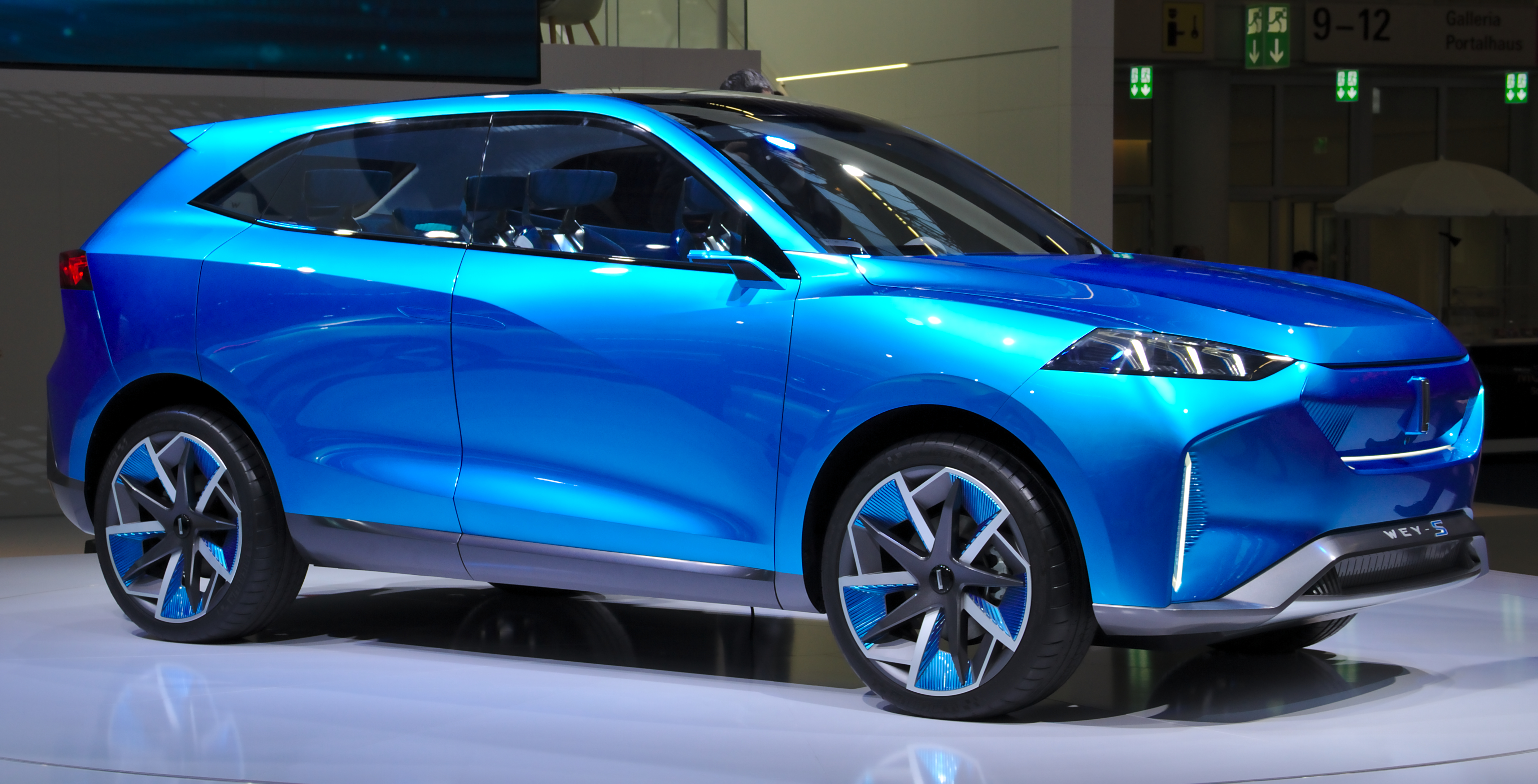
Wey S Concept
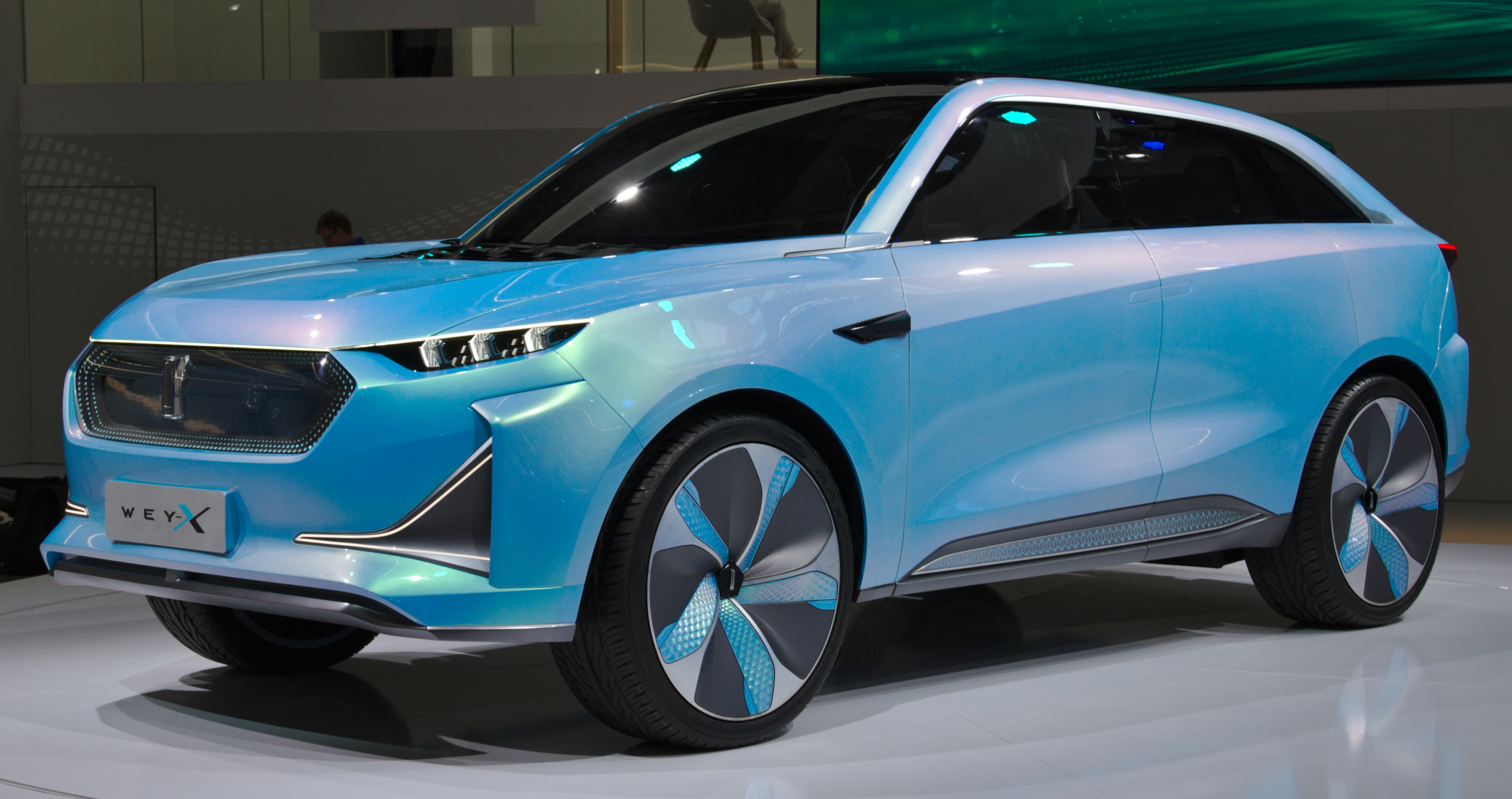
Wey X Concept